# 枢木あおい
枢木 あおい（くるるぎ あおい、1998年3月20日 - ）は、日本の歌手、タレント、元AV女優。京都府出身。LIGHT所属。

## 略歴
京都府出身。デビュー前は地下アイドルとして活動していた（地元・関西でソロアイドル）。
2017年5月14日、キャンディより『高級料亭で働く京都出身はんなり美少女がAVデビュー 枢木あおい』にてデビュー。「枢木」という名前は、読みにくいが1度読めたら覚えられる名前として事務所の社長と選んだもの。
専属契約でキャンディと無垢より2作品ずつをリリースした後、一時は活動終了を決めたものの思い直し、2017年9月からは企画単体女優として各社より幅広い分野での作品に出演している。
2017年11月に『身体を使ったクレーム処理班！中出しSEX VR　枢木あおい』でVR作品に初出演した。以降とくにVRでは高い評価を得ている。2020年5月にリリースされたKMPのベスト作品では「VRの女王」と表記された。2D作品でもVRでの活躍について言及、いじられることが増え、2018年2月末にリリースされたVR作品『超至近距離でアイドルダンス&パンチラ見せつけオナサポ応援娘 JOI＆生中出しセックス』はDMM動画.R18 2018年3月のビデオ動画月間作品ランキングで1位となった。
2018年10月のレディマドンナ拡大版にてレディチームのトップとして出場し歌手活動を開始した。その後も継続的にレディマドンナやミルジェネへの出演が続いている。
2019年に開催のAV OPEN 2018では素人部門、ハード部門、またVR-1グランプリにそれぞれ1作品ずつがノミネートされた。このうち『今からこの一家全員レイプします 大○区田園○布』がハード部門で2位となり、2019年5月23日に行われた授賞式では磯貝プロデューサーへのプレゼンターを務めた。2019年2月には、このエロVRがすごい!2018年下半期作品部門にて『KMP VR 2周年記念作品！究極のピースフルオフパコ開催スペシャル!!』が1位を獲得した。
FANZAが発表する2018年年間AV女優ランキング ベスト100では32位。月刊FANZA2019年4月号に掲載された「このAV女優がすごい！2018冬」では女優部門1位になり、2019年3月のSOD AWARDでは優秀女優賞に選出された。FANZAが発表する2019年年間AV女優ランキング ベスト100では7位。2020年「月刊FANZA」4月号で発表された「このAV女優がすごい!2020冬」では女優総合部門の4位を獲得した。twitterによる投票分では1位だった。2020夏では女優部門8位。
アダルト動画サイトS-cuteでは2017年から2019年まで3年連続での年間ガールズランキング1位となっている。
2020年9月、KUKIより「くろき葵」として別名義でデビュー。
2020年11月9日、CAMPFIRE community内でファンクラブ「【公式】枢木あおいファンクラブ~枢木組~」が開設された。
2020年11月11日、『輪舞曲』にてMilky Pop GenerationよりCDデビュー(9月2日にCDデビュー記念のソロライブを行い、同時に先行販売）。同日、Apple MusicやSpotify、YouTube Musicなどの各種サブスクでの配信やiTnunes Storeなどでのダウンロード販売も開始。同年11月27日、クラブチッタ川崎で行われた「LADY MADONNA-拡大版-I saw her standing there〜その時ハートは盗まれた〜」で歌手としてライブステージを行った。2021年4月24日、東京・三軒茶屋グレープフルーツムーンで行われた「月で逢いましょうvol.7」で初の単独ライブ。同年8月発表「読者300人が選んだFLASH 2021セクシー女優ランキング」読者投票40位。
2021年7月度のFANZA動画フロアAV月間AV女優ランキング1位。
2021年9月、トリプルHAPPYキャンペーン2021キャンペーンガール就任。11月30日、バニラスカイチャンネルの推薦を受け、スカパー!アダルト放送大賞・Valuable Actress of Vanilla Sky Channelに選出。
2022年2月18日、2ndシングル『白夜に月』を発売。レコード会社をDESERT AIR RECORDSへと移籍する。発売日前日の2月17日には東京・渋谷にあるHMV&BOOKS SHIBUYAでインストアライブを行い、2月23日、恵比寿club aimにてレコ初ライブを開催。表題曲は2月28日週のUSENパワープレイ曲に指定された。4月4日に三軒茶屋でワンマンライブを開催。
2022年3月からサービス開始のブラウザゲーム「クリムゾン妖魔大戦/（同X）」で主人公・朝霞イブ役の声優に抜擢された。声優としての活動は初挑戦にして初主演となる。6月5日には、初の本格トークライブとなる「枢木あおいデビュー5周年トークイベント -押忍！ゼロから始める枢木物語-」を新宿ロフトプラスワンで開催。同年9月2日、HHHグループによる「トリプルHAPPYキャンペーン2022」キャンペーンガール就任。9月13、14日に東京・原宿RUIDOで行われた「ミルジェネ10周年記念LIVE Sweet Memories」に歌手として出演。2023年2月27日には、LIGHTと音楽レーベル「Milky Pop Generation」が共同開催した音楽ライブ「MOON-LIGHT伝説」に出演。3月20日、ソロライブ「月で逢いましょうBirthday Special」を東京で開催。
2023年4月14日、S-Cute専属女優となることを発表。また、あと1年間でAV女優を卒業することも合わせて公表した。インタビューでは「もともと25、26歳でAVを辞めようと自分の中で決めていた」、「私自身やりたいことがたくさんあって、いろんな世界を見てみたかった」と引退理由を述べている。
2023年7月3日週FANZA動画フロアランキングにて、2022年12月に発売された出演アンソロジー作品『【福袋】S-Cute 可愛い子だけ15作品をノーカット収録38時間!』が1位を記録。8月7日週FANZA動画フロアランキングにて、同作品が3位再浮上。
同年10月30日、東京・三軒茶屋グレープフルーツムーンで行われた「月で逢いましょうvol.81」では全曲ボーカロイド曲という難題を自らに課し、8曲＋アンコール3曲を歌い上げた。またAV引退後も歌手活動は継続することが表明された（言及はされていないが声優活動も継続している）。同年11月10日、最後のAV作品撮影を終えたことが明かされた。また11月18日には、枢木あおい×渚みつきトークイベント!『くるなぎといっしょ！』を東京・新宿ロフトプラスワンにて開催。二人の出会いやプライベートでのエピソード、初共演作品の撮影時の裏話などを語った。FANZA動画フロア同年11月度女優ランキング3位。同12月度女優ランキングでも3位を維持。
FANZA動画フロア2024年1月度月間AV女優ランキングで3位を記録。
同年5月11日、nanairo主催で渚みつきとの「枢木あおい&渚みつき 卒業式ネットサイン会」を開催。ゲストを呼びつつ約6時間半生配信した。同年5月25日に枢木あおい女優引退LIVE「eternally」を開催。引退月となったFANZA動画フロア2024年5月度月間AV女優ランキングにおいて、6位ランクイン。
同年7月25日には、AV女優引退後初のソロライブ「月で逢いましょう＃99 枢木あおい」を東京・三軒茶屋グレープフルーツムーンで開催。新生・枢木あおいを印象付けた。12月5日、東京・渋谷LOFT HEAVENにておこなわれた「大人の楽演祭」に出演。
2025年6月25日、東京・池袋Live inn ROSAにて「楽演祭vol.37～ありがとうSP～」に出演。

## 人物
- 14歳の頃に性に目覚め[39]、初体験は16歳[40]。
- 特技は水泳[1]と半目。趣味はパチスロとカラオケでアニメソングをよく歌う[39]。歌唱力も高く評価されている[41]。
- 自宅に実機（中古で購入）があるほどのパチスロ好きである。2019年11月に発売されたオムニバス作品では他の6人にはアダルトな紹介文がついていたのにもかかわらず、当人は「関西のスロッター」と紹介された。
- 平常時でも乳首が勃起しているかのように立っているのが特徴。
- 推し名は「枢木組」と2018年6月22日本人より告知された。後にファンクラブの名称となった。
- 関西地区に在住しており、仕事のたびに2週間上京する生活を送っている[42]。関西出身の女優の場合、普段は関西弁で話したりドラマ物で関西弁で話す役を演じる事が多いが彼女の場合はそういった事は少ない。但し求められれば上手くこなす。2021年頃に方言AVブームが起きてからは京都弁作品も増え、自身では2019年5月発売の『至近距離に彼女がいるのに〜』から増加したと分析している[43]。この作品でのアドリブ淫語「私のオ〇コって、たこ焼きみたいにアッツアツなんよ」はこの時期のインタビュー、レビュー記事で度々言及された[43]。
- ボディソープはLUSHのみつばちマーチ、シャンプー・リンスはTOKIOインカラミを使用している。使用している香水では、サムライライトが一番多い。
- あだ名の「くるるん」は久留木玲 と同一。久留木玲の「久留木玲の凄テクを我慢できれば生★中出しSEX!」のパッケージでは「『くるるぎあおい』じゃないんです」といじられている。Kawaiiでの共演作では、「2大くるるん共演」と表記されている。また、大槻ひびきとともに久留木玲の初レズの相手を務めている[44]。
- 2020年11月、アダルトビデオ芸人リボルバー・ヘッドから、最高レベルのフェラチオを駆使していると紹介され、フェラチオ名を「メトロノームフェラ」と名付けられた[45]。
- 女子校生、妹役の作品から、大学生、若妻設定と幅広い役柄を演じることができ演技力を評価する声も多いが、最初から上手かったわけではなく、VRでの助演を重ねて得たものだと、このエロVRがすごい！編集部は分析している[46]。同ランキングの女優部門で2018年下半期から4期連続1位を獲得している[46]。
- 2018年5月にレズを解禁して以降、数多くのレズ作品にも出演し、2020年以降は天才レズ女優として初レズの女優の相手役を務めることも多かった[44]。
- 共演作が多かった高杉麻里とは親友。また、「枢木あおいを貸し切りドライブデート」内で美谷朱里やみひなとも仲が良いことを明かしている。その他、渚みつきとも親友。松本いちかや沙月恵奈とも仲良し。なお、上記の女優とは全員レズ作品でも共演している。自身の性格は「基本サバサバしている」と述べており、「かわいい全振り」ができないとのこと[47]。さもあり監督作品出演以降は小悪魔痴女役も増えており、乳首責めテクニックである親指と中指で乳首を広げつつ、人差し指で乳首を愛撫する通称「龍の爪」もさもあり作品出演時に覚えたものである。
- 2023年8月には新幹線乗車中、席を外してた間に席に置いていた荷物を、隣席の客に捨てられていたことがニュースとなった[48]。
- AV撮影終了後の2023年11月15日、耳にインダスリアルピアス、唇下にラブレットピアスの穴をあけている[49]。枢木は「遅れてきた中学生みたい」と述べている[50]。

## 作品

### アダルトビデオ
- 高級料亭で働く京都出身はんなり美少女がAVデビュー（2017年5月14日、キャンディ） - ※AVデビュー作
- 電マの刺激で失禁しちゃう 本物美少女（2017年5月27日、無垢）
- 人がいっぱいいる場所で…こっそり限界羞恥セックス!!（2017年7月19日、キャンディ）
- 無垢ナ女子校生限定ソープランド笑顔でご奉仕してくれる延長必至のJKソープ。大好きなオジサンには特別サービス 中出しオプションつき（2017年7月25日、無垢）

企画単体女優期間
- ゴミ拾いの環境美化サークルに所属しているヤリマン美少女はエコ意識が人よりも強すぎてコンドームをつけないエコ生中出しSEXをしているらしい（10月13日、S級素人ケイ・エム・プロデュース）
- ブルマ穿いてるから全然恥ずかしくないもんね。もっと見る？4 体操着を着せて青春思い出しエッチ！ スカートの下はパンチラ防止のブルマだったけど、逆に大興奮してしまった。（11月2日、SWITCH）
- 未成年桃色白書 お馬さんごっこと中出し5P輪姦 ペタ乳みさきちゃん（11月10日、First Star）
- 温泉母娘痴漢 娘を守ろうとする母を見せつけM字開脚でイカセて親子丼（11月16日、Natural High）
- 戦力外通告の野球選手の娘 父のためにこっそりAVデビュー 仮名）しおりちゃん（11月19日、キチックス/妄想族）
- 母に隠れて、パンツ食い込み誘惑してくる女子高生(従妹)とこっそり交わる。（12月7日、HIBINO）
- そんなに見たいなら見せてあげる!女子高生は顔騎が大好き。 妹の友達が遊びに来てパンチラしまくりで、ジッと見てたら、ニヤニヤ見つめてきて女子高生のお尻に顔を埋めさせられた。（12月21日、SWITCH）

- 家庭教師に勤しむ妄想エロカワ現役女子大生 吉岡さちAV就職（1月1日、乱丸）※吉岡さち名義
- 輪わされる優等生 肉棒と精液に塗れ溺れる制服娘の限界セックス 枢木あおい（1月14日、オーロラプロジェクト）
- ヤリマンだけどデカチンNGの幼馴染と素股していたらヌルヌルメリメリでズボッ！結局ボクのデカチンを生挿入&生中出し！超がつく程のヤリマンの幼馴染は、常に男を取っ替えひっ替え！ただそんな彼女もデカチンだけは気持ち良すぎて好きになっちゃうという理由で絶対NG！ボクの童貞が発覚するとヤラせてあげよっか？とヤリマン発言！しかしボクのデカチン勃起を目にしたら「やっぱりダメ！大き過ぎて好きになっちゃうから」と言ってヤラせてくれない。でもヤラせて欲しいと食い下がったら「挿れるのはダメだけど擦り付けるだけだったらいいよ…（1月19日、HUNTER）※さくらちゃん名義
- 帰宅部系女子校生の媚薬中出し調教 枢木あおい　(1月26日、宇宙企画）
- 生ど素人妹ビッチ 進行形で全員兄貴とヤッてる女子達(1月26日、マーキュリー）
- 『監督:父 主演:娘』借金父にラストチャンス。娘でAVを作ってください。犯される娘は何も知らないまま、しかしすべては父の演出。借金をチャラにすべく父が選んだ方法は娘AVプロデュース！(2月7日、お夜食カンパニー)
- 一般男女モニタリングAV “時限式絶対に破けるコンドーム”を渡して同じ学校に通う男女の友達同士へ強制中出しドッキリ企画！同級生男女がラブホテルで抜かずの連続射精ミッションに挑戦！ゴム内にパンパンに溜まっていた精子が突然コンドームが破れて想定外の膣内大量射精!!(2月7日、Deeps)
- 完全撮り下ろし乳もみナンパ！おっぱいパワーで日本を元気にしよう!!恥じらう赤面素人娘104人の色・形・大きさの違う生おっぱいを揉んで！触って！鷲掴み！街行く女の子たちに交渉→即揉み！ vol.05 「今ここで!?さっき出会ったばかりなのに恥ずかしい…（照）」5時間スペシャル!! in新宿・渋谷・銀座・青山・秋葉原(秋葉原編104番)(2月7日、Deeps)
- 処女の幼馴染と童貞の僕。うぶな二人がとっても恥ずかしいH練習！擦るだけと素股したらヌルヌルのお股にズボッ！途端に顔が真っ赤になりプルプル痙攣！実は超多感症だった幼馴染！中に出されて失神寸前の彼女にもう一回ズボッ！そのまま2回戦生中出し！(2月9日、SCOOP)
- 首都圏素人若妻軟派スペシャル(2月9日、S級素人)
- 野ションを目撃されてプリプリお尻を大公開したままハメられた女子●生2(2月22日、AKNR)※特典映像にのみ出演
- 故郷の純朴美少女 〜親には内緒の妹近親相姦中出し性交〜 枢木あおい(2月23日、I.B.WORKS)
- 小悪魔挑発美少女 枢木あおい(3月1日、MARRION)
- 彼氏の極小チ○ポに欲求不満な妹は、偶然見た僕のデカチンに釘付け!?ついに我慢できなくなったのか夜中僕の布団に潜り込んできて…(3月2日、DOC)
- 万引き女子●生バックヤード拘束輪姦 万引きをした女子●生を捕まえ、バックヤードに拘束して従業員全員で入れ替わり立ち替わり性的制裁を加えて犯しまくる！(3月7日、Apache)
- ガチナンパ！高学歴の女子大生さん！童貞君の悩み聞いてください！ディープキスと公開オナニーで赤面欲情パニック!!筆下し中出しSEX大成功！全員SEX！(3月15日、ピーターズ)
- 120％リアルガチ軟派伝説 58 祇園ビューティー・京美人ゲット！⇒3人中出し成功！」京都のご当地娘たちを街角でゲット！出会ったばかりの素人娘の下着姿を求めて、あんなことやこんなことをお願い！（3月16日、プレステージ）
- 【鬼シコ注意】私をメチャクチャに犯して下さい…。性欲を溜め込んだ神カワ娘が夢中でヤリまくる変態生セックス 枢木あおい　(3月19日、チキチキカマー）
- ツインテール貧乳ニーハイソックス美少女と中出し性交(3月23日、TMA)
- 美少女輪姦記録映像01 あおい 【関西娘】(3月23日、I.B.WORKS)
- 彼女は僕の従順いいなりペット(4月7日、パコパコ団とゆかいな仲間たち)
- 素人ナンパ GET!!No.193 本生8000スプラッシュ!!ヤリのみ本音でワカメ酒編(4月7日、桃太郎映像出版)
- 痴○おねだり娘 初めての漏らしイキに発情して挿入をねだる女子○生（4月12日、ナチュラルハイ）
- 朝ゴミ出しする近所のノーブラ奥さんとやっちゃった俺⑩SPECIAL(4月12日、AKNR)
- 正義の美少女戦士フルーシェリ(4月13日、GIGA)
- 同居人とケンカし薄着姿で部屋を追い出されてしまった隣の可愛い女の子「ほとぼりが冷めるまで」と僕の部屋にいて貰うことになったが無防備すぎるおっぱいと見えそうな下着に興奮し我慢できず…(4月20日、DOC)
- 噂の女子校生地下アイドル　おっさんのファンと小遣い稼ぎの個人営業(4月25日、JUMP)
- 文化系美少女のオジさんを虜にする接吻とSEX(4月26日、AKNR)
- 艦隊美少女コスプレイヤー(4月27日、TMA)
- ボクだけのご奉仕メイド 枢木あおい(5月4日、クリスタル映像)
- 家庭教師レズビアン 教え子にレズ調教されてしまった私…。 枢木あおい 佐倉ねね(5月7日、ビビアン)
- エロスでカオスな定時制学校に入学した絶倫童貞のボク 佐々木あき 枢木あおい 佳苗るか 玉木くるみ(5月11日、BAZOOKA KMP)
- 駆けろ！セーラーナイト 〜狙われた乙女の学園〜（5月11日、GIGA)
- 責め好きな教え子のハニートラップにハマり見事に勃起!それをネタに脅された家庭教師の僕は、みるみる性処理玩具として調教され…(5月18日、DOC)
- 乳首が超敏感美乳幼馴染は乳首いじりで失神寸前エビ反り連続爆イキ!!2 ボクには幼稚園の頃から●校生になった今でもずっと仲良しの超可愛くて優しい幼馴染がいます!!幼馴染はボクの部屋に超無防備な格好で遊びに来て正直困っています！だって小さい頃に見た胸とは…(5月19日、Hunter)
- 今日これから…君の乳首、犯しにイクね　枢木あおい（6月1日、ドリームチケット）
- 気付いたらヤラれてた…。自業自得のヤリコン参加!!私が彼氏に振られて落ち込んでいるのを見かねた女友達（※私から見てもヤリマン）が私のために飲み会を開催!!ついつい飲み過ぎてしまい終電を逃してしまい初めて会った男の家で飲みなおす事に!!女友達の勧めもあっ…(6月7日、お夜食カンパニー)
- 「早漏の相談中に我慢できず暴発したら優しくゆっくり改善セックスしてくれた看護師さん」VOL.3(6月7日、DANDY)
- こんな野外で?!顔射後も止めない突然の笑顔しゃぶりで連続2回おねだり女子○生 3(6月7日、ナチュラルハイ)
- 眠れぬ夜、兄の布団へ逆夜這いを仕掛ける妹…寝ている兄を挑発するかの様に同じ布団の中で密着オナニーをしていると兄のチ●ポは敏感に反応しガチガチに硬くなってゆく…いけない事とは知りつつも我慢が出来なくなり近親相姦へ…（6月8日、SCOOP/KMP)
- 膣奥絶頂オーガズム。 汗だくになって涎を垂らしながら没頭した、美少女の生々しいSEX 絶頂41回!!(6月13日、無垢)
- 再婚相手の連れ子は美少女姉妹!!初めて皆で川の字で寝る事に…発育途中の妹の身体に欲情が抑えられず、つい手が…ふと隣を見ると漏れ出る喘ぎ声に気づいた姉が股間に手を伸ばし身体をくねらせ…(6月15日、DOC)
- 乳首イジりっ放しオナニー 自画撮り オッパイ敏感ビクビク悶絶！(6月15日、Primo)
- 「ズルイ！私が先に挿れるんだから!!」彼氏がいない欲求不満の姉友と連結だんご状態4Pに!?夏休み、女子大生の姉が可愛い女友達を連れてお泊まり帰省！してきたのですが、姉の友達は彼氏ができないまま夏を迎えてしまい常に欲求不満！こんなボクでもワンチャンあるんじゃないか!?ってぐらいベタベタしてきてはボクの奪い合い！超密着してくるので色々な所があたって勃起してしまうと・・・ボクの奪い合いは本格化！連結するほどだんご状態になってまでボクのチンポを3人がかりで求めてきた!!(6月19日、Hunter)
- ネットカフェカップル NTR中出し痴漢(6月19日、Apache)
- 修学旅行の女部屋で先生から隠れるように可愛い女子と密着興奮 バレないようにやっちゃった俺(6月21日、AKNR)
- 上下同時痴漢 2人の痴漢師に乳首とマ○コを同時責めされイキ墜ちる女(6月21日、ナチュラルハイ)
- 時間を止められる男は実在した！〜チヤホヤされて調子に乗ってる地下アイドルをハメ倒し！編〜(6月21日、SODクリエイト)※アイスク○ーム・ボンボンのメンバーとして
- 【奇跡】女子校生デリヘルを呼んだらオカズにしてた友達で強制生中出し!!（6月22日、Bazooka）
- ド変態体位の羞恥手コキ〜男のプライドはボッロボロ、男のシンボルはボッキボキ。狂ったもん勝ちの快楽世界〜(6月22日、SEX Agent)
- 合宿中の女子新体操部の息抜きはボクのチ○ポだけ!!無職のボクは、毎年夏になると親戚が経営する合宿所を手伝わされる。また汗臭い男の世話か〜と憂鬱になっていると、やって来たのは女子新体操部！(7月7日、HUNTER)
- 真正本物中出し解禁!!!枢木あおい(7月12日、SODクリエイト)
- ヤリサーと一緒にされては甚だ心外(7月13日、バルタン)
- 学園イチ可愛い学級委員長はめちゃくちゃエッチな中出し美少女　枢木あおい(7月13日、宇宙企画)
- のぞき屋 同棲カップルのプライベートSEX盗撮(7月13日、プレステージ)
- 素人どっきり！スケベ イタズラ大作戦12連発!!(7月19日、ATOM)
- ディープス20周年記念スペシャル作品！ 一般黒人男性×素人女子大生 2枚組8本番！人生初の黒人ザーメン中出しスペシャル！ち○ぽが大きすぎて困っている日本在住の黒人男性が素人女子大生にお悩み相談！彼氏の短小ち○ぽよりもはるかに大きい黒デカち○ぽの登場にハニか…(7月19日、ディープス)
- 大早漏で超連続フェラチオ〜ヌいてもヌいても勃起で痴女歓喜！休む暇無いおかわり射精〜(7月20日、SEX Agent)
- 絶対妊娠！ガン反り生チ○ポで孕ませ中出しSEX！(7月25日、本中)
- 痴漢師に複数のローターをぶち込まれガニ股で脚を震わせイキまくるニーハイ女子○生(7月26日、ナチュラルハイ)
- えろキャン△(7月27日、TMA)
- 俺のエロビデオ（AMD-002）(8月3日、ドリームチケット)
- イメビアイドルNTR〜芸能人志望の彼女とスケベ制作会社の浮気中出し映像〜(8月7日、PREMIUM)
- 初めてが私でいいのかな ひよこ女子の密着・いちゃいちゃ・甘えんぼ極上筆おろし〜SNSで募集した神に誓ってガチ童貞さん、まさかまさかの全員ビッグマグナム!?編〜(8月9日、SOD/ひよこ/あまえんぼ)
- うさぎっ娘女子校生とふわふわ異世界学園生活(8月10日、BAZOOKA)
- 「夏休みだからいいじゃん！」無防備な姿で過ごす妹のノーブラタンクトップからこぼれる胸チラ・弾けそうなデカ尻ホットパンツに理性崩壊した童貞兄が親に内緒で強制生挿入！2(8月10日、V＆R PRODUCE)
- ノックぜずにドアを開けると目の前に無防備な姿の女が…二人きりの密室で勃起したチ◯ポに発情した女がねっとりフェラ対応してくれた(8月23日、ANKR)
- 背後から乳首をいじられ勃起したら唾液ぐちゅぐちゅ手コキ(8月23日、ナチュラルハイ)
- びしょ濡れ女子●生雨宿り強制わいせつ2（8月24日、TMA）
- AV撮影現場で時間停止！素人男性に知らない間に射精されていたAV女優10人(9月6日、SODクリエイト)
- オメガクロニクル〜発情期のドSオメガは誰にも止められない〜(9月6日、ANKR)
- 絶対レイプ 可愛い女子大生編 枢木あおい(9月7日、アタッカーズ)
- 枢木あおいのザ・筆下ろし(9月7日、クリスタル映像)
- 彼女が制服に着替えたら。(9月7日、プレステージ)
- 「えっ!?こんな所で何て事をするんだ！」いたずら好きの義理の妹に手をやいています！突然出来た義理の妹は自由奔放でエッチ好きな小悪魔タイプ!!いつもボクにギリギリの誘惑をしてきます!!当然、ボクは毎回勃起しています!!それを見た義理の妹は更に面白がってどんどんエスカレートしてきます!!何度も何度も寸止めされていたボクのチ○ポから大量発射された口から溢れんばかりの精子を大量ごっくんした義理の妹は、まるで媚薬が効いて狂ったかのようにボクを求めては腰をねじらせながら何度も爆イキ!!(9月7日、HUNTER)
- 家出〇女を中年オヤジが好き放題ヤリまくって妊娠受精！(9月14日、ピーターズ)
- 姉と彼氏が2段ベッドでSEXしている姿を見てしまい、心に眠っていた性欲が開花。興奮が収まらず発情の末妹がとった行動が…。(9月15日、SCOOP)
- 怒涛の63噴射！絶品イキ潮オナニー 自画撮り10人合計56イキ！(9月15日、プリモ)
- 「手でだけならしてあげてもいいよ…」深夜0時まで限定で義妹が失恋したボクの恋人になってくれた！好きな女の子にとんでもないフラれ方をして…(9月19日、HUNTER)
- 街で噂の裏風俗パンチラBar(9月19日、Marrion)
- いんらんワカメ酒 枢木あおい 筋書き無しの泥酔飲酒ドキュメント！(9月20日、RADIX)
- 彼女の妹に愛されすぎてこっそり子作り性活 枢木あおい(9月25日、本中)
- 枢木あおいの凄テクを我慢できれば生★中出しSEX！(10月1日、ワンズファクトリー)
- トッピングにフェラチオはいかが？ピザ屋アルバイト あおい(10月1日、バイトちゃんPremiere)[51]
- 枢木あおいのギャルでしようよ(10月5日、クリスタル映像)
- 一般男女モニタリングAV 学校帰りの仲良し同級生男女に突撃交渉！「童貞男友達のオナニーのお手伝いしてくれませんか？」学年で一番可愛い女友達が恥じらいながらも生パンチラ/生おっぱい/生オマ○コ/ディルドフェラ/マンズリ見せでオナニーサポート！相互オナニーで一気(10月7日 ディープス)
- 駐輪場パンツごと挿入大量射精痴漢(10月7日、アパッチ)
- やっぱりヤッてた！合宿免許飲み会乱交！今まで飲み会に参加したことの無いような真面目女子が合宿免許飲み会でチャラい男たちの餌食に！いっぱいお酒を飲まされ、結局乱交モードに流されちゃう真面目女子。(10月7日、お夜食カンパニー)
- 【未公開】秘密の連続射精コレクション。〜ひよこ女子のかわいすぎる手コキフェラで”2発も3発も”精子枯れ果てるまで…〜(10月11日、SOD/ひよこ/)
- JOI淫語痴女学園女子高等部(10月12日 Bazooka)
- 女子校生孕ませレイプ中出し20連発 枢木あおい(10月12日 REAL)
- 「お義父さんの赤ちゃん妊娠する！」制服姿の新しい娘が義父を母に隠れて射精管理！何度も寸止めさせマ〇コに連続大量中出し！(10月12日、V＆R PRODUCE )
- スポーツ強豪校 美人女子●生部員 媚薬腰抜けオシッコ垂れ流しマッサージ2 一人増量SP(10月19日、アパッチ)
- 可愛い顔してデカ尻!!(10月19日 マリオン)
- 上京した兄の部屋に通う妹の中出し近親隠し撮り映像(10月26日、I.B.WORKS)
- 痴漢サセ神様降臨！痴漢の指先にも感じちゃう敏感女子大生あおいさんは彼氏に内緒で痴漢サークルを楽しむザーメンぶっかけマニア(11月7日、下半身タイガース)
- 一般男女モニタリングAV 女子○生限定高額アルバイト企画！学校帰りに声をかけた有名進学校に通う素人女子○生をインタビュー中にノンストップザーメンぶっかけ！合計49発 溜まりにたまった濃厚精子を大量に浴びせられて制服・髪・顔まで精子でべっとり！うぶなJ○オマ○…（11月7日 ディープス)
- ミニスカTバック女子校生(11月9日、BAZOOKA)
- 「一度でいいから揉んでみたい！」ブルマを履いたデカ尻妹に兄が睡眠薬を飲ませて、夢の豊満尻を堪能し何度も中出し！3(11月9日、V＆R PRODUCE)
- 彼氏に内緒で援○交際、はじめました 枢木あおい(11月13日 無垢)
- 声出したら中に出すぞ!!追い詰め孕ませレ×プ〜ストーカーに脅されたアイドル〜 枢木あおい(11月13日、本中)
- 全員パンスト＆パンティ履いたままお漏らし 6人のお濡らし美女(11月20日、RADIX)
- 女子大生尾行トイレ押し込み中出しレイプ(11月23日、青空ソフト)
- 何事も王様ゲームで決める家庭で育った妹と兄 枢木あおい(12月1日、MOODYZ)
- 枢木あおい 高杉麻里 18周年記念SP 麻薬捜査官 媚薬漬け膣痙攣(12月6日、アイエナジー)
- 「もうイッてるから…」童貞の僕をからかい挑発パンチラしてくるJ○妹をガムシャラピストンでイカせまくり！(12月7日、DOC)
- 男を凄まじい射精へ導くアイドルの有頂天オ●●ポマッサージ◆ Super Idol Massage For Super Shot!!(12月7日、h.m.p)
- 父親が再婚して突然出来た義母妹は超無防備で胸チラしまくり！2義理とはいえ家族なのに勃起してしまったボクそれに気づいた義母に軽蔑されると思ったら手コキやフェラで誘惑チ〇ポ狩り！そのうえ思春期の妹もジロジロと観察してきて・・・（12月10日、ブリット）
- あの日からずっと…。 緊縛調教中出しされる制服美少女 枢木あおい(12月13日、無垢)
- 「お母さんより私のパンチラ見て・・・」清楚な顔した新しい娘が挑発おねだり即ハメ！母に隠れて憧れの義父チ〇ポでイキ乱れ！何度も中出し強要！(12月14日、V＆R PRODUCE)
- ASMR 3 枢木あおい(12月14日、ASMR JAPAN)
- マブダチとレズれ！ 高杉麻里 枢木あおい(12月19日、レズれ！)
- 小悪魔すぎる彼女の友人の誘惑に負けて犯され中出しさせられ続けた 枢木あおい(12月25日、痴女ヘブン)
- 新放課後美少女回春リフレクソロジー+ Vol.018 枢木あおい(12月28日、宇宙企画)

- 嫌いな義父に夜這いされて… 枢木あおい(1月1日、ワンズファクトリー)
- 即ハメ こねくりフェラしてくれる俺の推しアイドルとエッチできた件について！枢木あおい Vol.004(1月4日、ONE MORE)
- 完全主観 ペニバンシコリ罵倒(1月5日、フリーダム)
- 私の足のニオイを嗅ぎなさい!!(1月5日、フリーダム)
- レズビアンに染められた新入社員 枢木あおい 神宮寺ナオ 星川光希(1月7日、ビビアン)
- 黒人のデカマラで激イカセ連続中出しFUCK！ 枢木あおい(1月11日、REAL)
- 本気（マジ）口説き ナンパ→連れ込み→SEX盗撮→無断で投稿 イケメン軟派師の即パコ動画 13(1月11日、MAGIC)
- エロエロ！AV面接VOL.1(1月11日、黒船/プレステージ)
- 先っぽ3cmまでは挿入させてくれる妹とのギリギリ相姦未満生活 枢木あおい(1月13日、アリスJAPAN)
- ケツ穴見せつけ制服オイルエステ 枢木あおい(1月13日、MOODYZ)
- 毎晩エスカレートする兄の夜這いぶっかけ行為に義妹も本気発情！新しく出来た義妹がかわいい…。無意識に誘っているのかのような格好でいる義妹を毎日見ているともう我慢できない…。ふと寝ている義妹を見つけエッチな格好をついつい写メ。いけないと思いつつもその行為は…(1月19日、HUNTER)
- 【完全素人参加型】ひよこ女子の甘いワナ。いちゃいちゃ甘えんぼ。ときどき小悪魔に。 〜愛ある極上6ドッキリ大作戦！4本番10射精SPECIAL！ ※神様に誓ってガチです〜(1月24日、ひよこ)
- あの日、大学の飲み会が中出し輪姦サークルに変わった。 枢木あおい(1月25日、本中)
- 今からこの一家全員レイプします 大○区田園○布(2月1日、レアルワークス)※AV OPEN 2018エントリー作品
- S-Cute 4時間まるごと美少女-可愛い子が感じて、喘いで、イク！AVの基本ここに完成！-(2月1日、S-Cute)※AV OPEN 2018エントリー作品
- かりめんの妻 ハンコ捺して下さいお願いします… 枢木あおい(2月7日、JET映像)
- 銭湯を経営している僕はヤリたい放題!!サウナに入った女子大生を見はからって媚薬ガスを大量噴射!!イキりヨガっている汗だく女子大生に強制生ハメSEX!!(2月8日、SCOOP)
- 廃校の危機をカラダで守る4人のヤリマン女子校生(2月8日、BAZOOKA)
- えっちなお姉さんの淫語かたりかけぐちゅぐちゅ乳首イジリっ放しオナニー(2月21日、アイエナジー)
- 制服待ち合わせデリヘル 素股中にヌルっと挿入 そのまま生中出し Vol.004(2月22日、BAZOOKA)
- 連日予約完売の人気デリヘル店「妹く●ぶ」で働いてる年齢不詳の少女たちを隠し撮り 少女4名(2月23日、JUMP)
- 完全撮りおろし！主観フェラ抜き体験8時間Vol.5(2月25日、オーロラプロジェクト・アネックス)
- 背後から膣奥深く侵入する鬼畜チ○ポにイキ堕ちる危険日孕ませバック痴漢 枢木あおい(2月25日、本中)
- 淫語女子●生とM男 3 枢木あおい(3月1日、OFFICE K’S)
- パパフェチ 娘を愛するすべてのパパたちに捧ぐ 枢木あおい(3月7日、桃太郎映像出版)
- むちむちデカ尻 神ブルマ 枢木あおい(3月7日、親父の個撮)
- 美少年女体化〜陸上部合宿で女体化ドリンクを飲まされて、部員の性処理にされたハメハメ5日間〜(3月7日、SODクリエイト)
- 大学で一番人気の可愛いアイドル女子大生とまさかのデリヘルで対面!憧れのアイドルが僕のチ●ポでアヘ顔晒してヨガリまくる!! 枢木あおい・あべみかこ・玉木くるみ・八尋麻衣(3月8日、BAZOOKA)
- 超絶美少女をおじさん大好き中出しエロ玩具に淫語洗脳！ 枢木あおい(3月13日、無垢)
- オヤジと制服美少女の濃密ベロキス連続中出し 枢木あおい(3月13日、MOODYZ)
- 連れ込み部屋 5(3月15日、MAD)
- 日常をこっそり覗く 女子専用ビジネスホテルオナニー盗撮(3月15日、プリモ)
- AV女優 裸コレクション 第九弾(3月22日、V＆R PRODUCE)
- いくらでラブホ!? 素人美女はいくら払えば即ラブホOKなのか。ナンパ検証してみた!! 03(3月22日、プレステージ)
- AV男優の性技に耐えたら賞金30万円！カワイイ女子大生たちが必死にイキ耐える 凄テク我慢ゲームに挑戦！イッたら巨漢男が即・種付けプレス!! (3月22日、ナンパJAPAN)
- 神待ち少女孕ませプレス 家に泊めてくれる大嫌いなオヤジからねっちょり追撃ピストン気持ち良すぎだけど悔しいからイッてるのを隠し続けた3日間。 枢木あおい(3月25日、本中)
- 彼氏に褒められたくて始めたエッチなバイト…気づけば風俗ぜんぶ制覇して生中出しソープに居ました。 枢木あおい(4月1日、MOODYZ)
- M男に告ぐ！S女の妄想淫語オナニー 枢木あおい 手島知世 橘メアリー  瀬戸すみれ 音羽美玲(4月1日、OFFICE K'S)
- センズリのお手伝いして下さい！ 可愛い女の子に握らせて射精するまでシコらせch 6 (4月10日、ブリット)
- 4人でルームシェアする痴女っ娘たちの自宅中出し合コン2(4月12日、BAZOOKA)
- 動画配信サイトアカウント停止動画 セクシー女優 枢木あおい(4月12日、プレステージ)
- 女装がバレて親友の性処理道具にされた男の娘のボク｡(4月25日、痴女ヘブン)
- マジックミラー号 素人女子大生限定 100の質問中に突然デカチンを即ハメ！恥じらいつつも連続ピストンでオマ○コぐちょ濡れ大絶頂！おまけに大洪水！10人10本番！(4月25日、SODクリエイト)
- 天才ナンパ師軍団がSSS級素人娘をGET!!!超絶テクニックと巨根激ピストンで女の子が失神する直前までイカせ続ける!!!!ヘロヘロになったところにザーメン大量中出し!!!!(4月26日、SCOOP)
- 言葉がたどたどしい美少女に恋をして、僕はつたなく犯されました…　枢木あおい(4月26日、ドリームチケット)
- 新婚あおいと子作りハネムーンSEX 枢木あおい Vol.001(4月26日、エロタイム)[52]
- 僕を助けてくれる幼なじみがいじめっこに犯されているのを見て勃起した 枢木あおい(5月1日、MOODYZ)
- あずみひなは枢木あおいのことが好きすぎる変態女 媚薬を仕込むイタズラで思う存分に枢木あおいを堪能しようと思ったら結局仕返しされてお互い媚薬で感じまくってイキまくる 結果的に見ごたえたっぷり敏感すぎるキメセク濃厚レズビアン(5月7日、ビビアン)
- 新奴隷城6(5月7日 アタッカーズ)
- バイノーラル淫語で責め立てる制服美少女 枢木あおい(5月7日、犬/妄想族)
- 尻コスまたがり風俗タワー〜お尻でイクイク性感サービス〜 枢木あおい(5月13日、MOODYZ)
- 淫語で誘い込むおまんホールド 〜匂い立つびしょ濡れ女の子シロップ〜 枢木あおい(5月13日、Fitch)
- 可愛い顔して性に貪欲で好奇心旺盛な小娘達の性春グラフティ(5月17日、BAZOOKA)
- 俺のことが好き過ぎる妹が、俺のために上司に寝取られて中出しされていた 枢木あおい(5月19日、かぐや姫Pt/妄想族)
- 至近距離に彼女がいるのに耳元でコソコソ口説いてくるささやき誘惑中出し 枢木あおい(5月25日、本中)[43]
- 24時間バック拘束中出し尻便器 身動きとれない無防備尻を犯す！汚す！輪姦す！ 枢木あおい（6月1日、MOODYZ）
- #生中出し出張メイドリフレ Vol.008 枢木あおい(6月7日、ONE MORE)
- 果てしなく従順なメイド10名と暮らす王様 〜第2章〜(6月13日、MOODYZ)
- 中出し10連発 枢木あおい(6月14日、ミリオン)
- 天然ドSな超美人声優激似(6月19日、ROOKIE)
- 一般男女モニタリングAV 素人大学生限定 友達同士の男女がザーメン20mlを溜めるまで出られない密室からの脱出に挑戦！ 2 女子大生が男友達を射精させるために恥じらいながらも手コキ・オナホコキ・フェラ・セックス！何発出しても萎えない友達チ○ポと大量の精子を目の当…(6月19日、ディープス)※あみな名義
- 素人娘の全裸図鑑6 今時の女の子12名が恥らいながら脱衣していく様子をじっくり撮影した、変態紳士のためのヘアヌードコレクション(6月19日、かぐや姫Pt/妄想族)
- 恋人ごっこのつもりが…貪り合うような中出しSEXに溺れたあの頃。 枢木あおい(6月25日、本中)
- いつでもどこでも時間停止して中出しできる学園IV(7月1日、MOODYZ)
- 枢木あおいのM男射精遊戯!! 射精願望で満ちた冴えない男たちの欲望…すべてあおいが引き受けます!!(7月5日、クリスタル映像)
- セックスよりも気持ちいい 高○生の初めての口内発射 フェラチオ優等生15人(7月7日、桃太郎映像出版)
- 汚パンティー臭い責め 枢木あおい(7月11日、RADIX)
- ミスばかりする新人ロリ看護師にダメもとでフェラをお願いしたら意外にOKだった(7月11日、DANDY)
- 生中出しアイドル枕営業 Vol.002(7月12日、BAZOOKA)
- あの日からずっと…。 緊縛調教中出しされる制服美少女-Hard覚醒- 枢木あおい(7月13日、無垢)
- 深田えいみが蛇舌フェラで舐め回し何度も篠田ゆうがデカ尻騎乗位で跨り美尻ピストンで枢木あおいが犯す逆4Pスペシャル(7月25日、痴女ヘブン)
- 夏期講習浪人中の僕の部屋に転がり込んできた名前も知らない年下メガネ女子に中出ししまくった超幸せなあの夏の日 枢木あおい(7月25日、本中)
- 禁断介護 枢木あおい(8月1日、グローリークエスト)
- カラミざかり 有坂深雪 枢木あおい(8月1日、MOODYZ)
- 絶対領域 挑発美少女ハーレム学園2 すべすべな太ももに挟まれ身動きできず何度も射精させられる！(8月1日、MOODYZ)
- これから隣人をレイプする。 引っ越してきた女子大生編 枢木あおい(8月7日、アタッカーズ)
- ダンス部ガールズレズビアン 〜憧れは友情を超えて〜 高杉麻里 枢木あおい(8月7日、ビビアン)
- アナル舐めてもいいですか？3 お尻で悶絶する素人娘9人(8月7日、かぐや姫Pt/妄想族)
- えっ！マジここで？クールな眼差しで僕を痴女ってくる！時折見せる微笑みが僕の心を鷲掴み(8月8日、AKNR)
- 素人女子大生限定！パンティ素股でカチカチち●ぽがアソコに擦れて赤面発情！クロッチは恥ずかし汁まみれ！そのまま生で擦り合わせて、ヌルヌルワレメに結局つるんっと入って生中出し!!〜赤面女子1周年記念特別編 9人収録9時間撮り下ろし(8月9日、赤面女子)
- 文系女子が風俗で出てきて想像以上のテクでヌカれまくった件。 枢木あおい(8月13日、MOODYZ)
- ナマ撮れ素人流出動画 02(8月16日、プレステージ)
- 結界〜この中に入ったらどんな女の子でも僕の思い通りイヒ〜(8月22日、SODクリエイト)
- サキュバスに犯され続けた甘酸っぱくて切ない6ヶ月間の話 枢木あおい(8月25日、痴女ヘブン)
- 助けを呼んだ人にまた犯される連続中出しレ×プ 枢木あおい(8月25日、本中)
- イク時は一緒！発射するまで離さない！膣の奥まで生ピストン 妊娠覚悟ホールド中出し懇願SEX！(9月5日、グローリークエスト)
- 文系デカ尻お姉さんがささやき騎乗位でじっくりねっとり犯してあげる 枢木あおい(9月7日、プレミアム)[53]
- ノーハンドフェラは奴隷の証！手を使わずにフェラチオする12人の素人娘 全員撮り下ろしたっぷり3時間(9月7日、かぐや姫Pt/妄想族)
- 彼女が3日間家族旅行で家を空けるというので、彼女の友達と3日間ハメまくった記録（仮） 枢木あおい(9月9日、アリスJAPAN)
- 40歳童貞おじさん、美少女に憑依してAVデビュー 枢木あおい(9月12日、SODクリエイト)[41]
- 神パンスト 枢木あおい 制服ロリ美少女の美脚を包んだ生ナマしいパンストを完全着衣でムレた足裏からつま先を味わい尽くす！顔騎や足コキ、時には中出し時にはお尻にコスってぶっかけとやりたい放題！発情させられた女の変態調教絶頂プレイを楽しむフェチAV(9月12日、親父の個撮)
- 佐倉絆 レズ4本番 超人気女優豪華共演スペシャル(9月13日、ミリオン)
- 枢木あおいを貸し切りドライブデート(9月13日、フルセイル)
- 固定バイブだるまさんが転んだ14(9月13日、はじめ企画)
- 私たち姉妹は洗脳され、義父の性玩具になりました・・・(10月11日、V＆R PRODUCE)
- 文系女子がレズり合ってSEXを描くエロ漫画研究部(10月13日、MOODYZ)
- リアルガチドキュメント 今までこんな現場なかったです 私、素のままでイキまくっちゃったよ！ 枢木あおい(10月16日、マキシング)
- 素人娘のおしっこ図鑑4 カメラ目掛けて大放尿する13人(10月19日、かぐや姫Pt/妄想族)
- 【変態バイト】いきなりバリカタち●ぽにさせてくれるゴム無しOKのドM娘2名を派遣します。(10月19日、チキチキカマー/妄想族)
- 制服美少女 罵倒！蔑み！中出しチ○ポいじめ！ 学園のアイドル美少女たちのオモチャにされた僕のチ○ポ 枢木あおい 高杉麻里(10月19日、エムズビデオグループ)
- 「キミ、本当に大人だよね!?」見た目は完全ロリなのにち○ぽを目の前にすると痴女化して連続中出しSEXで男を犯す経験人数3桁オーバーのえげつないほどヤリマンビッチな女児服カフェの看板娘 あおいさん（32歳） 枢木あおい(10月24日、激レア素人ちゃん)
- 放課後円光 生ハメ中出し女子●生 ROOM-006(10月25日、ホームルーム/妄想族)
- 絶倫レ×プ魔に無理やり早漏改善させられて中出しされまくったあの日。 枢木あおい(10月25日、本中)
- レジェンド女優から豪華女優たちによる共演までお気に入りがここにある!!BAZOOKAユーザー支持率No.1作品30タイトル完全網羅スペシャル(10月25日、BAZOOKA)
- はんなり関西弁奥さんの妄想と性欲は凄すぎました。 枢木あおい(10月26日、シャーク)
- 声殺し拘束中出しレ×プ 「こんな姿見られたら人生終わりだな」と脅迫して自由を奪いサイレント鬼イカせ 枢木あおい(11月1日、MOODYZ)
- 一人カラオケ個室オナニー盗撮 黒パンスト半脱ぎで指ズボオナニーして白濁の本気汁を垂れ流して即イキするOLを隠し撮り3(11月1日、変態紳士倶楽部)
- 唾液ダラダラ接吻痴漢 笑顔で抱き着き濃厚ベロちゅうしまくる制服痴女(11月7日、ナチュラルハイ)
- 媚薬と睡眠薬を同時混入！スクール水着姿で眠るデカ尻娘を全身拘束させひたすらオモチャ責め！覚醒したカラダは父に激ピストンされエビ反りしっぱなし！3(11月8日、V＆R PRODUCE)
- もし男を自由に使っていいと言われたら(11月13日、S-Cute)
- 憧れの先輩とレズれ！ 渚みつき 枢木あおい(11月19日、レズれ！)
- 一般男女モニタリングAV しごいてしゃぶってヌキまくり!!素人女子大生が無数に生えた壁ち○ぽの即ヌキに挑戦！ 4 フル勃起ち○ぽに囲まれ恥じらいながらもオマ○コが濡れてしまった女子大生はザーメンまみれでノンストップ射精SEX！総発射51発！(11月19日、ディープス)
- 父親が再婚して突然家族になった義母【巨乳】妹【ちっぱい】と近親○姦なま中出し!?いつも無防備＆セクシーな格好で胸チラ、パンチラ誘惑してくるから我慢できずに勃起してしまったボク それに気づいた2人に…(12月10日、ブリット)
- 手コキ 淫語 騎乗位 焦らしまくりでなかなか射精させてくれない受け身男性専用出張デリヘル(12月13日、BAZOOKA)
- 制服美少女 蛇縛輪姦　無垢×アタッカーズ　本格緊縛SMドラマ(12月13日、無垢)
- 美少女中出し島 10周年大感謝祭スペシャル!!超ハイテンション中出し大乱交(12月25日、本中)
- 名器の子 枢木あおい(12月27日 TMA)[54]
- こんな美少女を抱きたかった！ドＭ中年の願望叶える童顔美少女との唾液交換ねっとりＳＥＸ！(12月27日、オイスター海運)

- セーラー服とドSマシンガン パンチ キック 淫語アッパー 関西弁でM男を完全支配 フルボッコ性交 枢木あおい(1月9日、MILK)[44]。
- ひとつ屋根の下・・・目があうとサルのように無言で求め始める性欲悪魔な姉と弟の不埒な日常。枢木あおい(1月10日、クリスタル映像)
- もし内緒でHしようと誘われたら(1月13日、S-Cute)
- 老人医師の顔舐め診断 中出しの処方箋 枢木あおい(1月13日、無垢)
- 監禁クローゼット 枢木あおい(1月16日、グローリークエスト)
- 君が「乳首イジメて欲しい…」って言ったんじゃん 枢木あおい(1月17日、CHoBitcH)
- 嫌いな男に彼女が寝取られて鬱勃起したので、別れる前に復讐中出しデートを決行。 枢木あおい(1月25日、本中)
- 素人女子大生ガチナンパ！うぶな美少女に生まれて初めての女性向け風俗体験してもらいました！2 禁止の本番までしちゃった素人娘＆イケメン4組(1月31日、赤面女子)
- 唾液ダラダラ接吻痴●3 オヤジを虜にするほど密着して舐めまくる痴女子○生(2月6日、ナチュラルハイ)
- AV女優 枢木あおい、…とおじさん。(2月7日、h.m.p)[41]
- 枢木あおいのベロキス逆ナンパ！(2月7日、クリスタル映像)
- 常にDEEPキスしながら勃起不全童貞のオナニーサポート(2月14日、赤面女子)
- 彼氏と喧嘩してご近所のお姉さんに相談してからの4日間 枢木あおい・美咲かんな(2月14日、REAL)
- 史上最高レベルにかわいい素人10名完全撮り下ろし永久保存版！奥までズッポリ絶倫ピストンディルドオナニー(2月14日、S級素人)
- ロケバスNTR〜ファン感謝ロケバスツアー中に起こっていたロケバス運転手との衝撃寝取られ純愛中出し映像〜(2月25日、本中)[54]
- 声出したら中出し！美少女孕ませきもだめし林間学校(2月25日、本中)
- 新大久保で見つけたオルチャンガール 理想高めなハタチ！ あやか（20）(2月27日、SODクリエイト)
- ハメまくり一泊二日旅行 枢木あおい(3月1日、S-Cute)
- 挑発！ナマイキ娘のパンチラ足コキ(3月5日、グローリークエスト)
- コスプレ×クルルギアオイ Deluxe 枢木あおい(3月20日、クリスタル映像)
- ほろ酔い女子社員「疲れた女は酒に弱い」退勤後に酒で●っぱらい、淫らにスーツを脱ぎ捨てる意外とエロい女子社員のプライベートSEXを収録！ あなたもきっと恋をする懐っこさSOD女子社員制作部1年目菜月ゆかり（22） ふいに出てくる関西弁/こんな彼女が欲しかった感…(3月26日、SODクリエイト)※菜月ゆかり名義
- ほろ酔い女子社員 顔がいい若手社員限定！男上司がガードの固い女部下をプライベートでガチ口説きするほろ酔いハメ撮りSEX映像 酔うとドスケベ女子社員4名240分(3月26日、SODクリエイト)※菜月ゆかり名義
- 初花 くろき葵 〜超新人AVデビュー2020〜(4月1日、KUKI)※配信専用
- すべてのM男は食べものです❤ 枢木あおい(4月3日、WAAP)
- 絶望から幸せを願って 枢木あおい(4月7日、アタッカーズ)
- 松本いちか レズ解禁 姉に恋した私(4月23日、アイエナジー)
- 自分でもびくーりするくらい敏感なんだょムギュっと寄せれば谷間だって出来ちゃうし、あんまり貧乳貧乳言われるとムカつきますから(4月25日、妄想族)
- 3年間同棲していた彼女と最後に過ごす・・・夜と朝。枢木あおい(5月1日、ONEMORE)
- 絶対寸止めしてくる小悪魔挑発姉妹〜渚みつき・枢木あおい(5月1日、マリオン)
- レズビアンに囚われた女潜入官Special(5月7日、ビビアン）[44]。
- 妄想アイテム究極進化シリーズ 女体化スキンダークサイド2〜呪いの皮で悪堕ち〜(5月8日、Rocket)
- 最高級制服風俗ホテヘル 絶対に本番禁止だけど素股プレイ中にヌルっと挿入して生中出し!? VOL.001(5月15日、BAZOOKA)
- 最高級のおもてなしご奉仕体験！ 枢木あおい(5月17日、エロタイム)
- 瞬間受胎衝動「ねぇお兄さん、名前教えてくれたらこのまんま中に出してもいいょ」(5月25日、ホームルーム/妄想族)
- ボクのいもうとはAV女優！父が再婚して新しく妹になった美女はコスプレAVに出ていた人だった！ 枢木あおい(6月5日、クリスタル映像）
- 裏アカウントNTR とあるSNSに投稿された妻の衝撃的浮気映像 枢木あおい(6月7日、マドンナ)
- 女子大生輪●地獄 マッスル凌●サブミッションFUCK！枢木あおい(6月11日、グローリークエスト)
- 眼鏡で地味だけどエロい！アヘアヘ！オチ●ポ完堕ちイキ狂い！性癖こじらせ娘S級素人出演!!Vol.001(6月12日、S級素人)
- 会社の飲み会で終電を逃した酔っ払い後輩と二人きり。仕方なく入った、宇宙企画)
- 激カワ女子大生限定シェアハウスの管理人になったボク 管理人の僕は問題児だらけの女子大生に事あるごとに呼び出されて家事の手伝いから性欲の処理まで2(6月12日、BAZOOKA)
- 枢木あおいの ←どっち→ がお好き？-制服黒タイツ × OL黒タイツ-(7月1日、S-Cute)
- 突然ですがコレ代わりに撮ってきてください 男女の友達同士にカメラを渡して一泊二日の温泉旅行をプレゼントしたらドエロいものが映ってました。(7月1日、LUNATICS)
- どんな女でも絶対にイカせる玩具で何度もガチイキするアヘ顔晒しオナニー(7月9日、グローリークエスト)
- 中出し訳アリ女子校生3(7月10日、BAZOOKA)
- 幻覚！妄想？いままでメスとみなしていなかった妹に突然、猫耳が生えて…2二次元好きの僕はドストライクすぎて痛いほど超勃起しちゃった！(7月10日、Z-men)
- マジックミラー号 新大久保で見つけたオルチャンメイクのイマドキ韓流女子限定！イケメン男子の生ち●ぽで膣内マッサージいかがですか？(7月23日、SODクリエイト)
- AV男優♂×ファン素人♀ VOL.01(7月24日、黒船)
- 教師を脅して性奴●調教 枢木あおい(7月25日 、、SEX Agent/妄想族)
- 小柄なオンナADが拘束されて犯●れていた！AV撮影の裏側大公開！SOD女子社員 制作部2年目 菜月ゆかり(7月31日、SODクリエイト)
- セーラー服と機関坊 初撮り生中出し3(8月1日、プラム)
- 看護師の義妹が僕の前であざと可愛く無防備なので我慢できずにハメてしまった…（8月14日、Zmen)
- 新就職活動女子大生生中出し面接 Vol.002(8月14日、S級素人)
- 彼女が3日間帰省で家を空けるというので、元カノと3日間ヤリまくったレズビアン記録 七海ひな 枢木あおい(8月19日、レズれ！)
- フォロワー10万人超え 人気レイヤーあおいちゃん 19歳 感度倍増媚薬で理性消失！個撮おじさんナマ挿入チ●ポに快感敗北！ イキまくりでロレツも回らずナマ中出しオネダリ!!(8月21日、こすパコハメ撮りおじさん)
- 本中10周年記念作品!!美少女中出し島完全版おもても、本中)
- 素人女子の自宅に訪問！生ハメ誘うマン汁ヌルヌル素股や密着乳首舐め手コキで悩める童貞男子を優しくおもてなし！(8月28日、赤面女子)
- 夜●い 深夜の寝取られ床上手おんな〜旦那の隣で声も出せずに絶頂体験〜(9月7日、桃太郎映像出版)
- SOD女子社員 元気ハツラツな若手AD女子社員が働くAV撮影の舞台裏大公開!現場で暴走した男たちに犯されてアヘ顔チ●ポ堕ちしちゃってた一部始終(9月10日、SODクリエイト)
- 枢木あおい温泉 (9月11日、クリスタル映像）
- 新 生中出しアオハル制服女子●生バイト Vol.003(9月11日、S級素人)
- 青春！ブルマー 枢木あおい(9月13日、ミル）
- 固定バイブだるまさんが転んだ18(9月13日、はじめ企画)
- 求めたらマ●コ差し出してくれるけど…この2人、僕のチ●ポに全く興味なし！ 完全無姦心セックス！ 渚みつき 枢木あおい(9月19日、Rookie)
- 修学旅行は可愛いクラスメイト女子とヤリまくり＆中出ししまくり！去年まで女子校だった学校に入学したら男はボク1人！当然、修学旅行もボク一人で…(9月19日、Hunter)
- 僕を好きな元カノの後輩 負けず嫌いな幼馴染の元カノ ドエロい田舎帰省1泊2日。 一線を越えた二人の誘惑に乗っかりハーレム状態で中出しされ続けた僕。(9月25日、本中)
- 俺専用マネージャー交換NTR 嫌われたくなくて完全言いなり中出しスワッピング(9月25日、kawaii)
- 枢木あおいに内緒でHしようと誘われたら(10月1日、S-Cute)
- 汗だく、密着レズセックス。(10月7日、ビビアン)
- オトコのカラダに興味津々な欲情女子校生 初々しい誘惑で家庭教師にお願いする性教育(10月9日、KMP)
- 本物全裸素人 セクシーヌードポーズファイル2(10月9日、S級素人)
- そうだAVを作ろう！私たちが監督で女優の濃密美少女ハーレム記録映像。 枢木あおい 冬愛ことね(10月13日、ダスッ！)
- 田舎の夏はヤル事しかない！ 枢木あおい/河奈亜依(10月13日、S-Cute)
- チクビアン ビンビン乳首こねくりレズ性交(10月19日、レズれ！)
- えっちな女子校生の淫語かたりかけぐちゅぐちゅ連続絶頂ブルマオナニー 5(10月22日、アイエナジー)
- <深夜の残業オフィス>地味だと思ってた後輩（枢木さん）に突如痴女られた僕は、朝まで、何度も、中出しさせられて...(10月25日、痴女ヘブン)
- 気がつけばセックスレス…40代男たちの人生二度目の筆おろし 枢木あおい×阿部乃みく×篠宮ゆり(11月6日、クリスタル映像)
- M男君と遊ぼう！欲望のままマゾ男をオモチャにして弄ぶ真性S女のドキュメント 枢木あおい(11月8日、犬/妄想族)
- 宅配BOXに仕込んだ媚薬スモークを吸い込んだ宅配女子を介抱すると、効果抜群で触れるだけで感じるカラダに!!よだれを垂らして自らチ●ポを求め、さらには自ら挿入して腰を振り、イキ狂う性欲モンスター。(11月13日、SCOOP)
- キュートな小悪魔店員が働く猥褻美容室 枢木あおい(11月16日、MAXING)
- 『お兄ちゃん背中流してあげるね！』ちょっとおませで無邪気な妹は胸が膨らみ始めたにも関わらずボクと一緒にお風呂に入りたがる！妹の真の目的は…？(11月19日、Hunter)
- 学校に近いからと僕のアパートに泊まる友達の彼女。勃起を誘う無防備なチラ見せに性欲が我慢出来ない。 枢木あおい(11月19日、Royal)
- シロウト撮VOL.03 制服娘・10代・スク水・ハメ撮り・素人個人撮影(11月26日、胸熱素人)
- 「誰のフェラが一番気持ちいい？」突然できた義理四姉妹はヤリマンフェラチオモンスター！何度中出しさせられてもフェラで何度でも勃起させられて…(12月7日、Hunter)
- 想像できない誰にも見せられない有名私立女子●生の本性丸出しナマ交尾10(12月11日、宇宙企画)
- 放課後代理妻 義父は娘を孕ませたい 枢木あおい(12月13日、無垢)
- 枢木あおい七変化(12月13日、S-Cute)

- 息子の嫁 枢木あおい（1月1日、プラネットプラス）
- 緊縛監禁レズ調教 女王様と変態マゾヒストの娘のSMレズビアン（1月7日、ビビアン）
- 唾液ダラダラ!愛液ドロドロ!黒髪女子○生を粘着なめくじクンニで惚れさせるレズ汁痴漢2（1月8日、ナチュラルハイ）
- どんなに疲れていても我が家のエロ尻妻は毎日抱いてしまう。 枢木あおい（1月13日、S-Cute）
- 『おじさん、そんなところ触ったらくすぐったいよ』胸が膨らみかけた発育途中の姪っ子の胸を寝ている後ろから鷲掴み したら嫌がるどころか感じ始めて（1月19日、Hunter）
- 欲しがりマ○コでごめんなさい 濃厚ベロキス×汁まみれクンニ 発情女子○生と朝までツユだくSEX 枢木あおい（1月21日、MILK）
- 女性限定！素人ナンパ！ 枢木あおいと気持ちいいことしませんか？全力体当たりレズビアンSEX！（2月7日、ビビアン）
- エッチしてる時もしてない時もクソ生意気で絶対イクって認めないけど僕を大好きなの見え見えな幼馴染とのツンツンデレツン同棲生活 枢木あおい（2月13日、アリスJAPAN）
- 銀粉女囚レズビアン 枢木あおい 加賀美まり（3月1日、バミューダ）
- 夜を使いはたして、朝陽が昇るまで枢木あおいにひたすら犯され続けたい。（3月12日、ケイ・エム・プロデュース）
- W地雷系女子 僕のコトが大好き過ぎるあおいとゆいのメンヘラ淫語で奪い合い中出しされ続ける日々 永瀬ゆい 枢木あおい（3月25日、痴女ヘブン）
- かわいいしか勝たん 成田つむぎはプライベートで激推しの月城らんと師匠とあがめる枢木あおいにレズを解禁してもらいました（4月7日、ビビアン）
- 私がするから妹には手を出さないで！ 吉良りん 枢木あおい（4月7日、アタッカーズ）
- いきなり逆ナンハーレムワゴン ダサいオンナとSEXするならウチらとパコろうよ!! 枢木あおい 松本いちか（4月19日、kira☆kira）
- 濡れてテカってピッタリ密着 神競泳水着 枢木あおい ロリ可愛い女子の競泳水着姿をじっとりと堪能！着替え盗撮から始まり貧乳から巨乳にパイパン、ハミ毛、ジョリワキ等のフェチ接写やローションソーププレイや競泳水着*ぶっかけ等を完全着衣で楽しむAV（4月8日、親父の個撮）
- 何も知らない人気AV女優に即ハメ即尺SEX 枢木あおい（5月16日、マキシング）
- 危険日直撃!!子作りできるソープランド29 枢木あおい（6月10日、Mr.michiru）
- 訪問先でヌキまくる誘惑ヤリマン中出し家政婦 枢木あおい（6月13日、ダスッ！）
- 乳首ハーレム極 乳首チ○ポをコリコリちゅぱちゅぱ！全方向から繰り出す究極の乳首責めに極楽チクビ射精！ 松本いちか 枢木あおい あおいれな（6月19日、エムズビデオグループ）
- Ma○ko Device BondageXXI 鉄拘束マ○コ拷問 枢木あおい（7月1日、グローリークエスト）
- 「まだヤルん？」枢木あおいと1日中セックス（7月1日、S-Cute）
- 工藤ララ レズ解禁 カメラマンの従姉に恋した私（7月18日、アイエナジー）
- 暴君あおいのツンデレ最強伝説 枢木あおい（7月22日、SWITCH）
- NO.1ソープ嬢になってドスケベになった幼馴染にち○ぽバカになるまで抜かれまくった1日貸し切り無制限発射ソープランド 枢木あおい（7月22日、MILK）
- 枢木あおい 濡れてテカってピッタリ密着 神スク水 可愛い女子のスクール水着姿をじっとりと堪能！着替え盗撮から始まり貧乳から巨乳にパイパン、ハミ毛、ジョリワキ等のフェチ接写やローションソーププレイやスク水ぶっかけ等を完全着衣で楽しむAV（8月17日、親父の個撮）
- お尻大好きしょう太くんのHなイタズラ 枢木あおい（8月19日、グローリークエスト）
- 幼馴染と妹が僕を好きすぎて、嫉妬に誘惑、奪い愛。 枢木あおい 姫川ゆうな（8月19日、ROYAL）
- 生意気な生徒（ギャル）2人をセックス漬けにして俺のいいなり性玩具にしてやった。 南乃そら 枢木あおい（9月7日、アタッカーズ）
- アナル舐めさせ小悪魔痴女 肛門クンニでむせるほど匂いと味を染みつかせケツ穴ヒクヒク丸出しSEXでイキ狂うプリ尻ビッチちゃん　松本いちか 枢木あおい（9月7日、ディープス）
- 小悪魔部下のWデカ尻誘惑に負けてチ●ポがバカになるまで何度も杭打ち中出しさせられた上司失格の俺 篠田ゆう 枢木あおい（9月7日、ワンズファクトリー）
- 「ねえ…今日だけは私に乳首を好き勝手させてよ…。」空が回ってもず〜っと終わらない真性乳首性交 枢木あおい（9月14日、ケイ・エム・プロデュース）
- もう一度だけ会えたなら... 十字架の上のパライソ 枢木あおい（9月21日、無垢）[55]
- オレ調教で完全に性交狂いの幼なじみを真面目な親友に与えてみた。枢木あおい（9月28日、クリスタル映像）
- 1K部屋呑みドキュメント ロ●界のSPエース 枢木あおいちゃんとお部屋で1日ハメハメしてみた（10月5日、パコパコ団とゆかいな仲間たち/妄想族）
- 美しく交わり合う 汗だくレズビアン 栄川乃亜 枢木あおい（10月12日、ビビアン）
- いぇいっ！ だれと1番パコりたい？ 脳がハジけるトランス淫語と全身おバカになるまで狂わすハーレム誘惑！ ギャルってやっぱ…サイコー!! 枢木あおい 栄川乃亜 白桃はな（10月19日、kira☆kira）
- 最初は他人のそら似 そう思っていたけど、僕のカノジョはAV女優かもしれないー 一日中デートしたあと、嫉妬と優越感渦巻く中でめちゃくちゃ中出ししまくった。 枢木あおい（10月26日、本中）
- 男手一つで育てた3姉妹の愛娘にキモ中年の上客と円光させて食わせてもらっています 枢木あおい 渚みつき 辻さくら（11月2日、kawaii）
- 松本いちか、永瀬ゆい、枢木あおいのトリプル凄テクを我慢できれば生★中出しSEX！特別編（11月2日、ワンズファクトリー）
- 酒呑み逆ナンパ！ 枢木あおい 〜「素人さん私とSEXしませんか？」突然街でナンパした素人男性とする泥●SEXドキュメント（11月10日、セレブの友）
- 限界突破！媚薬で引き出す最高潮キメセクFUCK 枢木あおい（11月16日、マキシング）
- 歌舞伎町のガールズBARコンビ降臨！枢木あおい 渚みつきシャンパン入れたらチ●ポ挿れられたw4P乱交 入れ替わり立ち代わりWフェラWセックス（11月16日、ABC/妄想族）
- キャンピングカーでエッチしようよ！2 枢木あおい 〜ド淫乱カップルの激しすぎるカーSEX！（12月14日、セレブの友）

- 「だりぃ〜」が毎朝の口癖ですよね？でもそんなあなたが大好き！いつまでもあなたの可愛いペットでいさせて下さいね。 枢木あおい（1月4日、アタッカーズ）
- 放課後ラブホで生徒三人に痴女られ囲まれ、挟まれ、中出しさせられた担任教師の僕。 枢木あおい 深田結梨 姫川ゆうな（1月26日、痴女ヘブン）
- 猥褻！デカクリレズビアン 〜淫核肥大恐怖症に怯える女子と真性レズ変態女医〜 枢木あおい 河奈亜依（2月1日、U＆K）
- 初レズ！伊東めるwith枢木あおい 〜初めて伊東めるが枢木あおいに教わったレズイキする快楽！（2月9日、セレブの友）

- 美人女子大生がハマる性感ぬるぬるオイルマッサージ 枢木あおい（2月16日、マキシング）

- 「一夫多妻を試してみない？」 女上司と一夫多妻ごっこ 朝から晩まで発情痴女に挟まれて無限連射逆3Pハーレム つぼみ 枢木あおい（3月1日、ワンズファクトリー）
- このメス女…只今発情真っ盛り!? 枢木あおいとしてみませんか？（3月23日、クリスタル映像）
- 「AV男優がいない！足りない！」何色にでも染まる童貞を一から一流AV男優へ育てる抜いてハメて鍛えまくる筆おろし合宿ドキュメント あおいれな 枢木あおい（4月5日、kawaii）
- 喘ぐんだったらウチらのぷり尻に埋もれてろっ!!義妹ギャル達の食い込みパンティに惑わされたみっともないボク（4月12日、ケイ・エム・プロデュース）
- 生徒会長は真性露出狂 「真面目な私を装うのは止めた！恥ずかしいヘンタイだけど、生徒会長、続行します」 枢木あおい（5月3日、山と空/妄想族）
- 【ASMRレズ主観】 あの日、生徒たちのレズ誘惑に負けて一度体を許してからというもの会えば何度も何度もイカされてしまう担任教師の私…。 〜ある有名進学女子校での出来事〜 沙月恵奈 枢木あおい 八乃つばさ（5月24日、レズれ！）
- ごっくんペット 精子が大好きな愛玩犬 枢木あおい（6月2日、MILK）
- 休日に彼女と。どこでもラブラブセックス。 枢木あおい（6月7日、S-Cute）
- 女子会してるホテルにM男くんが突撃参加! 誰とパコるか5秒で決めろッ 小悪魔4人に一日中犯されるハーレム中出し女子会 松本いちか 倉本すみれ 枢木あおい 百瀬あすか（6月21日、MOODYZ）
- 枢木あおいと一晩中-朝までに6発射-（7月5日、S-Cute）
- 枢木あおいが大好きな女の子大集合! ファン代表対抗戦! 優勝賞品はもちろん枢木あおい! （7月12日、ビビアン）
- 男をいじめると感じる女子は実在する！5 枢木あおい（7月12日、セレブの友）
- レズビアンに囚われた女潜入捜査官 〜裏切りの監禁絶頂地獄編〜 倉本すみれ 松本いちか 枢木あおい（8月9日、ビビアン）
- 時間を止める力を持ったド淫乱痴女！3 枢木あおい（8月23日、セレブの友）
- 1日1シーンずつ見進めるリアル射精管理 枢木あおい（9月13日、犬/妄想族）
- 一泊二日射精無制限!! 美少女3姉妹が10発射精させるまで帰さない舐めしゃぶ天国でお客を虜にする温泉旅館（9月13日、ケイ・エム・プロデュース）
- 枢木あおいのどっちがお好き？エッチに興味がある制服女子校生 エッチを教えてくれる家庭教師（10月4日、S-Cute）
- 夫の借金返済のため身代わりとして一ヶ月の間、絶倫極道の性欲処理として差し出された嫁。 枢木あおい（10月6日、SODクリエイト）
- 男女6人宅飲み乱交 ―5年ぶりに会ったサークル同期たちは酒とエモさで理性を飛ばしあう―（10月20日、SODクリエイト）
- 枢木あおいが身悶えイキ狂う！淫行・狂乱・卑劣すぎる4SEX（10月25日、セレブの友）
- 私たちは最強だょ? ずっと夢の中。朝陽が昇っても2人は欲しいままに唾液も体温も愛液も全て求め責め合いました。 松本いちか 枢木あおい（10月25日、ダスッ!）
- お前らチ○ポ洗って待っとけよ！ M男クンの自宅にいきなり家凸！ W小悪魔SEXデリバリー!! 佐野なつ 枢木あおい（11月1日、ワンズファクトリー）
- ロ●女優頂上決戦！超人気ミニマム女優・枢木あおいちゃん＆大潮吹き大噴射ドM娘・佐野なつちゃん（11月4日、SUKESUKE）
- 経験人数1人でデビューした私は、実は… BISEXUAL COMING OUT-バイセク告白- 3作品目で念願のレズ解禁!! ガチ照れしまくりレズイキSEX（11月8日、ビビアン）
- 大人の極上美女レズビアン2 波多野結衣×枢木あおい（11月22日、セレブの友）
- 早漏М男クンがスーパーポジティブAV女優3名に悩みを打ち明けたら…とにかく全肯定されっぱなしで結果ヌカれすぎちゃった4名様合計15発 枢木あおい 若宮はずき 佐藤ののか（12月8日、SODクリエイト）
- けつあな確定な 枢木あおいと女監督レミレミで素人男性を誘惑してアナル責めメスオチ絶頂 HEAVEN 枢木あおい（12月8日、SODクリエイト）
- コスプレイヤーとカメコ男子のオフパコ旅行記 友達以上、恋人未満。誰にも邪魔されず1日中パコり続けた僕たちは… 枢木あおい（12月20日、無垢）[56]
- 〜溢れる性衝動に溺れるオンナ〜セックス・ドンナ 波多野結衣 2 激エロ・4SEX（12月27日、セレブの友）

- 女子同士 友達同士。カラダの関係のない2人がプライベート自撮りレズ撮影。（1月10日、ビビアン）※あおい名義
- 挑発的小悪魔ブルマ娘 あおい 枢木あおい（1月26日、フェチ眼）
- 【G1】美少女戦士セーラーマーメイド 〜ヒロイン脅迫蹂躙地獄〜 枢木あおい（1月27日、GIGA）
- 〜溢れる性衝動に溺れるオンナ〜セックス・ドンナ 枢木あおい 激エロ・SEX＆オナニー（2月14日、セレブの友）
- 絶叫！悶絶！ポルチオ開発！子宮の奥にある奥の奥でイク女10 枢木あおい（2月28日、セレブの友）
- 「あま甘とろとろ沼に堕としてアゲル」甘サドGIRLに 密着サンドイッチ精子激ヌキ爆ハーレム！ ラブホ連れこみ夜明けを迎えてもなお止めないイチャゴロシ顔くしゃ膣ぐちゃ中出し性交 枢木あおい 円井萌華（3月7日、kawaii）
- 中出ししたメスを完全支配する能力を得た俺は色んなメスに強制中出ししまくることにした 実写版 サークルピンクゲート × SENZコラボ（3月9日、SODクリエイト）
- 小悪魔カワイイ女の子が男達を次々メスイキさせながら最終的には悪魔的なデカさの極太ペニバンを装着してド変態アナルを蹂躙する!! 枢木あおい（3月14日、グローリークエスト）
- 引きこもりの僕を馬鹿にするクソ生意気なメスガキをおち●ぽ制裁！良い子になるまで種付けプレスで生ハメミルクを大量注入！ 枢木あおい（3月16日、MILK）
- イチャコスハメ撮り 誰もが羨む桃尻制服彼女と過ごす至福セックス 枢木あおい（3月27日、First Star）
- ドエロくて超カワイイ俺だけのセフレと甘々生ハメ2セックス 枢木あおい（3月27日、First Star）
- いろいろなデニール数の黒タイツに挟まれたい…踏まれたい…絞められたい… 黒タイツ女子○校生脚ロック逆3P vol.2（4月4日、ディープス）
- すっかり大きくなった思春期真っ盛りの近所の娘さんを… 隣人盗撮。 彼氏ができた記念に侵入・悪戯・睡眠姦中出し。ついでに彼氏とのハメ撮り映像を流出された少女…。 枢木あおい（4月18日、無垢）
- ガチ中ドキュメント!!【さんじのガチなか！】本物半外半中!?【1.彼氏に内緒で中出しちゃった女○○生】【2.声優志望の女○○生を騙して中出し】【3.あの人気女優と二人きりだし…内緒の中出し】全てノーカットでお届けの嘘無し！騙し無し！ 枢木あおい（4月25日、さんじのおかず）
- 見つめあう幸せのレズビアン〜SEXドキュメント 枢木あおい×末広純（4月25日、セレブの友）
- 「みんな見てる？」見せつけ！いちゃラブカップルチャンネル チャイナ服に着替えて小悪魔彼女が精子生搾り取り 枢木あおい（4月27日、MERCURY（マーキュリー））
- 【4K】4K Revolution デレかわいいが…止まらない。 枢木あおい（4月29日、クリスタル映像）
- 【4K】射精管理は突然に… 隣に住む小悪魔ビッチに射精を支配されたボクの涙のオナ禁生活 枢木あおい（4月30日、クリスタル映像）

2023年
- 後輩ちゃんはチ●ポに勝ちたい 枢木あおい 松本いちか（5月2日）
- 愛情たっぷり種付けセックス 3発2日温泉旅行 枢木あおい（6月6日）
- ボクの彼女が濡れるセックスは少々変わっている。枢木あおい（7月4日）
- 可愛くてごめん。エッチしたくてごめん。 表情特化 枢木あおい（8月1日）
- 可愛くてごめん。最後のエッチでごめん。表情特化 枢木あおい（9月5日）
- 僕の幼馴染は無防備すぎる 枢木あおい（10月3日）
- ボクの彼女は喧嘩してても濡れてしまう。びしょ濡れSEX・寸止めSEX・イカせまくりSEX 嫉妬中出し3本番 枢木あおい（11月7日）
- どっちも彼女な三角関係 一泊二日で6発射！彼氏の精が果てるまで。枢木あおい、渚みつき（12月5日）

2024年
- 現代に疲れた男性必見！女神枢木 精液搾取ついでに慈善事業 枢木あおい（1月2日）
- 噂のヤリマン委員長にSEXさせて下さい。と、土下座してみるorz 枢木あおい（2月6日）
- バイト先の後輩は100回イキたい女だった 枢木あおい（3月5日）
- 枢木あおい 最後の泣き顔エッチ3本番がエロ可愛すぎる。引退までの36時間（4月16日）※AV引退作

### 総集編・オムニバス
- 彼女はピュアでスケベ過ぎる。無垢な美少女の本気SEX（12月1日、S-Cute）
- S-Cute制服エッチコレクション 8時間（12月13日、S-Cute）
- 2017年ナチュラルハイ作品集（12月21日、ナチュラルハイ）
- 孕ませ美少女8人4時間 オヤジの生チ○ポで種付け撮り8連発（12月22日、S級素人ケイ・エム・プロデュース）
- シロウトTV PREMIUM 2（12月29日、シロウトTV）

- 彼女ともっと仲良くなるじゃれあいラブラブSEX（1月13日 S-Cute）
- 地味で真面目なオンナ達と中出しセックス三昧 4時間BEST（3月18日 S級素人）
- 夢の風俗店体験 無垢な美少女が丁寧にご奉仕してくれる至福の昇天4時間（4月1日 無垢）
- S-Cuteラブラブハメ撮りしちゃったコレクション 8時間（4月1日 S-Cute）
- 街角シロウトナンパ 〜上京娘編〜 (4月27日 プレステージ)
- 街角シロウトナンパ 〜エロプリ編〜  (4月27日 プレステージ)
- 街角シロウトナンパ!vol.08 初イキ素人編 (5月11日 プレステージ)
- S級素人10周年記念 第5弾 あどけなさが残る激カワ素人100人SUPER BEST8時間（5月25日 S級素人）
- S-Cute 女の子ランキング 2018 TOP10(6月1日 S-Cute)
- 超絶テクでヌキまくる!!S級素人たちの多彩なるフェラ技100連発8時間!!（6月8日 S級素人）
- 3Pでイキまくる素人美女50人完全中出し4時間BEST（6月8日 S級素人）
- カワイイ顔こそが一番ヌケる!顔だけで選んだ超S級最強美女BEST50!!Part3 PERFECT SELECTION（6月22日 S級素人）
- CRYSTAL THE BEST 8時間100選 2018 夏(7月6日 クリスタル映像)
- 可愛い妹58人PREMIUM BOX 4枚組16時間(7月27日 TMA)
- エロすぎ都市伝説4時間 〜本当にあった実録エロ映像12話〜(8月1日 キチックス/妄想族)
- 大胆エロポーズ手コキ〜こんな格好でシコられるから、いつもより107％くらいの直径に張り詰めてしまう〜(8月17日、SEX Agent)
- バックで何度もイカされまくるコスプレイヤーたちBEST 2枚組8時間(8月24日 TMA)
- S級素人10周年記念 第8弾 超絶美乳100人BEST 8時間(8月24日 S級素人)
- すぐヤレるS級素人スーパーBEST2 72人5時間(8月24日 S級素人)
- ため息が出るほど美しい地方の素人娘たちがなし崩しで恥じらいながら中出しまで…。4時間 Vol.5(8月30日 ビッグモーカル)
- 平成二十九年度『無垢』卒業アルバム 半期総集編 2017年6月〜2017年11月 美少女十六人 総出演 四百八十分濃厚豪華版(9月13日 無垢)
- 街角シロウトナンパ!vol.24 飲み友マッチングアプリ編(9月14日 プレステージ)
- 制服美少女 PREMIUM BEST 2枚組8時間(9月28日 TMA)
- 大人にもてあそばれた純情女子校生たち 4時間(9月28日 宇宙企画)
- 男の欲望 ありえない願望シチュエーションスペシャルBEST 4時間(9月28日 BAZOOKA)
- ビンカンすぎる微乳娘に中出しSEX30人4時間(9月28日 S級素人)
- S級素人10周年記念 第9弾 ショートカットの似合う美少女100人 SUPER BEST 8時間(9月28日 S級素人)
- ボクだけに迫ってくる淫乱美女たち！最後の一滴まで搾りとられるALL主観BEST4時間2(10月26日 BAZOOKA)
- ちっぱいは正義!!ビンカンすぎる微乳娘30人30SEＸ4時間(10月26日 BAZOOKA)
- S級素人を平素よりご愛顧頂き有難うございます ユーザー支持率NO.1　BEST30(11月9日 S級素人)
- 童貞を殺す服を着た美少女 PREMIUM BEST 2枚組8時間(11月23日 TMA)
- 枢木あおいSPECIAL BEST 4時間(11月23日 TMA)
- 清純な黒髪美女に中出ししまくる孕ませSEX50連発4時間vol.2(11月23日 S級素人)
- 変態プレイ願望の素人達4時間BEST(11月23日 S級素人)
- 臨場感MAX2000%本物素人とプライベートSEX!ALL中出し50発!!(11月23日 S級素人)
- 超カワイイ女の子のキツキツマ●コにギン勃ちの生チ●ポをぶち込む美少女中出しBEST30人4時間2(11月23日 SCOOP)
- 絶対にバラしたくない2人だけの秘め事を覗き見!!親友の彼女、弟の嫁、彼女の母、隣人妻…オトコとオンナの誰にも言えないイケナイSEX30連発4時間(11月23日 SCOOP)
- FIRST STAR特別限定DVDベストセレクト 32作品＋新作140分の撮り下ろし付き 2枚組480分 〜感謝特別プライス980円！〜(11月27日 First Star)
- DOC 2018 MAX BEST VOL.1(11月30日 DOC)
- S-Cute年間売上ランキング2018 Top30(12月1日 S-CUte)
- HIBINO最新作まで丸ごと一年分72タイトル720分 欲情価格980円!!熟れた人妻から娘まで陵辱・近親相姦、寝取られ、男のロマンが詰まった作品集(12月6日 HIBINO)
- ボクだけのご奉仕メイド THE BEST 8時間 3(12月7日 クリスタル映像)
- オーロラプロジェクトダイジェスト 冬の48連射＋8発 2017.12月〜2018.05月(12月10日 オーロラプロジェクト・アネックス)
- 極上のサービスを1ヶ月間毎日楽しめる!! MOODYZ日めくり風俗カレンダー(12月13日 MOODYZ)
- BAZOOKA 2018年 下半期BEST 4時間完全保存版(12月14日 BAZOOKA)
- 2018年ナチュラルハイ作品集(12月20日 ナチュラルハイ)
- DOC 2018 MAX BEST VOL.2(12月21日 DOC)
- 夢の学園生活 密着SEX 50人4時間BEST(12月28日 BAZOOKA)
- こんな展開待ってました‼︎ 360°制服女子校生に囲まれる夢のハーレムプレイ4時間BEST(12月28日 BAZOOKA)
- 「もうガマンできないっ」「入れてください・・・」オンナが興奮を抑えきれず挿入を懇願するおねだりSEX BEST 4時間!! 2(12月28日 SCOOP)
- SCOOP SUPER BEST 8時間 15(12月28日 SCOOP)
- さらば平成SPECIAL 平成生まれの素人娘厳選50人スーパーベスト 4時間(12月28日 S級素人)

- 可愛い笑顔の美少女の愛情たっぷりおもてなしフェラチオ33連発 S-Cuteフェラチオコレクション2019(1月1日 S-Cute)
- 限定販売 やったぜ!!めでたい8周年ありがとう720分（12時間）3枚組メガ盛りスイッチ980円(1月10日 Switch)
- CRYSTAL THE BEST 8時間100選 2018 冬(1月11日 クリスタル映像)
- 感謝感激 最も売れた60タイトル年間BEST2(1月11日 KMP)
- 帰省して久々に会った妹たちと親には内緒の近親相姦中出し性交 2枚組8時間（1月25日 TMA)
- TMA人気コスプレ美少女中出し映像 PREMIUM BEST　2枚組8時間（1月25日 TMA)
- 膣中にザーメンを欲しがる女たち 中出し懇願SEX 2(1月25日 クリスタル映像)
- 平日昼下がりの満たされない専業主婦 悶絶絶頂SEX 50人4時間(1月25日 S級素人)
- SCOOP 100人 500分 BEST5(1月25日 SCOOP)
- 全部膣奥バック中出し100連発!!尻穴丸見え！怒涛の追撃ピストン！(1月25日 本中)
- 素人セーラー服生中出し(改)140 人見知りド敏感美少女×ビクビク痙攣デカプリケツド濡れマ○コ×生中出し(2月1日 素人onlyプラム)
- パーフェクト美少女だけを厳選したBAZOOKA女子○生50人4時間BEST(2月8日 BAZOOKA)
- 声を出せない状況で構わずイカされる！気持ち良すぎてガマン無理っ！8時間(2月19日、ROOKIE)
- 絶叫コスプレセックス8時間(2月22日 クリスタル映像)
- 超絶敏感ボディ8時間SP(2月22日 クリスタル映像)
- どんなに可憐な女の子だって「エロ」のスイッチが入ったら忽ち「獣」に大変身！「豹」変SEX30人4時間BEST(2月22日 Scoop)
- カワイイ顔こそが一番ヌケる！顔だけで選んだ宇宙級最強美少女BEST30!!(2月22日 宇宙企画)
- あどけない美少女たちが、オマ○コにチ○コを欲しがる瞬間 美少女 ‘性態’記録14人4時間(3月1日 h.m.p)
- レンタル彼女。×PRESTIGE PREMIUM 02(3月1日 プレステージ)
- 日本全国縦断！素人ナンパ攻略4時間 24(3月8日 GALLOP)
- カワイイ企画×カワイイ女の子＝カワイイ無限大∞！萌えまくりの240分BEST(3月22日 BAZOOKA)
- CRYSTAL THE BEST 8時間100選 2019 春(4月5日 クリスタル映像)
- 純情娘も、やんちゃなあのコも、美人のお姉さんも、み〜んな淫らに腰振る騎乗位 40人240分(4月5日 h.m.p)
- しゃぶり007 セックス後のやる気がないフニャちんをお掃除フェラで優しく舐めまわし2度ヌキする7人の天使たち(4月7日 パコパコ団とゆかいな仲間たち/妄想族)
- 無垢 本物美少女。枢木あおい総集編 5時間(4月13日 無垢)
- 発射寸前！ 我慢汁垂れ流しの気持ちいいフェラチオ160連射8時間（RBB-154）(4月19日、ROOKIE)
- 時短フェラ 〜即尺/即ストローク/即発射、イキ急ぐ平成末期の現代人〜(4月19日 Sex Agent)
- 身長が小さい女性はエロい率99%!?小さくてエロカワ女子33人と濃厚SEX(4月26日 BAZOOKA)
- 女子校生孕ませレイプ中出し20連発10人 計200発BEST4時間（4月26日 REAL)
- セーラー服の似合う美少女たちと中出し性交2枚組8時間(4月26日 TMA)
- ツインテールが似合う無垢な美少女映像集 2枚組8時間(4月26日 I.B.WORKS)
- これを観ればマル分かり!!SCOOP2018年度人気ランキング4時間(4月26日 SCOOP)
- 素人マ●コを狙い撃ち!!厳選美女へたっぷり中出しBEST30選4時間(4月26日 S級素人)
- 妹中出し近親相姦BOX4枚組16時間(4月26日 I.B.WORKS)
- 24人のお兄ちゃん大好きな妹たちPREMIUM BEST2枚組8時間(4月26日 TMA)
- 毎日シコシコ性欲UP!! フル勃起回春マッサージSEXカレンダー8時間(5月1日 MOODYZ)
- カッコ悪いけどクセになる！ たっぷりじっくりアナル舐め 厳選BEST4時間(5月1日 MOODYZ)
- 私のSEX偏差値 エロの成績が良すぎる制服美少女(5月1日 S-Cute)
- 初めての膣挿入!!童貞喪失筆下ろし8時間 2(5月10日 クリスタル映像)
- S級女優50人の尻肉！ケツ穴！完全制覇！ むちむちプリケツを揺らしまくる神美尻ックス!! 8時間（5月19日、）
- びしょ濡れ女子●生雨宿り強制わいせつ映像集 4時間(5月24日 TMA)
- 2018年【本中】下半期傑作選！全151発!!2018年8月〜2019年1月(5月25日 本中)
- SEX中の最も振り乱れ＆気持ちいいイク直前のラストスパートから暴発するまで痴女ピストン(5月25日 痴女ヘブン)
- 新放課後美少女回春リフレクソロジー＋Complete Best Vol.2 480min(5月31日 宇宙企画)
- ヤリ部屋に連れ込めばこっちのもの！連れ込み生SEX素人30人240分SP(5月31日 S級素人)
- これぞハーレムの醍醐味！豪華女優による人気共演作BEST(5月31日 BAZOOKA)
- S-Cute 女の子ランキング2019 TOP10(6月1日 S-Cute)
- 生まれて初めての金蹴り 6(6月5日 フリーダム)
- 憧れのカノジョ 枢木あおい(6月7日 クリスタル映像)
- 「無垢」特選四時間 無垢史上最高レベルの壮絶なイキっぷりの少女TOP11(6月13日 無垢)
- ミスキャンパスでグランプリに輝いた経歴を持つ逸材!!思わず二度見してしまう容姿端麗美女が若気の至りで過去にカメラの前で全てをさらけ だしイヤらしく絡み合うSEX映像が流出!!（6月14日 KMP)
- 本能が目醒めて貪り合う！ 汗だくになるほど没頭する汁だく肉欲SEXベスト8時間(6月19日、ROOKIE)
- ナチュラルハイ20周年記念 怒涛の感謝祭BEST歴代人気 痴漢作品コンプリート12時間(6月20日 ナチュラルハイ)
- 極上超S級ショートカット美女30人(6月28日 S級素人)
- 絶頂オーガズムに達したオンナたちは自ら膣内射精を求める!!「中に出して！」中出しを求める激エロオンナ大大大集合SP(6月28日 SCOOP)
- 制服姿の激カワ美少女たちに孕ませ中出し30連発!!(6月28日 BAZOOKA)
- お兄ちゃん大好きな妹の騎乗性交記録映像集 4時間(6月28日 TMA)
- 一人暮らしを始めた兄の部屋に通う妹の隠し撮り近親相姦映像2枚組8時間(6月28日 I.B.WORKS)
- おま●こでザーメン生搾り!! 子作り中出しSEX 50人4時間BEST2(6月28日 S級素人)
- 2018年作品完全コンプリート中出しSEXベスト8時間(7月1日 ワンズファクトリー)
- 嫌いな義父に夜這いされて…BEST4時間(7月1日 ワンズファクトリー)
- V＆R 2018下半期BEST(7月12日 V＆R PRODUCE)
- 子宮の奥まで届きそうな種付け＆孕ませのもの凄くエロい中出し8時間(7月19日、ROOKIE)
- どこでもフェラさせられちゃう素人娘たち3 13人(7月19日 かぐや姫pt)
- 枢木あおい全部中出しベスト16本番44発射(7月25日 本中)
- 絶対的制服美少女Super Collection BEST　240min　Vol.001(7月26日 BAZOOKA)
- S級素人100人 8時間 part19 超豪華スペシャル(7月26日 BAZOOKA)
- BAZOOKA 2019年上半期BEST 4時間完全保存版(7月26日 BAZOOKA)
- アナタだけを見ながら淫語を言い続けるSEX4時間BEST2(7月26日 BAZOOKA)
- 即効！超絶効果で狂乱!!超強力媚薬にハマりイキ狂った女たち!!BEST3 4時間(7月26日 SCOOP)
- 射精直前無理矢理中出しレイプ39連発4時間Vol.2(8月7日 アタッカーズ)
- プレミアム2018年度傑作選 出演全女優コンプリート50人50本番BEST8時間(8月7日 プレミアム)
- DANDY13周年公式コンプリートエディション ちょいワル全仕事集＜2018年5月〜2019年3月＞(8月22日 DANDY)
- ドスケベで綺麗な可愛い女子のイキまくりSEX8時間(8月23日 クリスタル映像)
- 総勢100人！低身長148cm以下のツインテール美少女厳選映像2枚組8時間(8月23日 TMA)
- SCOOP SUPER BEST 8時間 16(8月23日 SCOOP)
- 夢のハーレム性活4時間BEST2(8月23日 BAZOOKA)
- 男たちの想像を超える美女を派遣!!（秘）サービス無制限発射のデリヘル嬢30人!!(8月23日 BAZOOKA)
- 超絶品極上中出し 濃密SEX100人 8時間(8月23日 BAZOOKA)
- 声出したら中に出すぞ!!追い詰め孕ませレ×プBEST〜ストーカーに狙われた6人の女子たち〜(8月25日 本中)
- 4時間ぶっ通し騎乗位で31発中出しさせられたボク。(8月25日 痴女ヘブン)
- 「もうイってるってばぁ〜！」状態の制服美少女を突きまくる射精直前の激ピストンBEST50SEX(9月1日 MOODYZ)
- 「お願い中にだけは出さないで…」 射精直前の無理やり中出しレ○プ42連発(9月1日 ワンズファクトリー)
- JET映像 2019年上半期 42タイトル全部入りスペシャルBEST(9月7日 JET映像)
- ビビアンが選んだ本当にエロいレズSEX 50連発8時間!!(9月7日 ビビアン)
- 1度のSEXで何度も射精させられるなんて痴女のテクニック恐るべし！4時間90発超えベスト(9月25日 痴女ヘブン)
- 中出しカレンダー超最新人気女優版31日日替わり46発射毎日中出し(9月25日 本中)
- ひよこメモリーズvol.1〜 ひよこ1周年。上半期19作品＋大ヒット御礼1作品。ひよこ女子23名出演。さらに【完全撮りおろし】絶対に手を出し てはいけないひよこ女子に媚薬まみれの極悪チ○コで鬼イラマチオ。その後…スピンオフ作品つき！〜(9月26日 ひよこ)
- 故郷の純朴美少女 〜親には内緒の妹近親相姦中出し性交〜BEST 4時間(9月27日 I.B.WORKS)
- 制服待ち合わせデリヘル 素股中にヌルっと挿入そのまま生中出し スーパーベストコレクション480分19人(9月27日 BAZOOKA)
- 「イクイク！」「イっちゃう！」自ら声高らかにオーガズム宣言するＳ級素人50人50オーガズムPart.2(9月27日 S級素人)
- 即ハメこねくりフェラしてくれる俺の推しアイドルとエッチできた件について！SUPER MEMORIAL BEST4時間(10月4日 ONE MORE)
- 帰宅部系女子校生の中出し調教スペシャル4時間(10月11日 宇宙企画)
- 中はっ、中はだめぇぇぇっ!!!望まない生セックス 絶望させる強制中出し8時間(10月19日、ROOKIE)
- REALの真髄 極限イカセ30選 4時間(10月25日 REAL)
- ツインテール貧乳ニーハイソックス美少女中出し性交 PREMIUM BEST 2枚組8時間(10月25日 TMA)
- 彼女が制服に着替えたら。 総集編 01(10月25日 プレステージ)
- 「絶対変なことしないでね」と言いながらもいやらしく誘ってくる盛りのついた女を逆に焦らすと自らチ●ポにしゃぶりつくビッチ女に変貌!!求めてきたことにつけこんで生挿入でイカせまくって中出しまでしてあげると多幸感に満ちてしまう。(10月25日 Scoop)
- 彼女の妹に愛されすぎてこっそり中出し性活BESTvol.2(10月25日 本中)
- 本番禁止のお店でまさかまさかのこっそり過激30本番サービスBEST(11月1日 MOODYZ)
- e－kiss THE BEST 9 8時間(11月7日 クリスタル映像)
- 孕ませ御免！ 清純美少女に奥突きナマ出し一発注入!!(11月7日 桃太郎映像出版)
- アナル舐め 素人娘26人 5時間(11月7日 かぐや姫Pt/妄想族)
- AV女優自画撮りオナニーコレクション 第四弾(11月8日 V＆R PRODUCE)
- アナル丸見え弾けるデカ尻！ 絶対イッちゃう暴れ杭打ちピストンSEXラッシュ(11月13日 MOODYZ)
- 「無垢」特選四時間 純粋少女×着衣性交×中出し(11月13日 無垢)
- DANDY13周年公式コンプリートエディション もっとちょいワル全仕事集＜2018年5月〜2019年3月＞(11月21日 DANDY)
- S-Cute年間売上ランキング2019 Top30(12月1日、S-Cute)
- 中出し1000発8時間(12月1日、ワンズファクトリー)
- 誘惑ささやき騎乗位 淫語で勃起を誘い何度も！何度も！射精させられる8時間BEST(12月1日、MOODYZ)
- 枢木あおい 8時間 SPECIAL COLLECTION(12月6日、クリスタル映像)
- 着衣セックス総集編8時間〜脱がせずハメる着衣性交20選〜(12月6日、クリスタル映像)
- ONEMORE ベリーベストオブコレクション 8時間(12月6日、プレステージ)
- どこでもフェラ！38人の素人娘の露出フェラ 5時間(12月7日、かぐや姫Pt/妄想族)
- 女性器×女性器でイキ跳ねる!!マ○コ同士を刺激し合って昇り詰める レズビアン貝合わせ＆双頭ディルド絶頂8時間!!(12月7日、ビビアン)
- 配信で大好評だった素人30名を厳選収録！【個人撮影】初対面の女に無許可で中出し！(12月13日、S級素人)
- すべて見せます!!アリスJAPAN2019(12月13日、アリスJAPAN)
- あの日からずっと…。 緊縛調教中出しされる制服美少女 総集編4時間（MUCD-213）(12月13日、無垢)
- レズれ！2019年間プレミアムベスト 女と女のイカセ合い10時間SP(12月19日、レズれ！)
- スタイル良し！美尻・美乳！カメコ大興奮！ 超えっちなコスプレイヤー50人8時間(12月19日、ROOKIE)
- ヤバい！マジカワ！マジ気持ちイイ！銀河系最強のフェラテクを持つ女の子のフェラチオ8時間115人(12月19日、ROOKIE)
- 街角シロウトナンパ！ 絶対にヌケる素人女子厳選BEST 20名8時間 vol.02(12月20日、プレステージ)
- 完全主観 馬乗りフェラ×パイズリ×乳首責め 8時間総勢28人BEST(12月20日、プレステージ)
- 常にこねくりギュ〜ンで限界射精!! 乳首イジり痴女責めラッシュ4時間Vol.2(12月22日、MOODYZ)
- 超絶美少女の舐めつくし真心フェラチオ31連発 S-Cuteフェラチオコレクション2020(12月23日、S-Cute)
- 背後から膣奥深く侵入する鬼畜チ○ポにイキ堕ちる危険日孕ませバック痴漢BEST(12月25日、本中)
- S級素人100人 8時間 part20 超豪華スペシャル(12月27日、S級素人)
- 永遠に続く無限中出しセックス30人計200発以上(12月27日、KMP)
- BAZOOKAベリーベストオブコレクション8時間 Vol.002(12月27日、BAZOOKA)
- 毎日が受精記念日 妊娠確率10000％!! ラブラブ中出しSEX 30人の膣奥にザーメンナマ注入スペシャル!!(12月27日、BAZOOKA)
- BAZOOKA 2019年下半期BEST 4時間完全保存版(12月27日、BAZOOKA)
- 悲鳴が良く似合う美少女にたっぷり中出し凌辱8時間BEST(12月28日、アタッカーズ)

- 嫌がる女に孕ませバック中出し！BEST 最も妊娠しやすい体位NO.1で犯す！(1月1日、ワンズファクトリー)
- 凄テクを我慢できれば生★中出しSEX！ベストテクニック8時間vol.7(1月1日、ワンズファクトリー)
- ビビアンで目醒めた初めてのレズSEX 4時間〜初々しいレズ解禁ベスト〜(1月7日、ビビアン)
- 悲鳴が良く似合う美少女にたっぷり中出し凌●8時間BEST(1月7日、アタッカーズ）
- S級美女達の乳首舐め手コキBEST ねっちょりレロレロさわさわシコシコW責めで精子を絞り取られる!!(1月13日、MOODYZ)
- 射精直前 超美尻バックピストン絶頂100連発(1月13日、MOODYZ)
- あぁぁぁダメっダメっマジ気持ちいいぃぃ孕ませる気まんまんのすっごい中出し8時間80人(1月19日、Rookie)
- 抵抗できない状態で無理やり射精させられた僕 PART4(1月25日、痴女ヘブン)
- 「お願い！中に出してください！」中出しを切に懇願するS級素人 40人240分(1月31日、S級素人)
- 銀河級美少女と排卵日子作り体験！恥じらい初SEX Memorial BEST 8時間DVD2枚組(1月31日、宇宙企画)
- BAZOOKA豪華共演ベスト30コーナー(1月31日、BAZOOKA)
- 黒髪制服美少女メモリアル・ベスト・コレクションspecail8時間(1月31日、BAZOOKA)
- いまどきの女子●生驚きのセックス事情！ 次々とチ●ポを生で咥え込むいたいけな美少女たち(2月7日、桃太郎映像出版)
- 至近距離に彼女がいるのに耳元でコソコソ口説いてくるささやき誘惑中出し全6作品BEST(2月25日、本中)
- 「今日エッチなんてするつもりなかったのに・・・」無防備な極上美女に迫るハプニングSEX40人4時間 3(2月28日、Scoop)
- BAZOOKAが誇る超人気女優の極上SEXベスト30選(2月28日、BAZOOKA)
- 生中出しアイドル枕営業CompleteMemorialBEST20人480分DVD2枚組(2月28日、BAZOOKA)
- 2019年作品完全コンプリート 中出しSEXベスト8時間(3月1日、ワンズファクトリー)
- 連れ込み部屋 5作品完全コンプリートBEST 美少女10人イキ過ぎて理性崩壊・完堕ち(3月6日、MAD)
- 最新・最上級 濃厚精子 中出しエッセンシャル20(3月7日、プレミアム)
- JET映像 2019年下半期 48タイトル全部入りスペシャルBEST(3月7日、JET映像)
- S級美少女達の潮・潮・潮吹きBEST(3月13日、MOODYZ)
- 純粋無垢な美少女限定 『無垢』 2018年10月〜2019年2月 下半期コンプリート8時間ベスト！(3月13日、無垢)
- 制服美少女のパンチラに魅せられて…28名37発中出し！(3月13日、V&R PRODUCE)
- ナマ撮れ！ハメ撮り！個人撮影！S級女をSEX撮影してイカせイカされズッコンバッコン8時間(3月19日、Rookie)
- いやぁ!!だめだめだめぇぇぇっ!!!! 中出しを嫌がり必死に抵抗する女を完全絶望させる中出し8時間(3月19日、Rookie)
- SSS級女優70人以上のSEXに溺れて気持ちヨガっている姿丸出し！美乳巨乳美尻巨尻のパーフェクトボディーセックス8時間(3月19日、Rookie)
- 真咲南朋が撮る 限界と本性 ガチレズる女たちBEST2枚組10時間(3月19日、レズれ！)
- 制服美少女をイカせまくり中出しSEX4時間(3月25日 本中)
- じっくり高めるフェラチオBEST66発(3月25日、痴女ヘブン)
- ちっぱい系女子たちの超ビンカンSEX4時間(3月27日、SCOOP)
- 超人気SSS級素人だけ!!とにかく顔がカワイイ30人激エロセックス4時間(3月27日、S級素人)
- 「お願い!中に出して!」後先考えずに要求してしまう中出し懇願BEST 4時間2(3月27日、BAZOOKA)
- S-Cute制服エッチコレクション(4月1日、S-Cute)
- 確実にイク！女に一番人気のある前戯 人気女優のクンニ絶頂シーン128連発240分(4月1日、MOODYZ)
- 淫口美女の吸音(きゅうおん)を愉しむフェラ顔鑑賞大図鑑(4月7日、桃太郎映像出版)
- ATTACKERS PRESENTS 凌●輪●BEST8時間 part.IV(4月7日、アタッカーズ)
- 美咲かんな7変化 BEST SELECTION(4月10日、REAL)
- 声殺し拘束中出しレ×プ8時間BEST(4月13日、MOODYZ)
- お尻良し！腰振り良し！エロさ良し！すっごい気持ち良さそうに腰を振る感度3000倍のチ○ポとろける騎乗位8時間S級女優50人＋α(4月19日、Rookie)
- これを観ればマル分かり!!SCOOP2019年度人気ランキング4時間(4月24日、SCOOP)
- 本当に見たいのはSEXだけ！本番シーンのみ！セックスONLYベスト50コーナー240分(4月24日、SCOOP)
- 有名女優豪華共演 スーパーベスト100 8時間2枚組(4月24日、BAZOOKA)
- 最高の癒しをアナタに 厳選風俗嬢30人4時間BEST(4月24日、BAZOOKA)
- 実用性抜群 発射までが分かりやすい 膣内射精カウントダウン3・2・1 GO BEST240分(4月24日、BAZOOKA)
- 中出し10連発×20人 合計200発4時間BEST(4月24日、million)
- REALの真髄 デカマラ黒人30選 4時間(4月24日、REAL)
- 痴女の命令で中出しするまで強●腰振りラストスパート72発BEST(4月25日、痴女ヘブン)
- BALTAN10年間の汗と汁の軌跡 総勢52人6枚組1000分スペシャルBOX〜歴史的代表作800分＋最新未公開映像200分〜(5月1日、BALTAN)
- オトコの敏感スポット集中刺激!! 乳首イジくり痴女責めラッシュ4時間(5月1日、ワンズファクトリー)
- お前がイク！ イク！ 何度も言うから何回イッたか数えたったわ！ 業界初！ イクイクカウンター搭載！ 淫乱痴女イキまくり選手権(5月7日、桃太郎映像出版)
- 汚された制服女子 〜淫汁垂らして悶え泣く〜(5月8日、HIBINO)
- ひたすら美少女に顔面射精ラッシュBEST 合計顔射100発オーバー(5月13日、MOODYZ)
- レズれ！イッても終わらない…絶頂直後も続くイカセ責め厳選ベスト5時間2 限界以上にイカせてビクつく超敏感オマ○コを大容量でお見せします！(5月19日、レズれ！)
- まるで恋愛ドラマのようなキスと甘ハグから始まる中出し(5月25日、本中)
- 2019年【本中】下半期傑作選！全114発!!2019年8月〜2020年1月(5月25日、本中)
- S-Cute 女の子ランキング2020 TOP15 8時間（6月1日、S-Cute)
- どロリ7 ロリィは巨乳よりも柔らかい60人8時間ベスト(6月19日、Rookie)
- 今からこの一家全員レ●プします 四家族4時間スペシャル(6月26日、Real)
- ささやき淫語で何度も中出しさせられる毎日BEST(7月7日、プレミアム)
- ビビアン 2019年下半期コンプリートBEST 8時間 全作品の濃厚レズビアンセックス厳選収録(7月7日、ビビアン)
- 3枚組15時間SP 2019年に乗車してくれた244人から最も可愛く人気が高かった64人を厳選！ SOFT ON DEMAND マジックミラー号作品集2020(7月9日、SODクリエイト)
- ねっとり唾液交換キスでイキまくる 濃厚接吻しながらの少女たちのベロキス性交 4時間7月13日 (7月13日、無垢)
- 先っぽ3cmまでは挿入させてくれる姉妹とのギリギリ相姦未満生活BEST(7月13日、アリスJAPAN)
- レズれ！7周年記念スペシャル 最高の凄テクレズビアン60組10時間BEST 業界最高峰！絶対に抜ける女神プレイ(7月19日、レズれ！)
- 一般黒人男性×素人女子大生 BEST HIT COLLECTION 22名収録2枚組8時間 彼氏の短小ち○ぽよりもはるかに大きい黒デカち○ぽの子宮ガン突きセックスで激イキした色白うぶマ○コ女子大生(7月19日、DEEP'S)
- DANDY14周年公式コンプリートエディション ちょいワル全仕事集<2019年4月〜2020年2月>(7月23日、DANDY)
- COSCRAFT コスプレ美少女SUPER BEST 4時間（7月24日、TMA)
- million 人気タイトル詰め合わせ 2019年 年間THEBEST 240分(7月24日、KMP)
- BAZOOKA 2020年 上半期BEST 4時間完全保存版(7月24日、BAZOOKA)
- 男たちの想像を超える美女を派遣!!(秘)サービス無制限発射のデリヘル嬢30人!!2(7月24日、BAZOOKA)
- 激動!輪姦100タイトル SUPER BEST 8時間(7月24日、KMP)
- 射精直前 嫌がる女を無理やり妊娠させる中出しレ×プ(7月25日、本中)
- 恥ずかしいけど気持ち良すぎて止められない80連発 S-Cute騎乗位コレクション2020 4時間(8月1日、S-Cute)
- 終わらない追撃ピストンでイキ果てるオンナ！ 集団輪●レ×プ35連発(8月1日、MOODYZ)
- 綺麗なお姉さんのアナル丸見えねっちょりピストンで何度も中出しさせられBEST(8月7日、プレミアム）
- JET映像5周年記念豪華版！厳選！特選！寝取られ作品スーパーBEST 上巻 4枚組16時間(8月7日、JET映像)
- レンタル彼女。BEST8時間 01 超アイドル級の素人娘とイチャラブデート＆ガチSEX!!(8月7日、プレステージ)
- 枢木あおい 緊縛SM 総集編4時間(8月13日、無垢)
- 中出し寸前の一番気持ちいい生ピストン90連発(8月13日、アリスJAPAN)
- S級美女が腰ハネ絶頂！射精直前の激ピストン中出し111連発！240分(8月13日、MOODYZ)
- 射精寸前！ やっぱり最後は中出し ドピュドピュ128連発 8時間(8月19日、Rookie)
- あの日、大学の飲み会が中出し輪●サークルに変わった。BEST〜6人の犠牲者たち〜vol.2(8月22日、本中)
- 射精っても止めない！吹いても終わらない！追撃男潮BEST(8月25日、痴女ヘブン)
- 超絶品極上中出し 濃密SEX 100人 8時間 part.2(8月28日、BAZOOKA)
- ∞イカセ BEST 30人 4時間(8月28日、REAL)
- 僕を助けてくれる幼なじみがいじめっこに犯●れているのを見て勃起した8タイトル8時間BEST(8月29日、MOODYZ)
- オフィス内の誘惑、熱く交わる2人。社内OLレズビアン総集編 4時間(9月7日 、ビビアン)
- 僕の妹がこんなにビッチなわけがない 誰だよ〜！ ボクの可愛い妹が超ヤリマンて言うのは？ 本当だけど…(9月7日、桃太郎映像出版)
- おじさんとのSEXにドハマリして身体だけじゃなく脳イキする敏感少女 4時間(9月13日、無垢)
- お発射寸前！イクッ！イクゥゥ！ ビクッビクンってイッてる時に激しくピストン再開。「ダメダメまだイッてるからぁ」とかいう反応を無視して突きまくった結果…8時間(9月19日、Rookie)
- もはやオナホ！女を拘束しマ●コをたっぷり使いこむ拘束SEX 8時間(9月19日、Rookie)
- もう中に出さないでえぇぇぇ!!!! 望まない中出し！嫌がる中出し！抵抗する中出し！絶望の中出し！8時間(9月19日、Rookie)
- 発射寸前！ 我慢汁垂れ流しの気持ちいいフェラチオ160連射8時間（RBB-189）(9月19日、Rookie)
- 制服美少女たちが奇跡の総勢30人!!青春てんこ盛り女子校生SUPERBEST!!240分(9月25日、BAZOOKA)
- ラッキースケベSEXベスト240分!!〜思わぬエロハプニングにフル勃起!!〜(9月25日、BAZOOKA)
- 2020年上半期全180タイトルBEST8時間(9月25日、マドンナ)
- 射精しても止まらない！超フェラ悶絶BEST(9月25日、痴女ヘブン)
- ド痴女に囲まれ挟まれ射精される僕BEST(9月25日、痴女ヘブン)
- 絶対妊娠！ガン反りチ○ポで孕ませ中出しSEX！総集編vol.3(9月25日、本中)
- 常にこねくりギュ〜ンで限界射精!! 乳首イジり痴女責めラッシュ4時間Vol.3(10月1日、MOODYZ)
- 好き勝手に●す乱暴ピストンでイグイグイグ!!不本意アクメでレ×プ堕ち!!8時間(10月1日、ワンズファクトリー）
- M男に強●飲尿！小便顔面騎乗スペシャル(10月1日、OFFICE K’S)
- 綺麗なお姉さんのねっちょり乳首こねくり射精されBEST(10月7日、プレミアム)
- 適乳女子●生 〜てきにゅう！〜 いい感じで手に収まる！ 一度は揉みたいプルプル美乳(10月7日、桃太郎映像出版)
- AV女優 ディルドオナニーコレクション第三弾(10月9日、V＆R PRODUCE)
- 無垢を彩った厳選美少女 十二人 六時間 永久保存版(10月13日、無垢)
- 百戦錬磨の女優たちが女優の仮面を外し本気で感じまくる8時間(10月13日、無垢)
- ザーメン欲しがり痴女の頬すぼみバキュームフェラ100連発BEST(10月13日、MOODYZ)
- エロいプリケツを堪能する 神尻SEX8時間(10月19日、ROOKIE)
- 激震パイ揺れ！暴走腰振り騎乗位 厳選ベスト5時間 オマ○コ感度無限大オーガズムお見せします!!(10月19日、レズれ！)
- 超シリ穴丸見え！ 一番恥ずかしいアナルを堪能しながらエッチに夢中な女の子！S級女優60人8時間BEST(10月19日、ROOKIE)
- 男1人と大人数の淫乱女の子とのハッピーハーレムSEX！あたり一面女の子スペシャル8時間(10月19日、ROOKIE)
- やっぱり、あなたしか愛せないの…。(10月23日、REAL)
- 射精まで腰振りが止まらない!!淫乱女優52人勢揃い!!絶頂イキ騎乗位BEST240分!!(10月23日、BAZOOKA)
- 「お、お願い…!!もう許して、中は、中はダメぇぇぇぇ!!」 望まない中出し性交で、皮肉にも絶頂してしまった人妻 8時間BEST(10月25日、マドンナ)
- 令和最新版！人気女優と毎日ナマSEX日替わり31日中出しカレンダー(10月25日、本中)
- 誘惑パンチラBEST S級美少女達に痴女られて何度も射精させられる！(11月1日、MOODYZ)
- 純粋無垢な美少女 枢木あおい 総集編 4時間 おじさんとの濃厚接吻と絶頂中出しSEX編(11月13日、無垢)
- 純粋無垢な美少女の恥ずかしい恰好でイキまくる 立ちバック＆全員中出し 4時間 10人(11月13日、無垢)
- デカ尻制服少女のスカートめくってバックピストン悶絶アクメBEST（11月13日、MOODYZ)
- ずっと密着ベロキスでトロけるキスビアン性交 厳選5時間 超濃厚な舌の絡みと唾液交換がイキ癖になったレズセックスをたっぷりじっくりお見せします！(11月19日、レズれ！)
- ザ新スーパースター枢木あおい8時間　Complete Memorial BEST(11月27日、宇宙企画)
- S-Cute年間売上ランキング2020 Top30 8時間(12月1日、S-Cute)
- S-Cute年間売上ランキング2020 Top30 8時間(12月1日 S-Cute)
- 淫乱ヒップに溺れて暴発！ デカ尻ハーレムBEST(12月1日、MOODYZ)
- 一度は夢見た学園シチュエーションで憧れの同級生や魅惑の女教師に淫語責めで手ほどきされたい！淫語学園5時間BEST(12月1日、OFFICE K'S)
- 万引き女子バックヤード拘束輪●BEST！〜女子●生&若妻編〜 総勢29人！8時間スペシャル！(12月7日、アパッチ)
- 肉感堪能デカ尻振り下ろし杭打ちプレス騎（12月13日、MOODYZ)
- 2020年上半期大集結!! 超豪華21メーカー新作346タイトル特大16時間BOX(12月19日 Rookie)
- レズれ！2020年間プレミアムベスト 女と女のイカセ合い10時間SP(12月19日、レズれ！)
- あの手この手で何度もヌイてくれる痴女メンズエステBEST(12月25日、痴女ヘブン)
- REAL 2020 TOP30作品 ULTIMATE COLLECTION 4時間(12月25日、REAL)
- million 令和で最も売れた神タイトルランキング TOP20 BEST!!(12月25日、million)
- 制服姿の激カワ美少女たちに孕ませ中出し30連発!! Part.2(12月25日、BAZOOKA)

- LUNATICS1周年記念プレミアム作品集10時間980円(1月1日、LUNATICS)
- 極上フェラチオ31連発 S-Cuteフェラチオコレクション2021(1月1日、S-Cute)
- ビビアン 2020年上半期コンプリートBEST 8時間 〜全作品のレズビアンセックス厳選収録〜!!(1月7日、ビビアン)
- ※完全フィクションです。絶対に真似しないでください。【閲覧注意】レ●プ映像8時間(1月7日、アタッカーズ)
- 制服女子にチ○ポはギンギン！可愛すぎて全部脱がすの勿体ないから着衣のままセックス5時間！(1月13日、アリスJAPAN)

### VR作品
- 身体を使ったクレーム処理班！中出しSEX VR 枢木あおい (11月7日、KMP VR)
- 一般人カップル×中出し×連続射精ゲーム 「動かない彼氏を何回イカせてあげられる？」‘一切動いちゃいけない彼氏（俺）’を30分間で3回発射できたら100万円!! に挑戦してみた！VR (11月24日、SODVR)
- エロい女教師と女子校生だらけのVR学園スペシャル！（11月28日 BAZOOKAxVR、KMP VR)
- ユーザー参加型VR企画! テクニシャンAV女優のエロ攻撃で勃起しなかったら、賞金10万円!!　二階堂ゆり(名義なし・彼女役) (11月29日、KMP VR)
- VR長尺 妹が酔っ払った巨乳の友達を連れて僕の家で女子会の2次会を始めた。パンチラ見放題の中、エッチなゲームが始まり僕も巻き込まれて妹の友人たちとSEX！妹ともノリでヤッちゃう乱痴気パーティー！(12月8日、SODVR)
- 【VR】5人の妹たちがラブラブ淫語を囁きながらおチ○ポみるく搾り(12月22日、SODVR)

- 【VR】【素人ナンパVR】 ‘視点移動カメラ’×‘ミラー号乗車体験カメラ’で2通りの楽しみ方ができる！女子大生のウブなリアクション見放題のおチ○ポ研究！（さくらさん名義）(2月9日、SODVR)
- バイノーラルその前に!?やっぱりかわいい！メイドな枢木あおいちゃんのささやきマイクテスト！(2月14日 Crystal VR)
- やっぱりかわいい!!スク水メイドと中出しエッチ!! ボクのことを好き過ぎるご奉仕メイドとのなんともうらやましい日常。(2月28日 Crystal VR)[57]
- 【VR】超至近距離でアイドルダンス＆パンチラ見せつけオナサポ応援娘 JOI＆生中出しセックス 枢木あおい(2月28日 マリオン）[57]
- 【VR】男だけが停止するアプリで動けなくなった僕 意識はあるのに動かない！女子大生3人組にオモチャにされてエッチなイタズラされ放題！でもなぜかチ○コだけはしっかり勃起しイカされまくり連続中出し！（3月16日 SOD VR）
- 可愛すぎる関西弁彼女といちゃいちゃラブラブ生中出しSEX(3月23日 KMP VR)
- 【無料】枢木あおい ＶＲで踊ってみた メグメグ☆ファイアーエンドレスナイト ver(3月23日 KMP VR)(無料)
- 「貴方が決める"超絶かわいい"ランキング」常に上位を独占するアイドル的存在の3人とまさかの学園祭出し物を一緒に作成することになったので、僕の家に集まることに。緊張して作業どころじゃない僕に3人からエッチなプレゼント(3月30日、KMP VR)
- めちゃめちゃカワイイ彼女の妹と中出し生SEX(4月6日 KMP VR)
- 【VR】小人化無し×長尺 付き合ってくれてありがとう これからも一緒にいてね イチャラブエッチ 枢木あおい(4月28日、ブイワンVR)
- 【VR】披露宴当日の控室、ウェディングドレス姿の嫁に欲情した俺が調子コイてチ●ポ出したら突然の来客！慌ててドレスに隠れたものの…ナニ喰わぬ対応でその場を取り繕う嫁に興奮が再燃！見えないトコからコソコソ花嫁を刺激するヤリタイ放題×声ガマンファック！ 枢木あおい（5月2日 WAAPグループ VR）
- タイムトラベル 過去と現在と未来のあおいと濃密生中出しSEXしよ 枢木あおい(5月2日 KMP VR)
- 不倫相手と密会中…妻から電話がかかってきたっ!! 枢木あおい（5月25日 WAAP VR)
- 【選択肢長尺VR】性春プレーバック学園!!選んだ部活で、何度も何度も甘酸っぱいセックスしよ!!(5月26日 KMP VR)
- 枢木あおいがVRで踊ってみた！本格ダンス、しかも全裸ダンスあり!!嬉し泣き、二人三脚で頑張ったプロデューサーに告白！そのままイチャイチャSEX!!（6月1日 KMP bibi)
- 【VR】小人化無し 極上高級ランジェリー 誘惑する美尻！「チューする？舌出して」キス！手マン2回イカセ→フェラ手コキ！「早く挿れたいでしょ？まだだよ」相互オナニー。対面座位挿入→全身震わせ繰り返す絶頂。「中で大きくなってきたよ、一緒にイこうか！」 枢木あおい(6月2日 ブイワンVR)
- 【VR】チクニー専用VR!! ただでさえ乳首が感じまくる僕がある日、100倍感じる女の乳首を手に入れた!! デリヘルを呼んで乳首をいじられまくる乳首絶頂体験VR 玉木くるみ 枢木あおい(6月6日、WANZ VR) 女体役:海空花
- パンチラ×太もも×ニーソ 絶対領域VR(6月8日 Crystal VR)
- 告白「センパイ…今日だけはあおいを彼女にしてください」(6月13日 Crystal VR)
- 【VR】学級崩壊クラスで授業中…イタズラ制服美少女と声ガマン性交…でも教室で生はマズくない？(6月25日 WAAPグループ VR)
- 花火と焼肉パーティーでどんだけ盛り上げても、女の子に気を使っても、結局モテるのはイケメンだと気づいた、、、。ただ、諦めずに肉食系女子に、焼肉を丁寧に提供していたら、イケメンは早漏で、欲求不満な女子たちが寄ってきた、、、。一世一代のチャンスだと思い、ち●こを出す!!ち●こには自信があったため、おこぼれで3人の女の子と生中出しSEX できたという夢のような本当にあった話、、、。 玉木くるみ・枢木あおい・神宮寺ナオ(6月30日 KMP VR)
- 親がいない日、僕は妹とむちゃくちゃSEXした。枢木あおい(6月30日 I.B.WORKS VR)
- 【無料】バイノーラルその前に！猫になってもかわいい枢木あおいちゃんのドキドキマイクテストだにゃあ！(7月6日、Crystal VR)(無料)
- ナンパした女を連れ込み言葉巧みにVRで撮影。個人的に楽しむなんて嘘に決まってるwww VRハメ撮り師な俺が撮った映像放出 vol.9(7月13日 CASANOVA VR/ミッシェル(私服の女の子))
- 【無料】枢木あおい 猫くるるぎこと通称「猫るぎ」さんのなんとも猫な日常。(7月12日、Crystal VR)(無料)
- 短尺×低価格！壁ドンからの超密着合体！ギャルな枢木あおいと立ったまま見つめ合いながらの濃厚中出しセックス！(7月20日 Crystal VR)
- ようこそAV現場1日体験ツアー(7月25日 KMP VR)
- 【VR】枢木あおい　うたた寝カノジョにこっそりいたずら・・・その後とってもらぶらぶなセックスしちゃった 猫コス Ver.(7月26日 Crystal VR)
- 【VR】超幸福シチュエーション！クラスで一番かわいい女子達に次々告白されて、全員と連続生中出しSEX ラブラブ密着一対一SEXたっぷり収録、ハーレム天国も収録の長尺スペシャルVR(7月26日 エロタイムVR)
- 【パワハラNTR・超高画質＋視点移動＋固定視点】ラグビー部マネージャーの彼女がセクハラで寝取られ、目の前で無理やりセックスされているのに何も助けられない僕の胸糞青春時代を体感できるVR(8月10日 胸糞VR)
- 【VR】長尺193分 家族で男は僕ひとり！「4人姉妹と連続セックス朝生活」2(8月17日 SODVR)
- 【VR】学校の保健室は文系制服メガネ女子のたまり場!! 授業をサボって寝ているボクを官能小説の読みすぎで妄想がパンパンに膨らんだ文系女子がじ〜っくり責めてくる!!(8月17日 変態紳士倶楽部 VR)
- 【VR】女子○生3種の神器《セーラー服・ブルマー・スクール水着》を堪能しながらお酒が飲める秘密のBar【制服美少女秘密倶楽部プチ・デビル】開店(8月31日 マリオン)
- 【VR】超至近距離で挑発ダンス&パンチラ見せつけオナサポ応援娘SpecialDancing JOI＆生中出しセックス 美谷朱里(8月31日 マリオン)※特典映像に出演
- 【匠＋高画質＋高密着】押し入れの中VR「親帰ってくるの遅いから…」と言われたので彼女の家に行ったらまさかの母親が帰ってきてしまい急いで押し入れの中に隠れたら…勃起してるのが見つかって…密室でセックスしちゃった青春時代VR(8月31日 胸糞VR)
- 究極のピースフルオフパコ開催スペシャル(9月5日 KMP VR)
- 【VR】M寄りのかた向けVR クラスメイトのパンモロミニスカ痴女たちにドギツイ言葉で罵倒されながら性欲処理用肉棒として扱われ中に出すまで止めてくれない杭打ちピストンガニ股騎乗位(9月5日 SOD VR)
- 【VR】デカチンSEX依存症性交。枢木あおい(9月8日 TEPPAN VR)
- 【VR】【禁断の女子寮の管理人体験VR】気付いたら…門限に間に合わず駆け込んできた制服美少女の溜まり部屋に!!(9月25日 Kawaii VR)
- 【VR】絶対領域VR2(9月27日 クリスタルVR)
- 【VR】彼女のクラスメイト2人に前から！後から！ノリノリで痴女られる!! フロントでたっぷりチ○ポを責められながら、バックで羽交い締めにされバイノーラル淫語を囁かれる小悪魔コンビネーション新感覚VR!!(10月19日 WANZ VR)
- 【VR】【長尺145分】もう一度アナタに青春を！ドキドキ修学旅行VR 生着替え＆女子風呂を覗き見※しかもバレてお仕置きされちゃった！ 女子部屋に呼び出されて人生初告白体験！こっそりSEXを試みるも仲間にバレて思い出作りの大乱交しちゃった1泊2日(11月1日 Kawaii VR)
- 【VR】乱入！ハプニング個室ビデオ 枢木あおい(11月9日 CASANOVA)
- 体験版：枢木あおい 部屋に転がり込んできた黒髪眼鏡女子と朝から晩までヤリまくる超幸せな一日(11月18日 クリスタルVR)
- 枢木あおい 部屋に転がり込んできた黒髪眼鏡女子と朝から晩までヤリまくる超幸せな一日。(12月6日 クリスタルVR)
- 【VR】劇的高画質 【売れ筋ダブル巨塔】アニマルコスと声我慢SEX絶頂7回!! コスしながら電話…喘ぐとバレちゃう！ 枢木あおい(12月8日 ブイワンVR)
- 阿部乃みく 続・ボクのことを好き過ぎるご奉仕メイドとのなんともうらやましい日常。(12月13日 クリスタルVR)※"VRパンツ鑑賞"パートに出演/
- 枢木あおい 朗報！ひとり寂しいクリスマスなあなたに…枢木サンタがとっておきのプレゼント！(12月19日 無料/クリスタルVR)
- 【VR】ち○ぽ君の大冒険(12月20日 VR-1グランプリ（2018）)
- 【VR】3DVR※落ち込んでいる時に見てください※元気が出ること間違い無し！イチャラブ保証ワンチャン有りの褒められまくりデリヘル 枢木あおい(12月28日 ワンチャン3DVR)
- 究極の選択!!「あおい」と「くるみ」どっちが好きなの？ 枢木あおい 玉木くるみ(12月31日 KMPVR-bibi-)

- 【VR】HQ超画質革命！ パパ活￥動画 J○あおいちゃん「オジさんの乳首イジメSEX」枢木あおい(1月4日 こあらVR)
- 【VR】ヤラせてくれるけど僕のチ●ポに興味なし！ 僕が求めたらいつでもマ●コを差し出してくれる美少女たちは、必死に腰を振る僕に目もくれずスマホばかりいじって完全無姦心セックス!!(1月4日、)
- 【VR】枢木あおい＆美谷朱里レズVR JOI あなたを興奮させる為の見せつけレズビアンセックス&オナニーサポート 唾液を垂らす濃厚レズキス・エア手コキ134分(1月11日、ビビアン)
- 【VR】HQ超画質革命！ お隣さんの激カワJDと部屋飲み!!ずっとパンツ見えてて我慢してたけど酔ったら肉食系に豹変してラブラブ生中出し!!! 枢木あおい(1月18日、こあらVR)
- 【無料 4K匠】枢木あおい「くるるぎらじお VR拡大版」無料体験版Ver.(1月18日、クリスタルVR)
- 【VR】べろを見続けるVR(1月30日、KMPVR)
- 【VR】GETしたモテ香水を試してたら妹が部屋に入ってきて…クンクン匂いをかぐ妹の顔が超接近＆カラダ密着！ガマンできず相姦SEXしてしまった【中出し】背徳ベロキスと立ち手マン潮吹きと密着グラインド対面座位と目の前オッパイ騎乗位と超・覆いかぶさり正常位 枢木あおい(1月30日、アリスJAPAN)
- 枢木あおいのVRライブ配信「くるるぎらじおVR拡大版」お腹が空いたら肉だよ肉！ところでみんなオナサポって知ってる？の巻(1月30日、クリスタルVR)
- 連続射精7発!!難攻不落なデリヘル嬢をついに落として連続生中出しできた件!! 枢木あおい(1月31日 KMPVR)
- 3DVR 俺の厨二病ノートから理想のカノジョが出てきた件！ 枢木あおい(2月15日 KMPVR)
- 【VR】先っぽ3cmまでは挿入させてくれる妹とのギリギリ相姦未満生活【VR編】カリ首だけを抜き挿しする先っぽ騎乗位と耳舐め＆キスしまくり対面座位と横乳首が見えてヌチュ音がすごい振り向き座位とエビ反りバックと覆いかぶさり正常位【生中出し】 枢木あおい(3月11日 アリスJAPAN VR)
- センズリを指示する女達2(3月14日 OFFICE K'S VR)
- 【無料 4K匠】枢木あおいさんと阿部乃みくさんによる落ち込んだ時にみると元気がでるささやきマイクテスト！(3月15日 クリスタルVR)
- 【無料 4K匠】体験版：パンチラ×太もも×ニーソ 絶対領域VR 3(3月27日 クリスタルVR)
- 【VR】お尻を近くで見続けるVR(3月27日 ケイ・エム・プロデュース)
- 【無料 4K匠】枢木あおいVR体験版：朗報？オレ氏、お出かけしようとする彼女を引き止めると困った彼女は「私、実はスタンド使いなの」とまさかの告白「代わりに私のスタンドを置いていくから」と淫夢をみせる能力を持つサキュバス・アオイを発現させてでていった…え？なにそれマジなの本気なの？の巻(3月28日 クリスタルVR)
- 【VR】【M男専用VR】「さっさとシコれよ！」進学校に通う清楚な顔した黒パンスト穿いた義妹が上から目線で見下し淫語オナサポ/ビンタ/脚コキ/唾吐き/濃厚フェラ！罵倒されフル勃起したチ○ポにガニ股生挿入！卑猥な腰振りで何度もイキ乱れた！ 枢木あおい(3月29日 V&R PRODUCE)
- ニッポンの至宝！人気女優たちが女子校生でオナニー指示スペシャル!!(3月31日 KMP)
- 【VR】耳元ではバイノーラル音声！目の前ではリアルSEX！ 旅行中の彼女と電話をしながら彼女の妹と無茶苦茶SEXをした 男なら共感できる！罪悪感と背徳感の狭間でする最高に気持ちいいSEX体験VR!!(4月5日 変態紳士倶楽部)
- 【VR】劇的高画質 枢木あおい リ●ンジポルノ 6 ガクガク震え 中に出さないで…「もう許して…」と懇願無視!!(4月6日 ブイワンVR)
- パンチラ×太もも×ニーソ 絶対領域VR 3(4月9日 クリスタル映像)
- 【VR】耳元ではバイノーラル音声！目の前ではリアルSEX！ 旅行中の彼女と電話をしながら彼女の妹と無茶苦茶SEXをした 男なら共感できる！罪悪感と背徳感の狭間でする最高に気持ちいいSEX体験VR!!(4月10日 変態紳士倶楽部)
- 「お兄ちゃん…ほらブルマだよ…」部活帰りのデカ尻妹がブルマ穿いたまま制服で帰宅！ブルマチラで挑発されフル勃起止まらない僕にベロキス/耳舐め/素股/尻コキ/濃厚フェラ！ブルマ越しに濡れるマ○コにチ○ポ挿入すると敏感過ぎて身震いしながら連続絶頂！枢木あおい(4月19日 V&R PRODUCE)
- 顔騎天国(4月25日 KMP)
- 枢木あおい 阿部乃、サキュバス発動!!彼女の背後に突如現れたのはサキュバスを名乗る小悪魔「アオイ」!!淫夢を司る彼女の能力はエッチな夢を見せること？次から次へと見せられる淫夢の数々に…もうフルボッキが止まらない!!(4月25日 クリスタルVR)
- 【VR】HQ超画質革命！ 可愛すぎる関西弁美少女あおいちゃんが制服姿でお泊まり◆【ASMR】淫語ささやきオナニー指示でカウントダウン射精命令！【JOI】指マンイカセ、フェラ＆乳首舐め手コキ、無●正アナル丸見えオマ○コ観察！生チン騎乗位、対面座位!!… 枢木あおい(4月26日 こあらVR)
- パンティを見続けるVR2(4月27日 KMP)
- マイクテストその前に！うさ耳帽子がかわいい枢木あおいのサイキックなマイクテスト！(4月30日 クリスタルVR)
- 【VR】3DVR 風邪はベロチューでなおす なんでもしてくれる優しすぎる枢木さんは僕の彼女 枢木あおい(5月1日 ワンチャン3DVR)
- 【VR】女子大生2人が終電逃して困っていたので「始発までウチに来る？」と紳士に誘ったら憧れのまなざしで尊敬され続けて逆3Pエロ展開VR!! 仲が良すぎて酒酔いJDが目の前で濃厚レズプレイのおまけつき！(5月16日 変態紳士倶楽部)
- 射精管理VR(5月21日 KMP)
- どぴゅっ×10連続射精 枢木あおい(5月23日 KMP)
- クンニVR(5月24日 KMP)
- 【VR】3DVR 放課後美少女回春マッサージアネックス 枢木あおい(6月1日 ワンチャン3DVR)
- 【VR】シコシコはかどるシチュエーション！ ビデオボックスで全裸チ○ポをガン見されながらJOI！からの密室SEX！2 枢木あおいのAVでオナニーをしようとして<全裸待機中>のボクの元にホンモノがやって来た！(6月4日 WANZ VR)
- 高画質凌辱VR 「あの女を私と一緒にレ×プしませんか？」とクラスメイト女子にお願いされたボク!! 女子の頼みは断れない！心おきなく真面目女をレ×プすると…犯されていたのにまさかのドM開眼!?ラッキー3P VR!!(6月7日 WANZ VR)
- ハズレなし!関西発、某地区でのみひっそりと営業する伝説的女子校生限定ちょんの間風俗!都会では行えない非合法サービスの連続で、美少女女子校生と精子が果てるまで楽しむことができる! 枢木あおい(6月26日 KMP)
- 【VR】制服見学店を完全再現 マジックミラー越しにアナタの目の前に超接近！至近距離でパンチラ・胸チラ・疑似フェラ&セックス！（6月27日 kawaii*VR)
- 【VR】淫口VR(6月29日、KMP)
- 【VR】乳首せめちゃうぞ いちゃ密着しながらゆっくり、ねっとり、こねくりで連続射精 枢木あおい(7月19日、KMPVR-bibi-)
- 校内No.1の優等生に射精管理をされ続けるVR(7月26日 KMP)
- 唾飲みVR －最終章・究極唾－(7月29日 SODクリエイト)
- パンツ上オナニー 〜もう我慢出来ないよ…Hなお汁が止まらないの…〜(7月31日 KMP)
- 【VR】心霊憑依VR【ノットリコラボ×超高画質HQ】夏休みに都内で有名な心霊スポットに潜入したら…成仏できないヤリマンの霊が同級生の美少女をノットリ死ぬほど痴女られるVR 枢木あおい(8月5日 SODクリエイト)
- 【VR】青春時代にカムバック！ドキドキ卒業旅行VR 女子風呂で生着替え&洗い合いっこ覗き見※僕だけ捕まってお仕置きハーレムフェラ!? 呼びだされて胸キュン告白！二人きりでイチャイチャのはずが…お祭り騒ぎで大乱交しちゃった1泊2日（8月7日、kawaii*VR)
- 【VR】サバゲーVR 強気なツンデレミリタリー女子をゲーム中に押し倒してSEX 枢木あおい(8月19日 SODクリエイト)
- 【VR】【超過激】噂のマジックミラー制服見学店の裏オプスペシャル 制服少女8人がモロ出し生ま●こを至近距離で押しつけプレス！（8月22日、kawaii*VR)
- 女子校生のおま●こ見せつけ VR(8月31日 KMP)
- 【VR】カノジョの一方的な愛情が重すぎたので、浮気をしたらその女も同じくらいヤバい女だった!! いつバレてもおかしくない！バレたらボクどうなっちゃうの…!?リアルだったら絶対経験したくない三角関係体験VR!!(9月6日 変態紳士倶楽部)
- MOODYZ VR×HQライティング ここはまるで天国空間!?エンジェル手コキ風俗で天使キャスト・あおいちゃんとこっそり中出しSEX VR 照明にこだわり髪ツヤ＆白肌くっきり高画質!!最光のバーチャルパラダイス体験!! 枢木あおい(9月11日 MOODYZ)
- 【VR】【自己紹介VR】人気AV女優が丁寧に名前からオナニーの仕方までアナタに伝えてくれる「私のこと知ってください！」(9月19日 SODクリエイト)
- 体験版：枢木あおいのカンフーしちゃうぞ VR(10月5日 クリスタルVR)
- 【VR】官能小説家の家で生まれた淫語4姉妹に前後左右の囁（ささや）きカルテットで羽交い絞めにされながらねっとりじっくり痴女られる(10月7日 SODクリエイト)
- 【VR】染み付きパンティ生脱ぎ下着買い取りガン見(10月10日 プリモ@VR)
- 枢木あおいのカンフーしちゃうぞ！射精10発！早漏の兄弟子のおかげでアオイの射精誘発スキルはいつの間にやら達人クラス(10月31日 クリスタルVR)[57]
- 【VR】催眠光線で支配された家族VR(倉多まお 春風ひかる/12月16日 SODクリエイト)
- 【VR】本中10周年記念3Dバーチャルトリップ!! 美少女中出し島VR!! 10人のオマ○コをアナタだけが独り占め!!ハイクオリティハーレム中出し22連発SPECIAL!!(12月25日 本中)
- 【無料 4K匠】枢木あおい＆篠宮ゆり 令和最初の年越しは…VRの天使とともに！(12月28日 クリスタル映像)
- 【VR】HQ 60fps【ハメ撮りVR】マッチングアプリで出会った制服美少女の淫語責めにメロメロ◆小悪魔J○と濃厚中出し密室カーセックス 枢木あおい(12月31日 こあらVR)

- 枢木あおい 目があうと無言でボクのからだを求めてくるショートカットな姉との二人っきりな休日。(1月17日、クリスタルVR)[57]
- 【VR】姪っ子との思ひ出VR 無邪気にチ○ポと遊んでいたあの娘が急に、素っ気なくなったり…急に、好きってなったり…成長する姪っ子とついにナマでSEXした日 枢木あおい(1月21日、本中)
- 【VR】HQ 60fps 超人気ウェイトレスのあおいちゃんに媚薬を●ませて発情させたら淫語連発で熱烈誘惑してきた！おチ○ポ求めまくり騎乗位、背面座位、対面座位、正常位で子種を搾り取ってくる美少女と妊娠必至の孕ませキメパコ中出しFUCK！ 枢木あおい(1月31日、こあらVR)
- 枢木あおい カーセックスVR「ここでセックス…しよや」黒髪かわいい敏感ボディのえちえちなバイトと強制車中不倫！(2月6日、クリスタルVR)
- 大好きな妹が、見知らぬ男に生でハメられ興奮している姿に我慢ができなくなってしまった僕は… 枢木あおい(2月10日、KMP)
- 【VR】「イッてるってば！」欲情し連続10射精ッ!!!暴走ち○ぽで追撃イキっ、本気ま○こで追撃射精っ!! 枢木あおい(2月18日、KMP)
- 【VR】シティボーイ（東京出身）というだけで片田舎から出てきた地方女子に大モテ！ バリバリ方言で告白されて勃起した僕を奪い合うASMRハーレム王様ゼミ飲みVR(2月27日、Kawaii VR)
- 【VR】悪戯夜●いVR（2月29日、KMP)
- 僕だけが裸、全力で辱められるVR（2月29日、KMP)
- 【VR】DVD作品の世界観に浸ろう！「彼氏と喧嘩してご近所のお姉さんに相談してからの4日間 美咲かんな 枢木あおい」の世界に入ってみませんか？どっちが好きなの？ハッキリしてよ！を体験できるVR(2月29日、ドグジー)
- 【VR】水着のキミが僕のモノになるんだね。スク水マニア粘着ストーカーVR 夕美しおん（3月6日 エスワン)※エキストラとして出演
- buz流桃源郷！足しげく通った者だけが許される極上の世界…。最高の女と過ごす至極な時間…。現代の桃源郷へ足を踏み入れた僕を優しく癒してくれるあおい嬢…。枢木あおい(3月6日、VR buz)
- buz流修学旅行！あの頃の思い出をもう一度…。学生時代の彼女あおいちゃんが就寝時間にこっそり男子部屋に忍び込んで来ちゃった！枢木あおい(3月7日、VR buz)
- 枢木あおい 目を醒ますと異世界で…美女の部屋の「姿見」になっていた…(3月20日、クリスタルVR)
- 可愛すぎる関西弁美少女あおいちゃんが制服姿でお泊まり！『ASMR』淫語ささやきオナニー指示でカウントダウン射精命令！『JOI』指マンイカセ、フェラ＆乳首舐め手コキ、無修正アナル丸見えオマ○コ観察！生チン騎乗位、対面座位！！◎生ハメ中出し(3月20日、こあらVR極)*2019年発売作の高画質版
- 【VR】隣のお姉さん達に何度も焦らされ限界を超えて何度も射精しイカされまくり超絶倫男だと気付かされたボク 彼女たちの性処理道具にされ続けたENDLESS ECSTASY あおい・みつき(3月25日、unfinished)
- 神待ち家出少女を連れ込みオフパコセックス！敏感マ○コを正常位・騎乗位・バック・種付けプレスで痙攣絶頂イキするおマ○コに連続中出ししちゃいました！(4月2日、こあらVR)[57]
- 【VR】VRドラマ劇場 Goodbye 青春 枢木あおい(4月9日、VR総研9課)
- 【VR】VR 女子○生 ハメ撮りVR 枢木あおい(4月10日、Yellow Pinkman)
- 人気女優30人 見せつけ指オナニーコレクション 300分(4月24日、V＆R PRODUCE)
- 電話中にイキ我慢させるVR（4月30日、KMP)
- 【VR】超★絶景オナニーVR 股間ガン見！顔ガン見！アナルガン見！ノーモザイク！カウントダウン！オナニー美女10名130分！(5月1日、クリスタルVR)
- 【VR】小悪魔S嬢が淫語連発で責めてくれる寸止め焦らしエステサロン 事故のフリして生ハメしてくる淫乱エステ嬢と生ハメ中出しOILセックス 枢木あおい(5月3日、こあらVR)
- 3DVR全裸図鑑(5月4日、こあらVR)
- 【VR】「今日も一日おつかれ様でした いっぱい癒やしてあげるね」〜ただ…美女に「お疲れ様」と言われたい…そんな貴方のための特別な癒やしのVR〜（5月17日、KMP)
- 【VR】3DVR全裸図鑑 謝礼しますのでハダカを見せてください！クンニさせてください！アナルを舐めさせてください！(5月19日 こあらVR)
- 体験版:枢木あおい 新！ボクのことを好き過ぎるご奉仕メイドとのなんともうらやましい日常。(5月22日、クリスタルVR)
- 「今日も一日おつかれ様でした いっぱい癒やしてあげるね」〜ただ…美女に「お疲れ様」と言われたい…そんな貴方のための特別な癒やしのVR〜(5月22日 KMP)
- 【VR】枢木あおい 新・ボクのことを好き過ぎるご奉仕メイドとのなんともうらやましい日常。青春編(5月30日、クリスタルVR)
- 【VR】M男の射精管理 枢木あおい(6月19日、CASANOVA)
- 淫音特化で完全没入必至!!ASMR VR(6月28日、KMP)
- 【VR】甘えん坊な枢木あおいと超接近ラブラブ中出しえっち(7月3日、CASANOVA)
- 体験版：枢木あおい 新・ボクのことを好き過ぎるご奉仕メイドとのなんともうらやましい日常。望郷編(7月3日、クリスタルVR)
- 【VR】枢木あおい 新・ボクのことを好き過ぎるご奉仕メイドとのなんともうらやましい日常。望郷編(7月7日、クリスタルVR)
- 口内愛液VR(7月23日、KMP)
- 【VR】 3年2組の文化祭の模擬店は…『ちょんの間』。私立のお嬢様○校の文化祭。ひときわ行列のできる大人気の模擬店は『ちょんの間』だった！しかも見た目だけではなく、サービス内容も実際の『ちょんの間』顔負けの超過激な模擬店で女子が全力ご奉仕！(7月24日、Hunter)
- 硬質勃起が止まらない朝 尻上がりに過激化していく悪魔誘惑 枢木あおい(7月26日、KMP)
- 【無料 4K匠】バイノーラルその前に！浴衣姿の枢木あおいちゃんのささやきマイクテスト！(7月30日 クリスタルVR)
- 枢木あおい温泉VR ボクらはいつだって枢木あおいに癒されたい(8月7日、クリスタルVR)
- 【VR】「わっちのナカにイッパイ中出してくりゃれ」枢木あおいちゃんが超絶可愛いのじゃロリ狐娘に大変身！世話焼き上手な萌え巫女狐娘(8月22日、Cosmo Planets VR)
- 家庭訪問で訪れた担任の枢木先生が局地的な豪雨で家に帰れず2人だけで過ごした嵐の夜(9月18日、MadonnaVR)
- ノーモザイクオナニー〜美少女の絶対領域〜(9月25日、KMP)
- 黒パンスト 角オナ(9月30日、KMP)
- 枢木あおい 好きだったあの先輩が…いきなりうちにやってきた！ もてない男の夢シチュエーションVR ［プロローグ］(10月2日、クリスタルVR)
- 【VR】 あなたは主人公！エロ漫画の主人公みたいにありえないほど超絶エッチな超モテモテ体験しませんか？ ボクの事を今でもお兄ちゃんと言って慕ってくれる年下のカワイイ幼馴染がいます！『ねぇ〜こっち見て！』『ダメ！こっち見て！』その子たちはどうしてもボクと…(10月8日、Hunter)
- 枢木あおい 新メイドVR 完全版 ※無料VR集付(10月15日、クリスタル映像)
- 【VR】黒パンスト 角オナ(10月21日、KMP)
- 地雷系女子しか勝たん 枢木あおい（10月24日、KMP)
- 快楽絶頂するまでパンツ上オナニーVR(10月24日、KMP)
- 【VR】猟奇的な義妹 枢木あおい(10月31日、TMA)
- 枢木あおい 好きだったあの先輩が…いきなりうちにやってきた！ もてない男の夢シチュエーションVR ［完全版］(11月5日、クリスタル映像)
- 体験版：枢木あおい 好きだったあの先輩が…いきなりうちにやってきた！ もてない男の夢シチュエーションVR(11月25日、クリスタル映像)
- Tバックに圧迫され続ける窒息顔騎VR(11月26日、KMP)
- ケタ違いの性技でち●ぽを嬲る悶絶性感ヘルス 気が触れそうになるほどイカされる濃厚射精10連発 枢木あおい(11月30日、KMP)
- 枢木あおい 朗報！ひとり寂しいクリスマスなあなたに…枢木サンタがとっておきのプレゼント！(12月17日、クリスタル映像)
- 【VR】絶倫姉妹 父の再婚相手の連れ子が性欲が強すぎて親に内緒でどんな時も姉妹平等に毎回2度ヌキしてくる 宮沢ちはる×枢木あおい(12月24日、SODVR)
- 【VR】【同時イキ体験VR】かわい〜いカノジョ・枢木あおいと「カウントダウンで何回も一緒にイこっ!!」(12月30日、ワンズファクトリー)
- 網タイツVR(12月30日、KMP)

- 女子○生のオナニー中の愛液垂れを目の前で見れる VR（1月8日、ナチュラルハイ）
- 天井特化アングルVR 〜僕の彼女はインディーズバンドのヴォーカル〜 枢木あおい（1月15日、KMPVR）
- 【VR】受精狂いが止まらない異常女に、カラダのあちこちを好き放題にされているボク。 枢木あおい（1月15日、KMPVR）
- 【VR】ねぇねぇ、この子買ってよ!! 友達を売りに来た円光斡旋女子○生（2月2日、ワンズファクトリー）
- 【VR】いじめられっ子のあおいちゃんといじめられっ子の僕が無理矢理中出しさせられる悲しいSEX（2月12日、ナチュラルハイ）
- 【VR】女子○生 フェチ図鑑VR（2月16日、VR総研9課）
- 【VR】枢木あおい 超絶妙アングル！これからこの陰キャ女子とSEXします！太ももとお尻の密着感がすごい正常位！陰キャなあおいと痙攣ビクビクセックスその後は…制服姿のあおいの杭打ちプレスで大昇天！隙あらば乳首クリクリ！鏡越しに見る素晴らしいフェラ尻は必見！（2月26日、CRYSTAL VR）
- 【VR】ねぇねぇ、この子買ってよ!! 友達を売りに来た円光斡旋女子○生2（3月24日、ワンズファクトリー）
- 【VR】特化VR 〜顔舐めしながら手コキ編〜（4月1日、KMPVR）
- 【VR】全編天井特化アングル 〜人気女優が貴方のオナニーを手伝ってあげる〜（4月2日、KMPVR）
- 【VR】怪盗メギツネ 幾千の時を超えて…「膣の呼吸」で鬼棒を滅多打ちにするフェロモンむんむん中出し拷問VR（4月8日、kawaii）
- 【VR】俺たちのベロキス2（4月9日、VR総研9課）
- 【VR】ねぇねぇ、この子買ってよ!! 友達を売りに来た円光斡旋J子3（4月21日、ワンズファクトリー）
- 【VR】地雷系女子VRスペシャル 〜メンヘラ女は好きですか？〜（4月22日、	KMPVR）
- 【VR】感じる顔…見てください…（4月23日、VR総研9課）
- 【VR】童貞家庭教師のボクを小馬鹿にしてくる生意気な生徒あおいが京都弁で罵りながら結局セックスを教えてくれた（4月23日、CASANOVA）
- 【VR】枢木あおいと壁が薄いアパートで囁きエッチ〜あおいの喘ぎ声がデカすぎて結局壁ドンされてしまう日常〜（4月30日、CASANOVA）
- 【VR】VR女優＆VR男優＆VRユーザー必見!! これを見ればアダルトVR撮影現場の裏側まるわかり！枢木あおいのHowToアダルトVR業界!! 現場初心者のアナタを優しくエスコート！ラストはAV男優デビューサプライズまで夢のようなバーチャルナビゲーション!!（5月5日、MOODYZ）
- 【VR】M男責め（5月21日、CASANOVA）
- 【VR】ねぇねぇ、この子買ってよ!! 友達を売りに来た円光斡旋女子○生4（6月24日、ワンズファクトリー）
- 【VR】ねぇねぇ、この子買ってよ!! 友達を売りに来た円光斡旋J子5（8月2日、ワンズファクトリー）
- 【VR】結婚初夜の家族計画 〜ねえ、今日は初めてゴム無しセックスしよう〜（9月23日、Mr.michiru）
- 【VR】ねぇねぇ、この子買ってよ!! 友達を売りに来た円光斡旋J子6（10月8日、ワンズファクトリー）
- 【VR】枢木あおい チアガールのTバック尻に即ズボッVR 笑顔最強チアの逆襲の乳首責め騎乗位！（10月16日、CRYSTAL VR）
- 【4K】コスプレ×クルルギアオイ 6 枢木あおい この素晴らしいお尻に祝福を！（11月6日、CosDeluxe）
- 【VR】ねぇねぇ、この子とエッチしない!? 友達を売りに来た円光斡旋J子 7人目あすか（11月22日、ワンズファクトリー）
- 【VR】枢木あおい 眼鏡の若妻とボクとのゼロから始める隣人性活 二ヶ月前…ボクは隣に住むあおいさんの大きなアエギ声に毎晩悩まされていた…（12月7日、CRYSTAL VR）
- 【VR】ねぇねぇ、この子とエッチしない!? 友達を売りに来た円光斡旋J子8 開始即SEXバージョン（12月31日、ワンズファクトリー）

- 【VR】ねぇねぇ、この子とエッチしない!? 友達を売りに来た円光斡旋J子9 学園アイドル編（1月28日、ワンズファクトリー）
- 【VR】ねぇねぇ、この子とエッチしない!? 友達を売る円光斡旋J子10 開始即J○とパコパコSEX（2月22日、ワンズファクトリー）
- 【VR】顔面直浴び特化!!Vol.2 女汁まみれVR パンチラJ○たちに潮、唾、尿を顔面に直接浴びせられびしょびしょになっているのにビンビンに勃起している僕の変態チ○ポを罵倒されながら責められ何度も射精させられる！（3月2日、SODクリエイト）
- 【VR】《領域展開/地面特化×天井特化》究極4P密着サンドイッチセックス。 3人の小悪魔ヤリマンJ●に前後左右に完全包囲されパンチラ＆キス100回以上エンドレスで射精してもやめてもらえない絶頂射精HOTEL 沙月えな×枢木あおい×高山すず（3月16日、SODクリエイト）
- ねぇねぇ、この子とエッチしない!? 友達を売る円光斡旋J子 顔面偏差値70オーバーギャルズ 11人目 みつき（3月17日、ワンズファクトリー）
- 【VR】気持ちイイ時も!!射精シたい時も!!キスしてやるからゼッタイ喘ぐなよ 生意気すぎるマセガキ2人の遊び場オジサンになってるボク（3月27日、KMPVR-彩-）
- 【VR】【痴女的逆レ●プVR】うちらがヤリたい時にヤッてなにが悪いの 田舎の深夜コンビニバイトギャルはお気にの客を喰いまくり 業務よりもセックス優先する愛すべきハッピービッチ（3月29日、ワンズファクトリー）
- 【VR】KMP20周年記念！セックスは世界を救う！究極のピースフルオフパコ開催スペシャル!!〜天井特化騎乗位で5回連続ヌイてあげる〜（4月1日、KMP）
- 【VR】ねぇねぇ、この子とエッチさせてあげよっか 友達を売る円光斡旋J子 12人目 えな（4月8日、ワンズファクトリー）
- 【VR】髪色変わってエロさ倍増！絶対拒否不能！ギャルあおいのささやき誘惑おねだりエッチ！「彼女がいるからダメ？いいじゃん、ねぇ、あおいとエッチしよう」枢木あおい（4月19日、CRYSTAL VR）
- 【VR】人気AV女優とハーレムシェアハウスSP 枢木あおい・稲場るか・宮沢ちはる（4月23日、KMPVR）
- 【VR】ねぇねぇ、この子とエッチしない？ 友達を売る円光斡旋J子 13人目 まりな（5月9日、ワンズファクトリー）
- 【VR】私のJOI×騎乗位に耐えられる？えむ男を熟知したチートテクに何度も何度も喘いでしまったボク（5月29日、KMPVR-彩-）
- 【VR】ねぇねぇ、この子とエッチしたくない!? 友達を売る円光斡旋J子14 いいなり爆乳女子（6月10日、ワンズファクトリー）
- 【VR】ねぇねぇ、この子とエッチさせてあげる 友達を売る円光斡旋J子 15人目まち（8月5日、ワンズファクトリー）
- 【VR】VRライブ配信 くるるぎらじおVR特別版 NO VR NO LIFE！ボクらはもうVRなしでは生きていけない 枢木あおい（9月17日、CRYSTAL VR）
- 【VR】全肯定カノジョ。「君が私をエッチにしてるの。わかってる？」僕の早漏を慰めつつ、全肯定（だいすき）ホールドで最後の一滴まで受け止めてくれるマジ天使。ちょっと小悪魔。 枢木あおい（10月17日、SODクリエイト）
- 【VR】初めて彼女が出来たのに初体験で勃起せず撃沈してたら… セックスの練習台になってくれたブラコン姉2人にサル並みの性欲で何度も何度も中出ししまくったVR 枢木あおい 新井リマ（12月7日、kawaii*）
- 【VR】僕を略奪しようする妻の連れ子。「ママにバレなきゃ大丈夫だよ♪」と言ってオマ○コ広げて誘惑！妻が買い物に行っている間、時短で何度も中出しさせられるッ!!（12月19日、SODクリエイト）
- 【VR】遠距離恋愛VR 熱い抱擁からの連続キスに心の底からフル勃起！距離が遠ければ遠いほど…ふたりのセックスはより熱く燃え上がる！（12月24日、CRYSTAL VR）

- 【VR】枢木あおいと同棲性活 窓から差し込む朝陽より君の笑顔はまぶしかった…（1月28日、CRYSTAL VR）
- 【VR】休日に彼女と。小悪魔あおいと中出しセックス。（2月2日、S-Cute）
- 【VR】声を我慢している君の顔（2月11日、KMPVR）
- 【VR】繁華街雑居ビル内にある現役J系秘密CLUBでは顔面偏差値MAXの美少女たちが絶品舐めテクで男を抜きまくり!? 夜中に営業しているオトナの文化祭に教師のボクが大潜入SPECIAL（2月27日、KMPVR-bibi-）
- 【VR】射精を促す極上テクの口淫科!!痴女ナースのW搾精フェラで金玉が枯れるまでイキまくり!!（3月17日、KMPVR）
- 【VR】「女のことは女のからだで忘れたらいいと思うよ」彼女にフラれた日…ボクは酔うとキス魔になるバイト先の先輩と一夜をともにした。（3月28日、CRYSTAL VR）
- 【VR】少子化の原因はVRだ! VR撲滅! 生おっぱい生ま●こでザーメン根こそぎ膣中搾取 強制孕ませ執行サイバーポリス 松本いちか 枢木おあい 佐野なつ 伊東める（3月30日、kawaii*）
- 【VR】乳首集中責めVR（3月31日、KMPVR）
- 【VR】顔面特化アングルVR 〜フラれたあの子をマインドコントロールで「俺専用オナホ彼女」にする〜（4月1日、KMPVR）
- 【VR】ずっと見つめながら手コキしてあげる（4月2日、KMPVR）
- 【VR】彼女も彼女の親友も超人気店のNO.1ピンサロ嬢!? ピンサロ制服でハーレムフェラ〜お店じゃ絶対NGの本サロ5P ＜おうちピンサロVR＞ 松本いちか 枢木おあい 佐野なつ 伊東める（4月16日、kawaii*）
- 【VR】全身舐めまくり風俗No.1キャストと大・恋・愛8K Special!! あおいのベロテクに溺れろ…。 （4月28日、レゾレボVR）
- 【VR】旅行中の彼女とテレビ電話をしながら、家では留守中の彼女の妹とSEX!!…しかも旅行帰りの彼女にバレてまさかのラッキー姉妹丼8KVR!!1（4月28日、レゾレボVR）
- VR】【6K撮影】 枢木あおい上位時代 かわいいが正義な幼なじみに何度も射精させられた我が青春の日々。（4月29日、CRYSTAL VR）
- 【VR】「昨日のことほんまに覚えてないの？」目を開けるとそこにいた関西弁の女の子… 出会ったばかりのボクたちは性格とカラダの相性が良すぎて朝から晩まで求めあった。 枢木あおい（4月30日、レゾレボVR）
- 【VR】終バス逃したハッピーフェスガールズとのハーレム相部屋NTR 気分高揚！超アゲアゲ！お酒も入って悪ノリSEX！地元の彼氏より近くのSEXフェスフレンドと中出しパーリー!! 松本いちか 枢木あおい（4月30日、ワンズファクトリー）
- 【VR】初3人共演!! 父の再婚相手の連れ子はエロ特化ちっぱい3姉妹 発育途中のちっぱいに夢も股間もパンパン破裂寸前！ 松本いちか 枢木あおい 渚みつき（4月30日、ワンズファクトリー）

### VR作品・総集編・オムニバス
- これがKMP VRだ!!超バカ売れ作品詰め合わせ大ヒット御礼SUPER BEST part8!!(4月12日 KMP VR)
- 【VR】KMP VR 正常位 SUPER BEST(6月28日 KMP VR)
- 【580円】アダルトVRの歴史上最強の体位!!覆い被さり正常位SUPER BEST(7月19日 KMP VR)
- 彩SAI VR SUPERBEST(7月20日 KMP VR)
- 【580円】SEXするならナマが1番!!中出しSEX SUPER BEST(7月28日 KMP VR)
- 【580円】働くお姉さん密着VR　SUPER BEST 120分(7月28日 KMP VR)
- 禁断の関係！教え子の女子校生とイチャイチャSEX!!(8月10日 BAZOOKA VR)
- 【VR】KMP VR 売上TOP25 スーパーBEST part2(8月12日 KMP VR)
- 【580円】これがKMP VRだ!!超バカ売れ作品詰め合わせ大ヒット御礼SUPER BEST part10!!(8月24日 KMP VR)
- これがKMP VRだ!!超バカ売れ作品詰め合わせ大ヒット御礼SUPER BEST part11!!(9月28日 KMP VR)
- これが歴代のKMPVRだ!豪華メガ盛り!!100人300分BEST PERFECT SELECTION(9月30日 KMP VR)
- ユーザー支持率No.1 100分超えBEST III 凝縮完全保存版(10月5日 KMP VR)
- 【VR】KMP VR 対面座位 SUPERBEST 3(11月27日 KMP VR)
- 【VR】 美少女8コンテンツ一週間毎日違う娘でヌケる！ SUPER BEST 300分以上(12月8日 ブイワンVR)
- 【VR】エロのテクニシャンにチ〇ポをイジられ舐められ続けるダブル責めSEX BEST!!(12月19日 KMP VR)
- 【VR】KMP VR 正常位 SUPER BEST PART2(12月28日 KMP VR)
- KMP VR 2018年もっとも売れた30タイトル300分 VR BEST(12月29日 KMP VR)

- 【VR】コスプレ中出しVRBEST〜可愛すぎるコスプレに萌えキュン確定〜(1月1日 KMPVR-bibi-)
- 【VR】厳選美少女8名の最強対面座位！SUPER BEST(1月26日 ブイワンVR)
- KMP VR 売上TOP25 スーパーBEST part3(1月31日 KMP VR)
- KMP作品より厳選した特別企画ベスト第二弾!!超人気鉄板企画100タイトル超豪華8時間2(3月8日 KMP VR)
- 【VR】逆3P中出しSEXBEST〜両サイドから責められる夢のご奉仕体験〜(3月11日 KMP VR)
- 【VR】HQ高画質対応 馬乗り系女子〜騎乗スタイルの卑猥な腰つきと手つき〜(3月15日 CASANOVA)
- 【匠】KMP VR 対面座位 SUPERBEST 4(3月29日 KMP VR)
- 【VR】売れ筋8名 これぞ「ぐうかわ」！妄想全開で迫るエロコス美少女 8連発(3月30日 ブイワンVR)
- 【4K匠】ニッポンの至宝！人気女優たちが女子校生でオナニー指示スペシャル!!(3月30日 KMP VR)
- 新元号令和特別版 4KHQ300分 PREMIUM BEST(5月31日 KMP VR)
- 【VR】HQ高画質対応 ナンパした女を連れ込み言葉巧みにVRで撮影。個人的に楽しむなんて嘘に決まってるwww VRハメ撮り師な俺が撮った映像放出 今まで放出してきたいい感じの女を思い切ってまとめてみたwww(6月7日 CASANOVA)
- 【VR】豪華 夢のハーレム SUPER BEST 2!!(6月19日 KMP VR)
- 【VR】顔面偏差値の高い最強美少女勢揃い！VR女子校生BEST！2(6月23日 KMPVR-bibi-)
- この世で最も美しい女体の美学をリアル体験!!4KHQ全裸BEST(6月30日 KMP VR)
- 清純な黒髪美女に中出ししまくる孕ませSEX 15連発150分(6月30日 KMP VR)
- とにかく顔だけにこだわったヌケる顔面を持つ最強SSS級の美神たち!可愛い顔こそが一番ヌケる!永久保存版オナニー完全保証!(9月29日 KMP VR)
- 劇的高画質 バレたらヤバい！声我慢BEST(10月16日 ブイワンVR)
- 【VR】超ご奉仕BESTデリヘル嬢に10本番＋1(10月25日 KMP VR)
- 人生で一番興奮する瞬間!!アナタのスケベ心を掴む正常位151分BEST(10月30日 KMP)
- KMPVR3周年記念!!中出し100人300分4KHQ超PREMIUM BEST!!(11月29日 KMP VR)
- KMPVR神7BEST〜可愛さからエロさまで全てが神級の7人収録〜(11月30日 KMP VR)
- 【VR】アリスJAPAN最も売れたVRベスト！初期作品もすべてHQ高画質60fpsにアップグレード！川上奈々美と永井みひなと美谷朱里と枢木あおいと高杉麻里と加藤ももかと皆月ひかると深田えいみと中村知恵と川口ともかと香坂紗梨と相沢夏帆【全員中出し】(12月25日 アリスJAPAN)
- 【VR】俺の精子全て捧げた絶頂体験!!正常位全15タイトル151分 PREMIUM BEST(12月26日 KMPVR-bibi-)
- 【4KHQ】エロ過ぎる腰振り特化型VR!!騎乗位BEST181分(12月26日 KMP)
- 【4KHQ】KMPVR 2019年もっとも売れた30タイトル 300分 VR BEST 4KHQ(12月27日 KMP)
- 【4K匠】歴代タイトル夢の神祭り!!エロの軌跡を描く4作品完全コンプリート収録BEST272分 枢木あおい 碧しの 石川祐奈 河南実里 霧島さくら(12月31日 KMP)

- 【VR】HQ 60fps こあらVR極HQ 超低額 特別価格SUPER ULTRA SPECIAL BEST 超4K60fps収録60タイトル（1月1日、）
- 【VR】HAPPY Valentine BEST 〜名作のイチャLOVE揃えちゃいました〜(1月31日、KMPVR)
- 【4K匠】感謝を込めて夢の大放出祭!!売れた歴代名作品限定!!神女子校生タイトル×4盛り盛り!!全編ノーカットBEST375分(1月31日、KMPVR)
- 【4KHQ】超豪華令和風俗BEST!! 4KHQ令和史上最も売れた風俗VRを体験!!(2月2日、KMPVR)
- 【VR】THE BEST OF 3DVR 俺の厨二病ノートから理想のカノジョが出てきた件！ TWIN PACK（ツインパック） 瀬名きらり 枢木あおい(2月7日、THE BEST OF 3DVR)
- ドピュッドピュッ!!種搾り最高レベル!!脳ミソぶっ飛ぶ最強エロ痴女BEST怒涛のノンストップ180分!!（2月20日、）
- カワイイ顔こそが一番ヌケる！「顔の可愛さ」のみにこだわった超S級最強美女BEST!HQ高画質スペシャル愛蔵版!(2月28日 KMP)
- 【VR】美少女たちが恥ずかしげもなくメチャクチャ腰を振りまくるパンパンピストンVR BEST240分(2月28日 kawaii)
- こあらVR極 超4KHQ 30タイトル5時間スペシャル 永久保存版 VOL.1(3月19日 こあらVR極)
- 射精管理 4KHQ BEST 焦らしに焦らしに焦らされて最高の射精を「絶対イッちゃダメ！」我慢させられ続け僕は射精してしまう(3月30日 KMP)
- 枢木あおいKMPVR SPECIALコンプリートBEST全16タイトル!!(3月31日 KMP)
- 着衣SEX BEST 〜男達はなぜ着衣セックスにこんなにも惹かれ興奮するのか〜(3月31日 KMP)
- 【VR】枢木あおい 240分以上 イチャラブSEXから声我慢まで様々なシチュエーションぶっこみノーカットBEST(4月15日 ブイワンVR)
- もうヤめてくださいいぃぃぃ!!絶叫絶頂!!あなたのピストンで何度も何度も感じまくり!!正常位 PREMIUM BEST 182分(4月30日 KMP)
- 前代未聞のエロエロ感謝祭!! 4作品ギュギュっと丸ごと収録 豪華イチャラブメモリアルBEST 244分(4月30日 KMP)
- 【VR】着衣SEX BEST 〜男達はなぜ着衣セックスにこんなにも惹かれ興奮するのか〜(5月10日、KMP)
- 【VR】祭りだ！宴だ！VRだ！KMPVR-bibi-総決算 100タイトル300分激盛りBEST!!(5月16日、KMPVR-bibi-)
- 温もりを感じるほどのちょ〜密着 KMP 対面座位 THE BEST 182分!(5月29日 KMP)
- 超厳選151分!! 上品＆清潔 透明感のある女性たち 黒髪BEST(5月30日 KMP)
- 上から目線で導いてくれる 制服姿のカワイイ美少女 超S級オナサポ JOI BEST 189分(5月31日 KMP)
- 顔前に広がる数多のお尻。そこに広がる世界は天国か!?美尻BEST(6月23日 KMPVR-bibi-)
- 夢の時間181分 15人とラブラブなSEXが満載!!肌が恋しくなるVR!!俺の彼女BEST(6月28日 KMP)
- 絶対に損させない永久保存版!! もっとも売れた2019年度KMPVR下半期トップ30 SPECIAL BEST(6月30日 KMP)
- ノーカットVR作品4セット!!中出し作品からピックアップ!!中出しSPECIAL BEST!!(6月30日 KMP)
- 【VR】「制服美少女とエッチ◆したくないですか？」制服女学生中出しSEX240分-4Kを超えるHQ/60fps超画質 BEST-(7月16日 こあらVR)
- アナル×お尻×マン筋BEST(7月29日 KMP)
- KMPが誇る超絶美女100人を大集結させた!!300分 PREMIUM BEST!!(7月31日 KMP)
- VR売り上げNo.1のKMPVRから大放出!!ノーカット豪華4作品 ハーレム PREMIUM BEST 388分(7月31日 KMP)
- 【500円ワンコイン】夏のお客様感謝まつり!! おぼん玉 50タイトル 人気女優50人 5時間 こあらVR極　超4KHQ　60fps 【永久保存版】(8月12日 こあらVR)
- 100人キスVR 柔らか〜い唇と舌がず〜っと絡みつく永久保存版！SODVR史上最長尺！究極のKISS総集編 42タイトル8時間(8月20日、SODクリエイト)
- 低身長女子145〜156cm12名収録!!ミニマム女子ナマ中出し濃厚SEX!!180分PREMIUM BEST(8月29日 KMP)
- 最強の女神たちの股間があなたの眼前に!! 顔騎 THE BEST(9月27日 KMP)
- KMPVR-bibi-2020年上半期売上ランキングBEST30(10月24日 KMPVR-bibi-)
- フェチオナニーVR COMPLETE BEST260分SPECIAL(10月25日 KMP)
- ヌケる作品大放出!!豪華4作品を全編ノーカット!!コスプレ SELECT BEST 367分(10月30日 KMP)
- アリスJAPAN VRベスト12本番ハメまくり生中出しスペシャル(10月30日 アウトビジョンVR)
- CASANOVA〜麗しのAV女優が目の前で！5作品247分収録・高画質3DVRで没入する美女達との情事〜(10月30日 アウトビジョンVR)
- 【VR】buz流名場面ベスト！最高美女達の最強の腰使い！騎乗位 総集編167分(10月30日 VR buz)
- 【VR】buz流名場面ベスト！最高美女達との密着濃厚ナマSEX！座位 総集編162分(10月31日 VR buz)
- 吐息のかかる距離で美女顔を堪能!!美女限定 対面座位BEST(11月23日 KMPVR-bibi-)
- 誰もが抜いた激エロ作品が大集結!! -bibi-ユーザー支持率No.1 THE BEST!!(11月24日 KMPVR-bibi-)
- 天井特化アングル唾垂らし唾飲ませJOI(11月29日 KMP)
- 厳選めちゃカワガールズと超高密着×対面座位BEST!!(11月29日 KMP)
- KMPVR-bibi-が魅せる迫力満点の痴女騎乗位 BEST!!183分(12月12日 KMPVR-bibi-)
- 痙攣回数測定不能!!終わる事のない大絶頂イカセループ∞BEST!!(12月22日 KMP)
- 生ハメ生中孕ませ精子ドクドク性交!!風俗嬢に種付け行為で妊娠不可避BEST 181分SPECIAL(12月30日 KMP)

### 配信作品
- 【初撮り】ネットでAV応募→AV体験撮影 401(あおい 19歳 メイド喫茶勤務名義)(MGS動画)
- ラグジュTV 750(山内愛 20歳 専門学生名義)(MGS動画)
- マジ軟派、初撮。 895 in 新宿(あおい 18歳 地下アイドル(チャットレディ)名義)(MGS動画)
- Aoi #1 無垢な美少女が本気で感じるSEX (S-Cute)
- Aoi #2 愛液溢れる制服エッチ (S-Cute)
- Aoi #3 清楚な美少女のじっくりフェラ(S-Cute)
- Aoi #4 ハニカミながらも電マで感じるウブな美少女(S-Cute)
- with - Aoi #1 キュートな制服姿でハメ撮りH(with)

- 広○すず似の京美人。方言が可愛過ぎる大学生・ひかる(21)。Welcome to TOKYO!!上京したてで東京に染まってないウブな女の子は隙だらけ!?上京の理由→YouTuberに会えるかなと思って。お話聞かせてくれたら謝礼だけじゃなくて東京の観光案内もします→取材OK。→紐パンＴバックで美尻が露わに♪全身性感帯でどこ触ってもビックビク→チ○コに触れたら、今日イチのにんまり笑顔。「なんでそんな嬉しそうなの？」「久しぶりに見たから」→「好きにして良いんですか？うふっ」騎乗位で神腰振り→バックでも自分から動く変態ロリカワ娘!!→イクの？ダメ、我慢して…って我慢出来ずに中出ししちゃいましたWW(ひかる名義 プレステージプレミアム/MGS動画)
- 従順過ぎてごめんなさい、2年振りのおちん○んでS級エロスマイル■＜素人ナンパ＞ちひろちゃん(20)全体位でイキまくりの全身痙攣ビックビク#お兄さんのちん○んダメ、すぐイッちゃう〜(ちひろ名義 プレステージプレミアム/MGS動画)
- 美少女の綺麗な顔に跨って征服感最高潮！馬乗りズボズボフェラさせ顔面ドロドロぶっかけ大量発射！(DOC)
- あおい(俺の素人)[58]
- ■もっといっぱいイキたいです■ロリカワ娘ななみ(20)大学生※初イキに挑戦してみませんか!?性の迷子がイク感覚にハマって連続絶頂で中出し3回！イケばイク程感度が跳ね上がり昇天回数∞!!(ななみ 20歳 大学生名義 プレステージプレミアム/MGS動画)
- 【ガチな素人】みずきさん 22歳 女子大生(MGS動画)
- あおい(VOND girls)
- 【素人投稿動画】彼氏に売られた素人娘のガチSEX盗撮映像 REC.1(かな 歯科衛生士名義 のぞき屋/プレステージプレミアム/MGS動画)
- あおい(ヤリ部屋近くのピザ屋さんでバイトするあおいちゃん)(バイトちゃん)
- 超アイドル！顔も声も立ち振る舞いも可愛い過ぎる制服美少女と中華街デート♪︎猫耳装着でドすけべアイドルキャットの出来上がり！：レンタル彼女サービスの女子と制服デート&バコバコ性交渉!! 04(あおい 20歳 デパートの受付嬢名義　レンタル彼女　プレステージプレミアム/MGS動画)
- あお(パコッター)
- あお2(パコッター)
- ■「脱がしても良いですか〜☆」■※飲み友アプリでマッチング※関西出身方言娘※チャームポイントは目※アニメ、アニソン、パチスロ大好き※酔うとヘニャヘニャする♪※お兄ちゃんと2人暮らしだから性欲鬼溜まり中※終電逃して帰る気ゼロ※全身性感帯ビクビク敏感体質※電マでお漏らし洪水絶頂SEX大好き甘えん坊※感度MAXエビ反り昇天FUCK(かのん 22歳 新社会人名義　プレステージプレミアム/MGS動画)
- ガチでリアルな女子●生!?でも十分あり得そうなほど激カワキュートな関西娘のあおいちゃん！実際学生時代に着用していた制服を着せてラブホでハメ撮りセックス！：制服彼女 No.01(プレステージプレミアム/MGS動画)
- あおいさん(ゲリラ)
- 青井さん(俺の素人)
- アイドル超えの関西美少女ゲット◆渋谷で見つけた超カワ美少女は関西弁がクセになる上京娘！大阪に置いてきた彼氏に内緒で東京のラブホで秘密のセックス土産をプレゼント!!：いくらでラブホ!? No.009(あおい 20歳 名義/プレステージプレミアム/MGS動画)
- みか(E★ナンパDX)
- みか2(E★ナンパDX)
- Aoi(俺の素人)
- はなさん＆あおいちゃん(エチケット)
- 【中出し】エロエロ！AV面接 Case.04童顔美少女の初撮影は生中!!(あかり(仮名) 学生名義/黒船)
- あおい(Tokyo247)

- はる(俺の素人)
- もし拘束した人気男優を自由に使っていいと言われたら／Aoi(S-cute)
- あおいちゃん(俺の素人)
- ココロとカラダのつなぎ方／Aoi(S-cute)
- そら（19） マジックミラー号 素人女子大生限定100の質問中に突然デカチンを即ハメ！恥じらいつつも連続ピストンでオマ○コぐちょ濡れ大絶頂！おまけに大洪水！(SODクリエイト)
- 【素人×AV男優】素人女性が憧れ男優と夢のSEX！まりかちゃん20歳@現役学生の京都美人！(黒船)
- 自撮りオナニーする美少女／Aoi (S-Cute)
- アイドル級美少女が潮吹きながら関西弁で喘ぐ喘ぐ!!かわいいだけじゃない、どエロイ美尻を男に打ち付け騎乗位で黒髪振り乱して喘ぐ顔も可愛いというキセキ!!奥突かれて「むっちゃええッ！」と痙攣激イキ最高です!!：ラブホのレンタルカメラ内蔵/消し忘れたハメ撮り動画 ファイル046」(あおい 推定21歳 激カワ関西弁フリーター 名義/プレステージプレミアム)
- あおにゃん(J●調査隊 チームK)
- Aoi(俺の素人)
- あかり(黒船提督)
- あおい(LADY HUNTERS)
- あおい(俺の素人)
- 水着美少女とイチャラブ夏エッチ／Aoi(S-Cute)
- 枢木あおいちゃんの作品をお手頃価格で！兄と禁断のH。兄のチ○ポでゴムを着ける練習。上手く着いたか挿れてみるという妹と先っぽだけの約束。マ○コ濡らすために顔面騎乗、先っぽ挿入騎乗位。でも気持ち良くて全部挿れる妹。止まらない腰振りで兄がゴム射 枢木あおい(アリスJapan トコダケ)
- お風呂でヌルヌルローションオナニー／Aoi(S-Cute)
- S-Cute with あおい with028(S-Cute)
- 名器の子 枢木あおい(TMA)
- エロく楽しく可愛くハメ撮りH／Aoi(S-Cute)
- あおい(シロウトタッチ)
- もし内緒でＨしようと誘われたら／Aoi(S-Cute)
- ゆりな/ゆりな(20)/ハメドリネットワークSecondEdition
- もしAoiちゃんと一泊旅行したら／Aoi(S-Cute)
- 社内一可愛い後輩OLがグイグイくる／Aoi(S-Cute)

- ゆりなちゃん20才 調子に乗ったドSキュートな小悪魔JDを踏みつけられて勃起する変態ちんぽでお仕置きピストン♪アクメ我慢も限界突破でたっぷり種付け♪(ハメドリネットワーク2nd)
- あおい 3(俺の素人)
- あおい 4(俺の素人)
- もしAoiちゃんと一泊旅行したら・パジャマH編／Aoi(S-Cute)
- ガチイキ！鬼敏感ニーハイ娘！枢木あおい①(max)
- ガチイキ！鬼敏感ニーハイ娘！枢木あおい②(max)
- ガチイキ！鬼敏感ニーハイ娘！枢木あおい③(max)
- 初花くろき葵(KUKI)
- もも(ION ミルキー倶楽部)
- 主観で愉しむ制服エッチ／Aoi(S-Cute)
- あおい(さんじのおかず)
- あおいちゃん(さんじのおかず)
- 制服姿の美少女の騎乗位をスマホで縦撮り(S-Cute)
- あおい(％OFF)
- 枢木あおいの癒してあげるぞ!!(H-NEXT/クリスタル映像）
- もし友達カップルと民家で夏を過ごしたら - 向日葵／Aoi(S-Cute)
- もし友達カップルと民家で夏を過ごしたら - 夜桜／Aoi(S-Cute)
- 気がつけばセックスレス…40代男たちの人生二度目の筆おろし 枢木あおい(H-NEXT)
- KURURUGI(俺の素人)
- 夜を使いはたして朝陽が昇るまで枢木あおいとひたすら犯され続けたい。(Aver)
- もし内緒でHしようと誘われたら vol.2／Aoi(S-Cute)
- 恋人映像 くろき葵(KUKI)
- あおい(俺の素人)
- 地雷系女子 あおい jrai002(地雷系女子)
- もしAoiとハロウィンを過ごせたら-キョンシー／Aoi(S-Cute)
- もしAoiとハロウィンを過ごせたら-巫女／Aoi(S-Cute)
- もしAoiとハロウィンを過ごせたら-メイド／Aoi(S-Cute)
- もしAoiとハロウィンを過ごせたら-サキュバス／Aoi(S-Cute)
- もしAoiとハロウィンを過ごせたら-けもみみ／Aoi(S-Cute)
- もしAoiとハロウィンを過ごせたら-ナース／Aoi(S-Cute)
- もしAoiとハロウィンを過ごせたら-体操服／Aoi(S-Cute)
- 【スマホ推奨】『彼女が3日間家族旅行で家を空けるというので、彼女の友達と3日間ハメまくった記録（仮） 枢木あおい』より 1日目のスマホハメ撮り動画FULL(アリスJAPAN)
- エッチしたい夜に見せる電マオナ／Aoi(S-Cute)
- 脇汗滲むハメ撮りエッチ／Aoi(S-Cute)
- もし内緒でHしようと誘われたら vol.3／Aoi(S-Cute)
- もし美容師と内緒でHができたら／Aoi(S-Cute)
- あおい(港区女子)

- 枢木あおいは俺の嫁／Aoi(S-Cute)
- 嫁が風呂場でヌイてくれた話／Aoi(S-Cute)

- 2人はずっと仲良し 枢木あおい 渚みつき(4月27日、TOPランナー)

### 配信サイト
- GIRL's BLUE ガールズブルー 禁じられた遊び(山内愛名義)
- fanita さんじげんカンパニー (さんじのおかずとおやつ)

### 同人作品
2018年
- 普段真面目な、おま○こにいっぱい精液注がれちゃったの☆デブオヤジ相手の実況負け試合オフパコ３P(えんえん堂)
- わたしのおま○こ見てください(えんえん堂)
- ゆりなちゃん20才 序章編☆可愛い顔してチンポが好き過ぎる関西JD♥「音出さんといてぇ〜っ❤」クチュクチュ汁まみれマンコに鬼ピストン！膣奥エグられガクガク逝きまくり顔面崩壊♪長舌たらしてアヘ顔痙攣アク(ぱこニャン！)
- ゆりなちゃん20才 イったら中出し編☆調子に乗ったドSキュートな小悪魔JDを踏みつけられて勃起する変態ちんぽでお仕置きピストン♪アクメ我慢も限界突破でたっぷり種付け❤(ぱこニャン！)
- 【完全個人撮影】超正統派美少女！ハロプロオーディション最終選考経験あり！ベロ出し潮吹き絶頂！40分超え！(トランプマン)
- 第43話「立派なあいどる目指してはんなりエッチ♪」 枢木あおい(ピンキーweb)
- 第44話「立派なあいどる目指してはんなりエッチ♪part2」 枢木あおい(ピンキーweb)
- 4K Image Movie & Photo‼︎ ボクだけのご奉仕メイド EX(クリスタル映像/CosDeluxe)
- パンチラ×太もも×ニーソ 絶対領域 VR＋(クリスタル映像/CosDeluxe)
- コスプレ×クルルギアオイ -COSPLAY VIRTUAL IDOL AOI !!(CosDeluxe)

2019年
- コスプレ×クルルギアオイ2 -COSPLAY ERO FOX KURURUGI AOI !!(CosDeluxe)
- コスプレ×クルルギアオイ 3(CosDeluxe)
- 【透けスク水炉利娘】SSS級芸能人！元アイドルの激かわ美少女みゆちゃんのミニマムボディを堪能！感度抜群の変態小リスちゃんにイカセ特別授業【フェラおまけつき】(全日本ハメ撮り連盟)
- g583山内愛(GIRL's BLUE ガールズブルー 禁じられた遊び)
- 【イキ杉ぃ！】県立普通科②150cmろり♀ちゃん キツキツまんこにチンポ刺しただけで勝手に痙攣ポルチオ絶頂アクメで白目むきむき。ヤバイの撮れたったｗｗ【素人　流出】
- あおにゃん 2(J●調査隊 チームK)

2020年
- コスプレ×クルルギアオイ VR -COSPLAY ANOTHER WORLD WITCH KURURUGI AOI !!-(CosDeluxe)
- 《絶対美少女》【電車痴漢】【自宅盗撮】【睡眠姦】まさに奇跡…かわいすぎる私立K3 純白P ＃31(まりしと）
- コスプレ×クルルギアオイ 4(CosDeluxe)
- コスプレ×クルルギアオイ 5(CosDeluxe)

### オーダーメイド
2018年
- オーダーメイドオナニー第57弾(Radix)

2019年
- オーダーメイドオナニー第65弾(Radix)

### イメージビデオ
- Aoi 小悪魔kiss/枢木あおい（2019年4月18日、REbecca）
- My Answer/枢木あおい（2019年10月18日、Superlative）

- Pretty!/枢木あおい（2020年5月29日、メディアブランド）
- Aoi2 Magical cupid・枢木あおい（2024年1月4日、REbecca）

## 雑誌
- 月刊DMM 2017年8月号
- DVD ヨロシク! 2017年10月号（三和出版）
- 週刊現代 2018/02/24号 (講談社) 「100人100個のヘアつき女性器」
- SWAN(30) 2019年1月号(YPLUS(ワイプラス) 増刊/電王出版)
- 週刊プレイボーイ 2019年2月25日号(集英社)
- 週刊実話 2019年4月11日号(日本ジャーナル出版)カラーグラビア「お嬢さまの淫毛」
- 月刊FANZA 2019年6月号「このAV女優がすごい！優勝記念インタビュー」
- 週刊アサヒ芸能2019年5月30日号(徳間書店)「グラビア『あの瞳が愛しい♡ボクたちを魅惑する3BODY』」
- 変態ロリ地獄(Vol.4)2020年 01月号(サンデー社)

## 書籍・電子書籍・グッズ

### 写真集
- Drop(2019年10月28日、ジーウォーク、撮影：天野功)ISBN 978-4862979452
- 女児服コスプレ写真集（CosDeluxe・同人扱い）
- 枢木あおい 上位時代 制服学生編（CosDeluxe・同人扱い）
- 枢木あおい 上位時代 メイド編（CosDeluxe・同人扱い）
- 枢木あおい 上位時代 陰キャ編（CosDeluxe・同人扱い）

### ポーズ集
- ビジュアルヌード・ポーズBOOK act 枢木あおい(2020年2月26日、二見書房、撮影：長谷川朗)ISBN 978-4576200316

### 電子書籍
- 今日これから…君の乳首、●●しにイクね 枢木あおい Kindle版(ドリームチケット)
- 不倫相手と密会中…妻から電話がかかってきたっ!! 枢木あおい【ストーリー写真集】 Kindle版(WAAP)
- ボクだけのご奉仕メイド 枢木あおい Episode.01 ボクだけのご奉仕メイドシリーズ (クリスタル映像)
- ボクだけのご奉仕メイド 枢木あおい Episode.02 ボクだけのご奉仕メイドシリーズ (クリスタル映像)
- ボクだけのご奉仕メイド 枢木あおい Episode.03 ボクだけのご奉仕メイドシリーズ (クリスタル映像)
- ボクだけのご奉仕メイド 枢木あおい Complete版 （クリスタル映像)
- 枢木あおいのザ・筆おろし Episode01 (クリスタル映像)
- 枢木あおいのザ・筆おろし Episode02 (クリスタル映像)
- 枢木あおいのザ・筆おろし Episode03 (クリスタル映像)
- ブイワンVR カワイイは正義！美少女 主観SEXまとめ 5(ブイワンVR)
- Tokyo-247 Girls Collection vol.030 枢木あおい(Tokyo-247)
- 枢木あおいのギャルでしようよ Episode.01 (クリスタル映像)
- 枢木あおいのギャルでしようよ Episode.02 (クリスタル映像)
- 素人娘の全裸図鑑　あおいさん（日本女子フェチ  (著), 裸体図鑑 (編集))
- 言葉がたどたどしい美少女に恋をして、僕はつたなく犯されました… 枢木あおい(ドリームチケット)
- 無垢。僕と美少女との秘密の記録(ブイワンVR SEX)
- 【顔射】SPECIAL BEST / 枢木あおい(TMA)
- リアルガチドキュメント 今までこんな現場なかったです 私、素のままでイキまくっちゃったよ！ 枢木あおい(MAXING美少女写真集)
- 生ハメ中出し10連発(kmp写真集)
- 【アリスJAPAN公式E-book】先っぽ3cmまでは挿入させてくれる妹とのギリギリ相姦未満生活 枢木あおいVOL.1(アリスJAPAN)
- 【アリスJAPAN公式E-book】先っぽ3cmまでは挿入させてくれる妹とのギリギリ相姦未満生活 枢木あおいVOL.2(アリスJAPAN)
- 射精願望で満ちた冴えない男たちの欲望…すべてあおいが引き受けます!! 枢木あおい Episode.01(クリスタル映像)
- 射精願望で満ちた冴えない男たちの欲望…すべてあおいが引き受けます!! 枢木あおい Episode.02(クリスタル映像)
- 射精願望で満ちた冴えない男たちの欲望…すべてあおいが引き受けます!! 枢木あおい Complete版(クリスタル映像)
- Aoi 小悪魔kiss・枢木あおい(REbecca)
- すべてのM男は食べものです 枢木あおい（Waap)
- FLOWER_27 枢木あおい vol.01(ジーウォーク)
- 【激カワ元アイドル】猫耳つけて甘えん坊※にゃん語【レンタル彼女。※本来、性的サービスは禁止です。】あおい20歳デパート受付嬢(MGS DIGITAL BOOK SERIES)
- 【アリスJAPAN公式E-book】 彼女が3日間家族旅行で家を空けるというので、彼女の友達と3日間ハメまくった記録（仮）　枢木あおい Vol.1(アリスJAPAN)
- 【アリスJAPAN公式E-book】 彼女が3日間家族旅行で家を空けるというので、彼女の友達と3日間ハメまくった記録（仮）　枢木あおい Vol.2(アリスJAPAN)
- 【Megamorrina】 アイドルのおしごと 「絶対ムリっ！ってなるまでいっぱいガマンして精子たくさん飛ばしてね 」　枢木あおい Vol.1(Megamorrina)
- 【Megamorrina】 アイドルのおしごと 「絶対ムリっ！ってなるまでいっぱいガマンして精子たくさん飛ばしてね 」　枢木あおい Vol.2(Megamorrina)
- 男を凄まじい射精へ導くアイドルの有頂天オ●●ポマッサージ Super Idol Massage For Super Shot!! 枢木あおい(h.m.p)

### グッズ
- AV ONA CUP #015 枢木あおい(NPG)

## 出演

### 撮影会
- POPY（2017年6月25日）
- POPY（2017年8月11日）
- POPY（2017年8月12日）
- POPY（2017年9月10日）
- CLASS-A（2017年10月5日）
- POPY（2017年10月7日）
- CLASS-A（2017年11月11日）
- CLASS-A（2017年12月3日）
- CLASS-A（2018年1月29日）
- CLASS-A（2018年2月25日）
- CLASS-A（2018年4月23日）
- CLASS-A（2018年11月17日）
- CLASS-A（2019年9月1日）

### イベント他
- 枢木あおい誕生日オフ会in六本木 (2018年3月24日)
- BALTANイベントin秋葉原(2018年7月28日)
- コスホリック23(2018年8月11日)
- ナチュラルハイイベント(サイン会)in秋葉原(2018年9月2日)
- マリオンイベントin大阪/兵庫(2018年9月29日)
- 秋葉原(2018年10月21日)
- レディマドンナ-拡大版-(2018年10月23日)
- RADIX　PRESENTS　枢木あおいちゃんマニアックイベントin福岡(2018年11月23日)
- RADIX　PRESENTS　枢木あおいちゃんマニアックイベントin秋葉原(2018年12月8日)
- トークイベントat BAR「NOA-RUKA」(2019年1月17日)
- 【アリスJAPAN】枢木あおいDVD発売記念イベントin秋葉原(2019年1月20日)
- 枢木あおいちゃんセーラー服生撮りイベントinソフネット本店(秋葉原/2019年2月18日)
- ミルジェネプレミアムLIVE 6(LIVE-BAR-The DOORS/2019年2月19日)
- 【アリスJAPAN】枢木あおいDVD発売記念イベントin秋葉原(2019年3月2日(1/27の振替分))
- 枢木あおい誕生日オフ会in六本木 (2019年3月24日)
- コスホリック25(2019年5月1日)
- ドリームチケットイベントin秋葉原(2019年5月9日)
- マリオンアパレル売り子atFANZAアダルトアワード2018(2019年5月12日)
- 枢木あおい サイン・撮影会in秋葉原(2019年6月15日)
- MilGene Premium Live 10（ミルジェネプレミアムライブテン）(LIVE-BAR-The DOORS/2019年7月17日)
- AV女優大好きAV女優大集合スペシャル!!at ロフトプラスワンWest(2019年8月10日)
- 【ひよこ】 1周年記念サイン会in熊本／福岡(2019年8月24日 25日)
- 【RADIX】枢木あおいat秋葉原　マニアックイベント(2019年9月8日)
- 【プレステージ】枢木あおい 秋葉原 サイン会イベント(2019年9月12日)
- 【アリスJAPAN】枢木あおいDVD発売記念イベントin大阪(2019年9月14日)
- レディマドンナ-拡大版-(2019年10月24日)
- 【マキシング】DVD発売イベント(2019年10月26日)
- 写真集＆DVD＆BD発売記念イベントat秋葉原(2019年11月2日)
- ディナートークショーat BAR「NOA-RUKA」(2019年11月7日)
- 【V&R】枢木あおいサイン会 in 岐阜(2019年11月16日)
- 【シャーク】 枢木あおい DVD発売イベント in 大阪(2019年11月17日)
- ミルジェネプレミアムライブ13(初台DOORS/2019年11月21日)
- 【オイスター海運】 枢木あおい DVD発売イベント in 大阪(2019年1月19日)
- 2020年も伸びま〜すオフ会@枢木家(KMP)(2020年1月26日)
- 【グローリークエスト】in 秋葉原(2020年2月14日)
- 二見書房・ポーズブック in 秋葉原(2020年2月26日)
- Milk in 名古屋(2020年2月29日)
- ゆるけっと(2020年3月14日)
- LADY MADONNA vol.10(青山RizM/2020年3月17日)
- 枢木あおい誕生日オフ会(2020年3月20日)
- LADY MADONNA vol.11(青山RizM/2020年8月5日) *当初は6月16日に予定されていたが、新型コロナウイルス感染症拡大防止のため振替となった。
- 枢木あおいCDデビュー報告プレワンマンライブ「輪舞曲」(三軒茶屋グレープフルーツムーン/2020年9月2日)
- Live from Grapefruits Moon 「月で逢いましょう」＃5 枢木あおい(2020年10月11日)
- SOD Syainbar歌舞伎町出勤(2020年11月16日)
- LADY MADONNA拡大版(川崎 CLUB CITTA'/2020年11月27日)
- コスホリック29(2020年12月30日)
- Live from Grapefruit Moon 月で逢いましょう(三元茶屋グレープフルーツムーン/2021年1月16日)
- 枢木あおい★DVD発売記念イベント【マキシング】in 秋葉原(2021年1月20日)
- 「ハイカラパブリックハウス」★☆枢木あおい新年会!!(2021年1月23日)
- ミルジェネLIVE箱推し企画『LIGHT編』MOON-LIGHT伝説 Vol.2（東京・三軒茶屋グレープフルーツムーン / 2024年1月25日）[61]
- LADY MADONNA 拡大版 2024（川崎 CLUB CITTA' / 2024年11月21日）[62]

### テレビ
- いいね!パチスロリーグ（2020年12月5日 - 2021年10月30日、MONDO TV）
- スカパー! アダルト放送大賞2022 授賞式〜スカパー! アダルトの歴史が変わる。新時代のアダルトクイーン決めちゃいますスペシャル!!〜（2022年3月15日、BSスカパー!（BS241））[63]
- もう!バカリズムさんの超H! #44（2023年5月29日、フジテレビONE）

### 配信
- 【三橋貴明×AV女優】よくわかる経済講座！ 「経済とは？」編（YouTube）
- TOKYO247チャンネル(2018年10月19日、ニコニコ生放送)
- エロフェッショナル AV業界の猛者たち【第8回】(2018年11月12日、ニコニコ生放送)
- MOODYZ presents みんなのおもちゃ★(2019年7月26日、ニコニコ生放送)
- MOODYZ presents みんなのおもちゃ#4枢木あおい×高杉麻里×加藤ももか×山井すず(2019年10月25日、ニコニコ生放送)
- MOODYZ presents みんなのおもちゃ#9枢木あおい×永瀬ゆい×大槻ひびき×森沢かな(2020年2月28日、ニコニコ生放送)
- nanairo 大人のおもちゃ遊び Part 1(Youtube)
- nanairo 大人のおもちゃ遊び Part 2(Youtube)
- nanairo 大人のおもちゃ遊び Part 7(Youtube)
- nanairo 大人のおもちゃ遊び Part 10(Youtube)
- nanairo 大人のおもちゃ遊び Part 15(Youtube)
- その他オンライン放送
  - nanairoライブ Aoiと一緒に☆生オナニー(2019年10月15日)
  - nanairoライブ (2019年11月22日)
  - nanairoライブ (2020年1月29日)
  - nanairoライブ (2020年2月22日)
  - nanairoライブ Aoiと一緒に☆生オナニー(2019年10月15日)
  - nanairoライブ (2019年11月22日)
  - nanairoライブ (2020年1月29日)
  - nanairoライブ (2020年2月22日)
  - nanairoライブ (2020年3月30日)
  - FANZAライブチャット(2020年4月12日)
  - nanairoライブ (2020年4月24日)
  - FANZAライブチャット(2020年5月21日)
  - nanairoライブ (2020年5月25日)
  - nanairoライブ (2020年6月17日)
  - nanairoライブ (2020年8月12日(7月15日分が延期))
  - nanairoライブ (2020年8月31日)
  - FANZAライブチャット(2020年9月13日)
  - nanairoライブ (2020年10月1日)
  - nanairoライブ (2020年10月16日)
  - nanairoライブ (2020年11月12日)
  - nanairoライブ (2020年12月2日)
  - nanairoライブ (2020年12月28日)
  - nanairoライブ (2021年2月17日)
- 枢木あおい リモ飲み(2020年5月24日）
- 枢木あおい リモ飲み(2020年6月16日）
- 枢木あおいとリモ飲み人狼ゲーム！(2020年7月30日）
- 枢木あおいとリモ飲み人狼ゲーム！(2020年9月5日）
- ［CRYSTAL VR］NITE with 枢木あおい(2020年4月25日）
- ［CRYSTAL VR］TANA-BATA  MAiD NITE‼︎‼︎(2020年7月7日/ツイキャス)
- 無観客リモートライブ(2020年10月11日)
- ［CRYSTAL VR］CosDeluxe NiTE with 枢木あおい コスホリックその前に!!(2020年12月29日）

### ゲーム
- 新宿スカウトバトル（2019年、DMM GAMES）サキュバス・枢木あおい役
- クリムゾン妖魔大戦X（2022年、DMM GAMES）朝霞イブ（主人公）役（声の出演）[64]
- 社長と美女たちの二重奏（2024年3月6日[65]、CREAM SOFT）- 草薙奏 役[66]

### クラウドファンディング
- キカタン2.0ミーティング(2018年11月5日)

## インタビュー
2017年
- 京都出身のはんなり美少女がAVデビューしたきっかけは「イキたかったから」!? 好奇心旺盛なむっつりドスケベ18歳の女の子！【枢木あおいインタビュー・前編】
- 京撮影で一番恥ずかしかったのは、初脱ぎでもSEXでもなく○○だった！▼イキたくてAV女優になった枢木あおいちゃん、デビュー作で目的は達成したものの…「クセになっちゃったかも」？【枢木あおいインタビュー後編】

2018年
- 【関西弁美少女　枢木あおいインタビュー】「誰でもいいただSEXするだけならバックなんだろうけれど、好きな人だったら正常位がいいし、騎乗位がいいし。対面座位もいいですね。そういうのが好きです」
- ＜麻雅庵インタビュー＞高校生の時に地下アイドルをやっていたはんなり美少女・枢木あおいちゃんに緊急インタビュー！
- 混ざり合う体液のヌルヌルに興奮してしまった生挿入&生中出し、セックスで相手を失神させて目覚めたドS…ただいまスケベに成長中のキカタンの星を直撃！【枢木あおい人気AV女優インタビュー】(XCITY)

2019年
- 「妹の目を盗んで地味っ子姉を大胆にレズ誘惑する妹の親友」大浦真奈美さん、枢木あおいさんのスペシャルインタビューをお届けします！(レズれ！)
- 【枢木あおいディナートークショーレポート!】枢木あおいちゃんがAVで印象に残った撮影話から、いま話題のパロディ作品までAVプロデューサー経営の人気バーで気さくにトーク！(デラべっぴん)

2020年
- 謎多き美女「くろき葵」XCTITY独占デビュー！醒めた表情にクールな瞳、媚びない態度は、まさに新感覚AV女優！ストリート系ハイセンス女子の素性に迫る!!【くろき葵 新人AV女優インタビュー】(XCITY)
- 「AVは飽きるまで続ける」どこまでもロックなくろき葵の「AVっぽくない」デビュー作の斬新な撮影手法や、ドSな見た目とは裏腹!?な性癖を暴く!!!【くろき葵 新人AV女優インタビュー】(XCITY)
- 枢木あおい(21)さんのインタビュー（Vanilla）
- 枢木あおい３周年記念インタビュー前編！VRクイーンくるるるるるぎ氏が『3日間』や『ハメ撮りVR』など大ヒット作の撮影秘話や今だから話せるデビュー当時の逸話を語る。▼お芝居が高評価。その秘訣を聞いてみたら…！(FANZAニュース）
- AV女優･枢木あおい３周年記念インタビュー後編！▼「無垢さん、また縛ってください💗」▼数々の女優をトロットロにさせる天才レズタチ女優！でも先輩女優にめちゃめちゃにされたいです💗ビビアンのプロデューサー氏も登場して彼女のスゴさを解説。▼デビュー直後に「辞めようと思った」本当の理由は･･･。(FANZAニュース）
- プライベートは意外とお堅い!?AVデビューのきっかけは○○を体験したかった!?【枢木あおい インタビュー前編】(MGSニュース)
- プライベートは意外とお堅い!?AVデビューのきっかけは○○を体験したかった!?【枢木あおい インタビュー後編】(MGSニュース)
- ハダカのおしゃべり第97回 枢木あおい（前編）「現場で誰もシコってないなんて」(スカパー!アダルト)
- ハダカのおしゃべり第98回 枢木あおい（後編）「指を入れると男がうらやましい」(スカパー!アダルト)